# Geschiedenis van AFC Ajax
De geschiedenis van AFC Ajax beslaat decennia. Sinds de officiële oprichting in 1900 won de club verscheidene nationale en internationale prijzen.

## Voorgeschiedenis (1893-1900)
Drie vrienden, Han Dade, Carl Bruno Reeser en Floris Stempel, richtten in 1893 een voetbalclub op. Han Dade had een echte leren bal. In 1893 noemden de vrienden hun club Union, maar al na enkele maanden werd de naam veranderd in Footh-Ball Club Ajax (inclusief spelfout). De club speelde in de beginjaren nog buiten Amsterdam, namelijk in het Willemspark, toen nog in de gemeente Nieuwer-Amstel. Er werd nog geen echte competitie gespeeld, de club speelde alleen een aantal wedstrijden tegen stadsgenoten. Er is wel bekend dat de clubkleuren rood en wit al snel gebruikt werden en dat fair play belangrijk was voor de club. In 1896 werd een groot deel van Nieuwer-Amstel onderdeel van Amsterdam. De stad wilde huizen bouwen op de plaats waar Ajax zijn wedstrijden speelde. De club had hierdoor een probleem, omdat ze geen andere locatie konden vinden. De drie vrienden Dade, Reeser en Stempel besloten een brief te laten rondgaan, waarin zij aankondigden een volledig nieuwe voetbalclub te willen oprichten. Ze wilden hiermee definitief af van het oude, succesloze, Ajax.

## Amateurvoetbal: Beginjaren (1900-1910)

### Officiële oprichting en de eerste jaren (1900-1907)

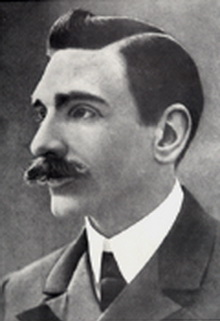
Floris Stempel

Op 18 maart 1900 werd de Football Club Ajax opgericht. Dit gebeurde tijdens een vergadering in Café Oost-Indië in de Kalverstraat. De club sloot zich aan bij de Amsterdamsche Voetbalbond (AVB) en ging zijn thuiswedstrijden spelen op een veld in Amsterdam Noord. Mede-oprichter Floris Stempel werd, bij de officiële oprichting in 1900 de eerste voorzitter.
De eerste jaren van de nieuwe club verliepen niet slecht. Twee keer werd de tweede plaats in het kampioenschap van de AVB bereikt en de eerste prijs werd ook gewonnen. De club ontving namelijk een medaille voor het beste doelgemiddelde. Deze resultaten werden beloond met een eerste wedstrijd buiten Amsterdam. Op 8 april 1901 won Ajax, in Haarlem, met 2-4 in een vriendschappelijke wedstrijd tegen de plaatselijke voetbalvereniging Oranje.
In het jaar 1902 werd Ajax toegelaten tot de landelijke voetbalbond, de NVB. Aan het einde van het seizoen 1902/1903 promoveerde de club van de derde naar de tweede klasse. In 1907 moest de club uitwijken naar een andere locatie, omdat de gemeente weer huizen ging bouwen op de plaats waar Ajax speelde. Er werd een plaats gevonden aan de Middenweg in de gemeente Watergraafsmeer. Er waren geen tribunes, geen kleedkamers en ook geen waterleiding. Het café aan de overkant (café Brokelman, huidige café Frankendael) werd door de spelers als kleedkamer gebruikt.

### De eerste successen (1907-1910)
In het seizoen 1907/08 won de club de eerste echte prijs uit haar geschiedenis. Het Gouden Kruis, de prijs voor een toernooi tussen de acht sterkste clubs van Amsterdam, werd voor het eerst gewonnen.
Ajax was dan wel kampioen geworden, maar in die tijd kon een club niet promoveren zonder promotie-/degradatiewedstrijden te spelen en te winnen. Ajax won deze wedstrijden niet en moest in de Tweede Klasse blijven spelen. Ook een andere club, Holland, had moeite met het spelen van deze wedstrijden. Deze club uit de Derde Klasse had drie keer achter elkaar het kampioenschap behaald, maar slaagde er steeds niet in om te promoveren. In 1908 werd besloten om te fuseren met Ajax. De naam bleef Ajax en ook het terrein en het tenue bleven dat van Ajax. Mede dankzij een aantal nieuwe spelers van Holland kon Ajax later wel promoveren naar het hoogste niveau.

## Amateurvoetbal: Hoogste klasse (1910-1954)

### Promotie naar het hoogste niveau (1910-1917)
Rond 1910 werd het bestuur ongeduldig, omdat het elftal maar niet promoveerde naar de hoogste klasse. Het bestuur besloot dat er een Britse trainer nodig was om dit te bereiken. In Engeland werd namelijk al veel langer gevoetbald dan in Nederland en het niveau was er dan ook veel hoger. De Ier John Kirwan werd aangesteld als trainer en hiermee werd hij de eerste betaalde trainer in Nederland. Kirwan had een verleden als international en als trainer van Tottenham Hotspur en behaalde met Ajax in 1911 promotie naar de hoogste afdeling.
Na de promotie veranderden er een aantal dingen. Er werd een houten tribune gebouwd op het terrein in de Watergraafsmeer en ook het tenue werd aangepast. Eerst speelde de club in rood en wit gestreepte shirts, maar in 1911 werd dit aangepast naar het huidige tenue.  Dit was om verwarring met Sparta, dat in dezelfde shirts speelde, te voorkomen. Het huidige shirt had de club van cricketvereniging VVV, waar men in 1909 de voetbalafdeling had opgeheven, en de shirts konden worden overgenomen. Zij speelden in de wit-rood-witte shirts. Ook werd in 1910 het woord Amsterdamsche toegevoegd aan de naam, omdat er in Leiden ook een club speelde die Ajax heette. Voor sommige spelers was er nog een andere beloning voor hun goede spel. Zo maakte Gé Fortgens als eerste Ajaxspeler ooit zijn debuut in het Nederlands elftal. Dit gebeurde op 19 maart 1911, toen Oranje in Antwerpen met 1-3 won van België.
Helaas voor Ajax was de promotie naar de Eerste Divisie niet van lange duur. In het seizoen 1913/14 degradeerde de club weer terug naar de Tweede Klasse. Dit is tot op heden de enige keer dat Ajax gedegradeerd is. Nadat er enkele spelers waren vertrokken kreeg de nieuwe trainer Jack Reynolds de opdracht opnieuw te promoveren. Er werd in de eerste jaren onder Reynolds niet slecht gespeeld, maar promotie zat er telkens net niet in. In 1914/15 kon de club niet promoveren, omdat er vanwege de Eerste Wereldoorlog alleen een noodcompetitie werd gespeeld. In 1915/16 werd Ajax wel afdelingskampioen, maar de promotiewedstrijden werden niet gewonnen. Weer een seizoen was promotie opnieuw onmogelijk, maar onder druk van pers en clubs, die massaal bereid waren vriendschappelijke wedstrijden tegen de sterke tweedeklasser te spelen en daarbij zonder uitzondering werden verslagen, besloot de NVB acht tweedeklassers te bombarderen tot een nieuwe Eerste Klasse B. Ajax werd als kampioen van de Tweede Klasse geplaatst in de sterker geachte de Eerste Klasse A.

### De eerste twee landskampioenschappen (1917-1919)
De tweede poging op het hoogste niveau had niet beter gekund voor Ajax. In 1917 wist de club de nationale beker te winnen en een jaar later volgde het eerste landskampioenschap. In 1919 werd Ajax zelfs ongeslagen kampioen van Nederland. De sterspelers van deze ploeg waren onder andere Henk Hordijk, Theo Brokmann en Jan de Natris. De meest opvallende speler was De Natris. Hij was de beste speler van Ajax op dat moment, maar had soms vreemde momenten. In 1918 had hij een belangrijke bijdrage in de eerste plaats van Ajax, maar toen de kampioenswedstrijd gespeeld moest worden miste hij de trein. Hij wachtte niet op de volgende trein, maar ging naar huis. Hij kreeg hiervoor tien cent boete.
Prijzen
- NVB Beker

1917
- Landskampioen

1918, 1919
- Afdelingskampioen 1e Klasse

1918, 1919

### Magere jaren (1920-1929)
Ondanks de groei van de club waren de prestaties in de jaren 20 minder. Jan de Natris verraste iedereen door in 1925 opeens naar Vitesse te vertrekken. In hetzelfde jaar vertrok trainer Jack Reynolds na een conflict met het Ajax-bestuur naar rivaal Blauw-Wit. Drie jaar later kwam hij echter weer terug. De resultaten in de competitie bleven matig, in 1928 werd degradatie ternauwernood vermeden en in 1930 werd een ander dieptepunt bereikt, toen Ajax in een vriendschappelijke wedstrijd in Wenen met 16-2 verloor van Rapid Wien, destijds overigens wel een Europese topploeg.
In 1925, bij het zilveren jubileum, kreeg de club een nieuw clubembleem en deed de beroemde bebaarde en gehelmde kop zijn intrede.
Prijzen
- Afdelingskampioen 1e Klasse

1921, 1927, 1928

### Betere tijden (1929-1939)

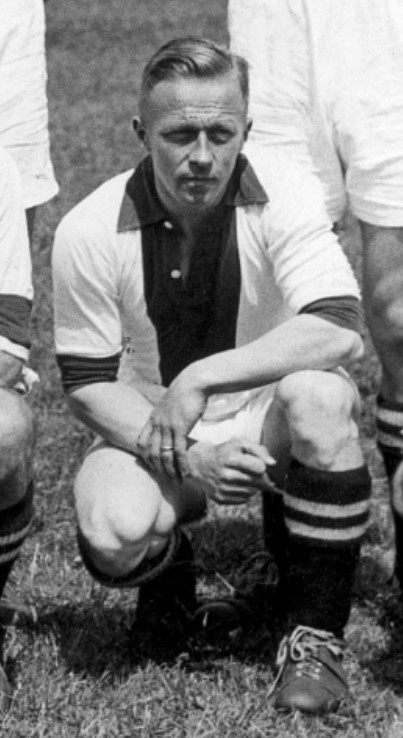
Piet van Reenen, 25-6-1939.

Tijdens de jaren dertig beleefde Ajax een eerste echte gouden tijd. In tien jaar tijd werd de club maar liefst acht keer afdelingskampioen en vijf keer landskampioen. In het seizoen 1930/31 werd het eerste kampioenschap in twaalf jaar behaald. Ook werd in 1931 de grootste overwinning uit de geschiedenis van Ajax in een officiële wedstrijd behaald. Op 11 januari van dat jaar werd er met 17-0 van VUC gewonnen. Uit deze tijd kwam onder andere de speler Wim Anderiesen. Deze speler was de eerste Ajacied waarnaar een straat is vernoemd. Ook Piet van Reenen speelde in de jaren dertig voor Ajax. Hij is nu nog steeds de speler met de meeste goals voor Ajax. Tussen 1929 en 1942 maakte hij in 235 competitiewedstrijden maar liefst 272 doelpunten. In de kampioenswedstrijd tegen Veendam op 3 april 1932 scoorde hij zeven keer, ook dit is een clubrecord.
In de jaren dertig werd ook een nieuw stadion geopend. Stadion De Meer werd bijna volledig uit eigen kas betaald, ondanks een internationale economische crisis. Zelfs sommige spelers betaalden mee aan het stadion. Op 9 december 1934 werd de openingswedstrijd in dit stadion gespeeld tegen Stade Français (5-1 winst).
Prijzen
- Landskampioen

1931, 1932, 1934, 1937, 1939
- Afdelingskampioen 1e Klasse

1930, 1931, 1932, 1934, 1935, 1936, 1937, 1939

### De oorlog (1940-1945)
Tijdens de Tweede Wereldoorlog begonnen de jaren veertig ook voor Ajax met een trieste periode. Er werd wel doorgespeeld; voetbal trok volle stadions, maar het voetbal had met veel problemen te kampen. Internationaal voetbal was onmogelijk, en door mobilisatie, onderduiken en tewerkstelling in Duitsland kwam het regelmatig voor dat de club niet over alle spelers kon beschikken. Het team werd dan aangevuld met beschikbare spelers uit de lagere teams.
Jack Reynolds, die nog steeds trainer was, kwam in 1940 als Brits onderdaan in Duitse krijgsgevangenschap, en kwam via kamp Schoorl terecht in een werkkamp in Gleiwitz. Tijdens zijn gevangenschap organiseerde hij "interlands" tussen Ierse, Schotse, Engelse, Belgische en Franse gevangenen.
Tijdens de oorlog kwamen er geen werknemers van Ajax om het leven. In 1944, tijdens de hongerwinter, was het echter niet meer verantwoord om door te spelen. Het voetballen werd dat jaar gestaakt tot het einde van de oorlog.
Prijzen
- NVB Beker

1943

### De wederopbouw (1945-1954)
Drie weken na de oorlog speelde Ajax weer een eerste wedstrijd. Er werd een toernooi tussen Amsterdamse clubs georganiseerd. Ajax won dit toernooi na drie overwinningen tegen DWS, Blauw-Wit en De Volewijckers. Een paar maanden later keerde Jack Reynolds terug uit Duitsland en onder zijn leiding werd in 1946 weer het afdelingskampioenschap behaald. In de beslissende wedstrijd, op 9 juni 1946, maakte Rinus Michels zijn debuut in het eerste elftal van Ajax, met liefst vijf doelpunten tegen ADO. De landstitel ging dat seizoen naar Haarlem, maar in 1947 was Ajax weer landskampioen, voor de achtste keer in het bestaan sinds 1900, en voor de laatste keer in de periode vóór invoering van het betaalde profvoetbal half 1954 en vóór invoering van de hoogste profdivisie, de eredivisie half 1956. In 1950 en 1952 greep Ajax in de kampioenswedstrijden naast de hoogste titel. In 1954 werd de afdelingstitel gemist na een verloren beslissingswedstrijd tegen stadgenoot DWS.
In 1950 werd het 50-jarig bestaan van Ajax gevierd. In het Amsterdams Historisch Museum werd een tentoonstelling geopend: De Watergraafsmeer en 50 jaar Ajax.
Prijzen
- Landskampioen

1947
- Afdelingskampioen 1e Klasse

1946, 1947, 1950, 1952

## Betaald voetbal en Europees voetbal (1954-2000)

### Invoering van het betaald voetbal (1954-1956) en van de eredivisie (1956-1959)

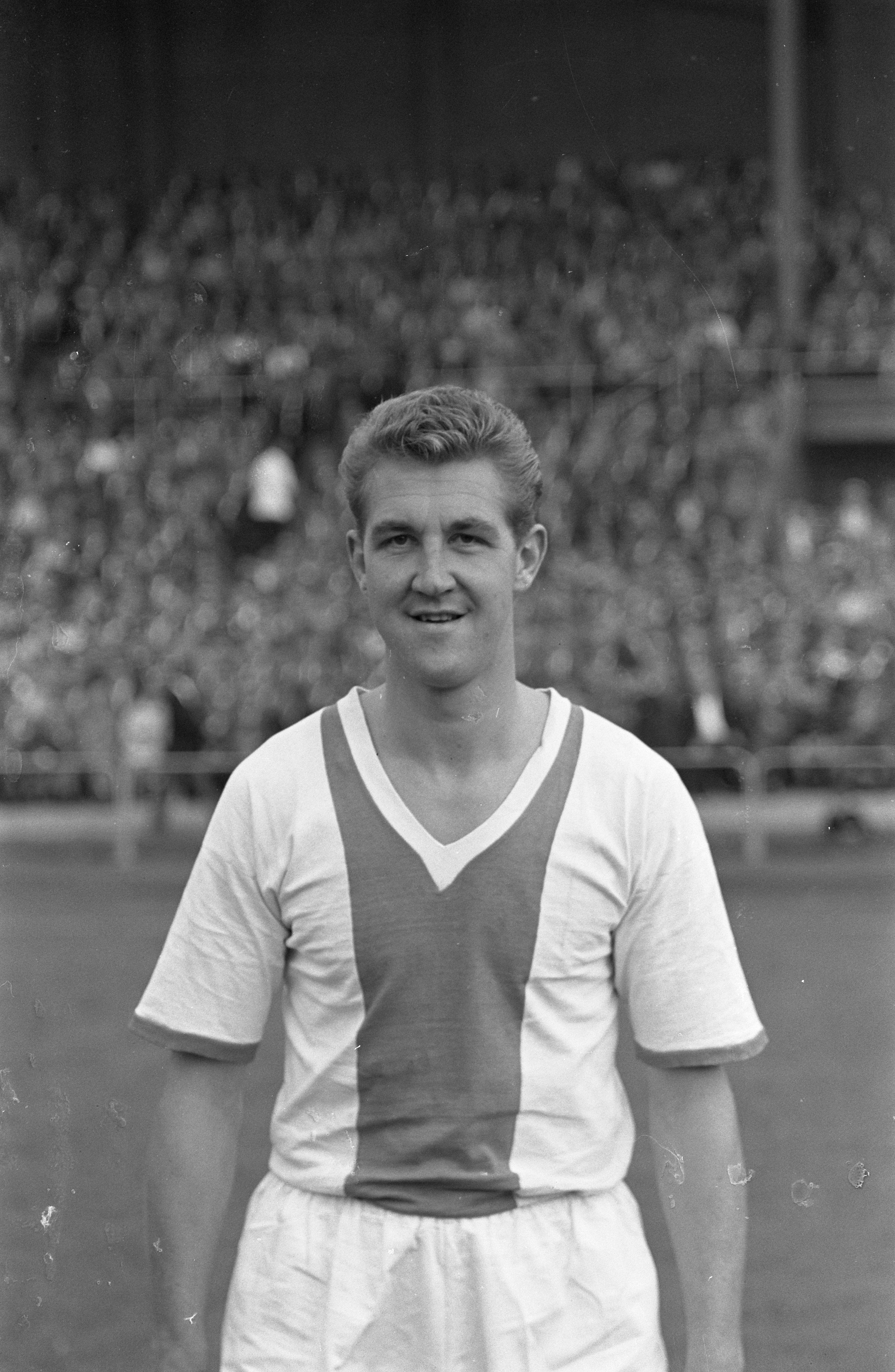
20-9-1959. Cees Groot, DWS-Ajax 1-0. Ajax landskampioen 1959/60 (doelsaldo +65 (109-44), + beslissingsduel Ajax-Feyenoord 5-1.)

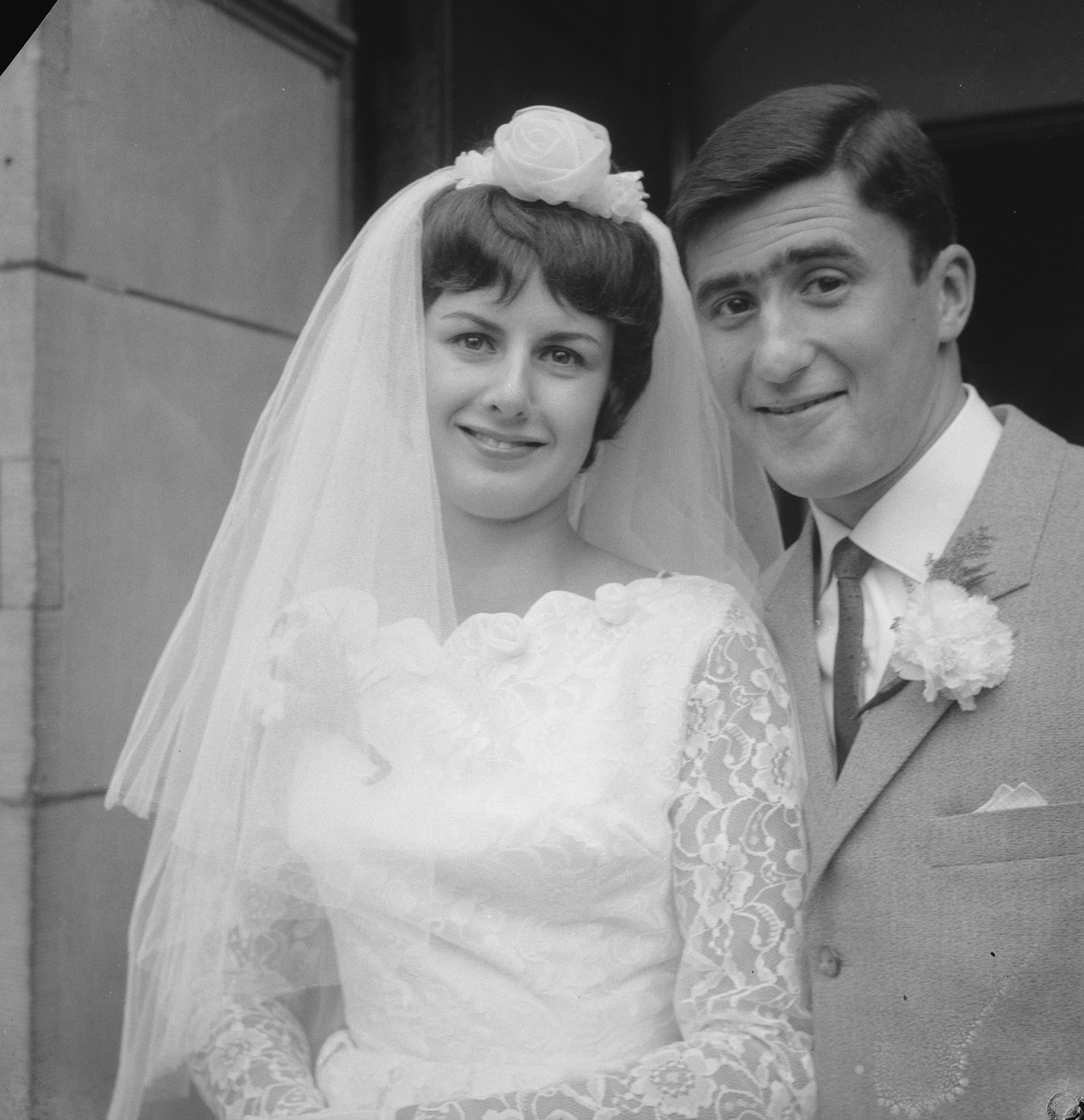
Huwelijk Sjaak Swart op 10-10-1961. In Ajax1 1-7-1956 – 30 juni 1973.

Een belangrijke gebeurtenis in de geschiedenis van het Nederlandse voetbal, en dus ook die van Ajax, is de invoering van het betaalde voetbal in 1954, met ingang van het seizoen 1954/55. In 1955 werd vervolgens het Europacup I-toernooi voor landskampioenen opgericht, alsmede het Europa Cup III-toernooi (1955-1971 Jaarbeursstedenbeker, 1971-2009 UEFA Cup, sinds 2009 Europa League). Het Europa Cup II-toernooi voor bekerwinnaars ging van start in het seizoen 1960/61. Op 20 november 1957 maakte Ajax zijn debuut tegen SC Wismut in het Europa Cup I-toernooi. Nadat van deze club twee keer gewonnen werd, werd er in de kwartfinale na een 2-2 gelijkspel uit verloren met 4-0 van Vasas Boedapest.
In het seizoen 1956/57 ging de eredivisie van start. In 1956 debuteerde tevens mister Ajax, Sjaak Swart op 17-jarige leeftijd. De rechterspits zou 17 jaar bij Ajax blijven spelen, tot en met half 1973. Ook middenvelder Bennie Muller debuteerde, na 5 jaar in de Ajax-jeugd te hebben gespeeld; hij speelde 13 jaar voor Ajax, van juli 1957 tot en met juni 1970. In februari 1961 trok  linkerspits Piet Keizer voor het eerst het shirt van het eerste elftal van Ajax aan, eveneens 17 jaren jong. Keizer zou bijna 14 jaar voor Ajax uitkomen, tot oktober 1974. Tussendoor werden in 1959 topscorer Henk Groot (1959-1963 en 1965-1969 bij Ajax) en zijn ook veelscorende broer Cees Groot aangekocht. Na 17 seizoenen 1939/40-1955/56, met slechts 1 landskampioenschap (1946/47), werd Ajax in 1956/57 eindelijk weer eens landskampioen – de eerste van de nieuwgevormde Eredivisie met een doelsaldo van +24. In alle andere seizoenen in de periode half 1954 tot en met half 1959 presteerde Ajax op subtop-niveau.

### Eerste 2 topseizoenen in betaald voetbal (1959-1961)

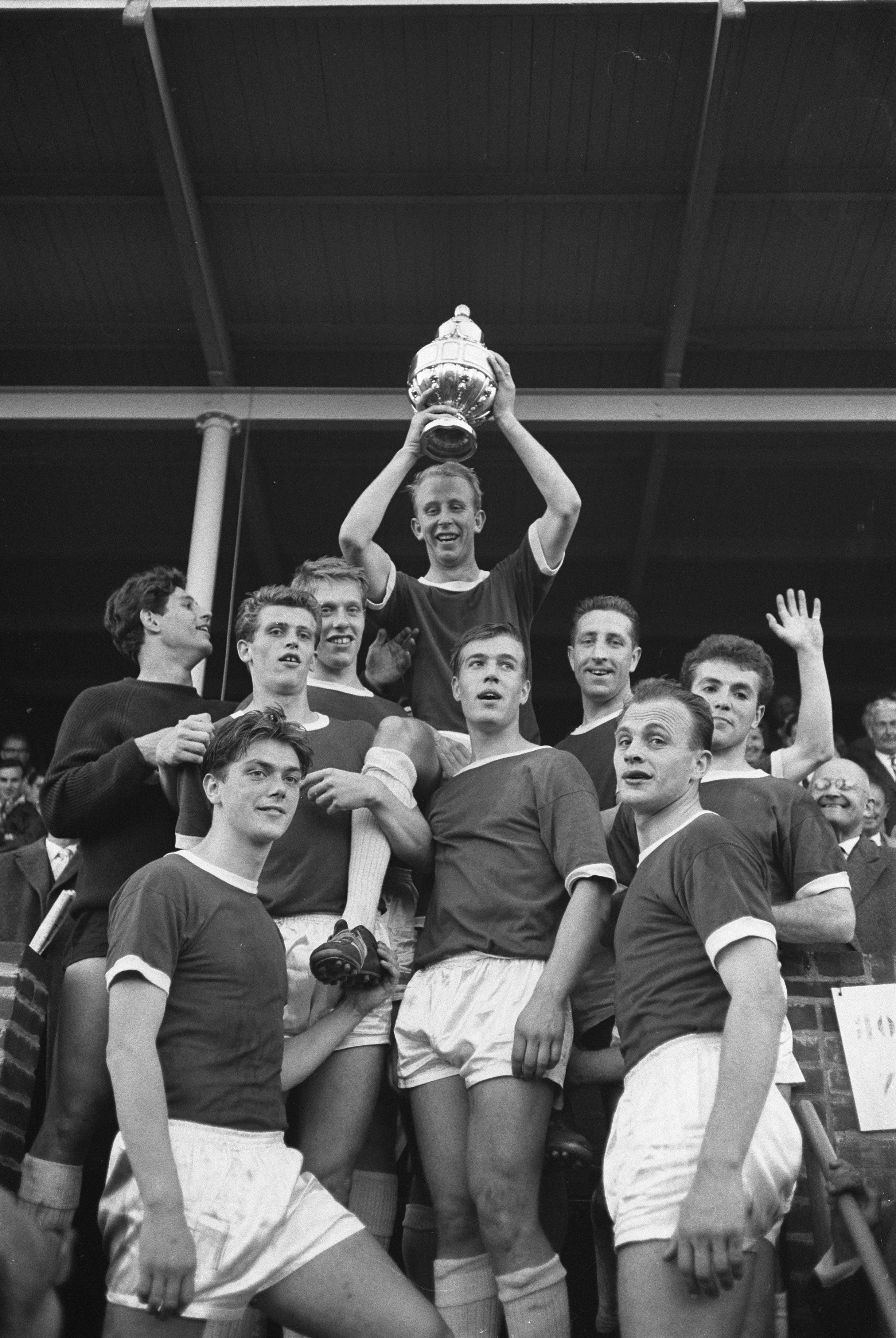
14-6-1961. Finale KNVB Beker 1960/61, Ajax-NAC 3-0. Aanvoerder Henk Groot te midden van teamgenoten, met KNVB Beker.

In 1959/60 werd Ajax landskampioen met een doelsaldo van +65, in een nek-aan-nekrace met Feyenoord (gelijk puntental, 50, en doelsaldo +62 voor Feyenoord; beslissingsduel: Ajax-Feyenoord 5-1). In 1960/61 werd Feyenoord landskampioen met 100 goals vóór en 40 goals tegen en eindigde Ajax 2e in de competitie. Ajax scoorde 102 goals en kreeg er 51 tegen in de eredivisie. In 1960/61 won Ajax het KNVB Bekertoernooi, met een doelsaldo van +25. Dankzij 3 doelpunten van Henk Groot werd NAC Breda in de finale verslagen (3-0). Met name in het seizoen 1960/61 was Ajax goed op dreef (doelsaldo eredivisie + beker + Europa Cup: (+51) + (+25) + (-1) = +75).

### Stilte voor de storm (1961-1965) en absoluut dieptepunt eredivisie (1964-1965)

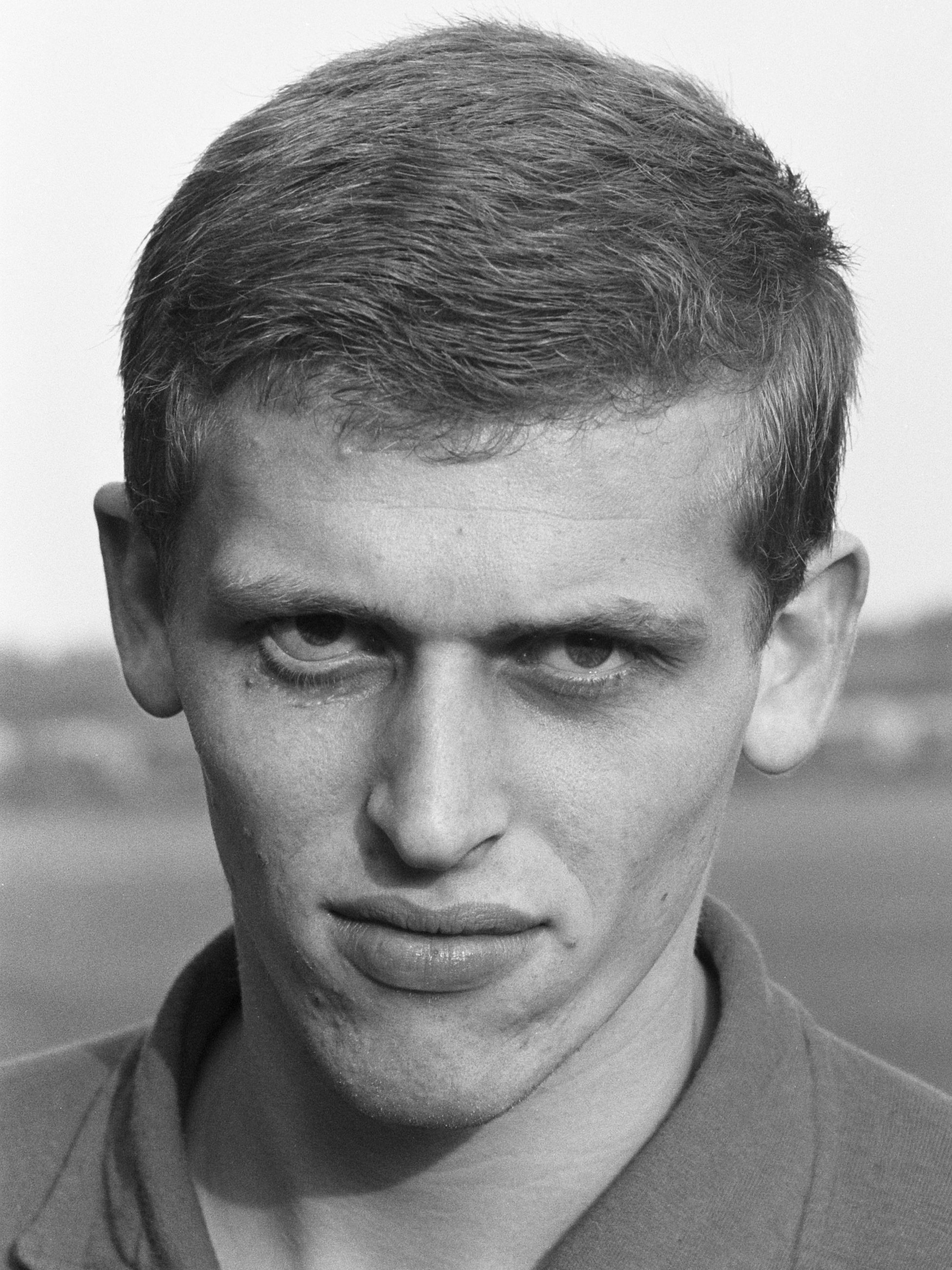
Linkerspits Piet Keizer in 1962. In Ajax1 februari 1961-oktober 1974.

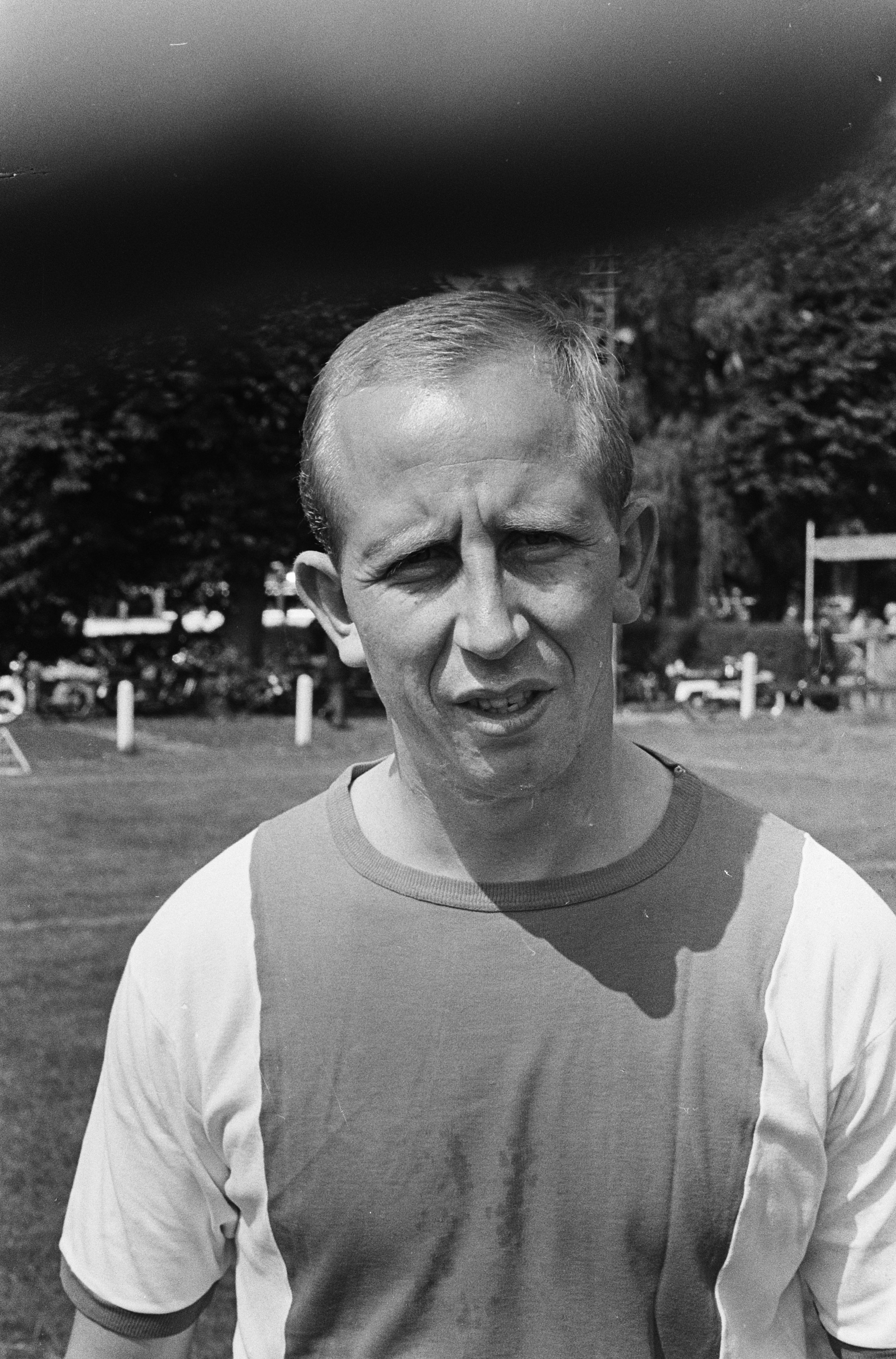
Henk Groot op 7-8-1965, vriendschappelijk duel Ajax-Stoke City 5-3. Begin gouden tijd Ajax, augustus 1965-januari 1974, begin 2e periode Henk Groot bij Ajax (1-7-1965 – 30-6-1969). 1e Periode Henk Groot bij Ajax: 1-7-1959 – 30-6-1963.

Tijdens de eerste helft van de jaren 60 had Ajax tijdens twee periodes wederom een Engelse trainer. Vic Buckingham was coach van de club tussen 1959 en 1961 en tussen 1964 en 1965. Na het seizoen 1959/60 werd een aantal jaren achter elkaar het kampioenschap niet gewonnen. In 1960/61 eindigde Ajax als 2e, op geringe afstand van Feyenoord. Werden in de seizoenen 1959/60 en 1960/61 nog respectievelijk doelcijfers van +65 en +51 gerealiseerd in de competitie, vanaf seizoen 1961/62 ging het 4 seizoenen lang duidelijk bergafwaarts, met als eindklasseringen 4e, 2e, 5e en 13e.
In 1960/61 verloor Ajax in de eerste ronde van de Europacup I van de Noorse amateurclub Fredrikstadt. Ook in de Europacup II ging het niet goed met Ajax, want het verloor in 1961/62 van Ujpest Dosza. In de Intertoto Cup ging het echter een stuk beter. Nadat Ajax Malmö FF, FK Pirmasens, FC Zürich, First Vienna en Slovan Bratislava had verslagen, speelde de club in de finale tegen aartsrivaal Feyenoord. In het Olympisch Stadion werd met 4-2 gewonnen, dankzij vier goals van de gebroeders Groot. Henk Groot maakte er drie en zijn broer Cees maakte er een. Ajax scoorde in het hele toernooi 39 goals, en kreeg er 14 tegen, een verschil van +25.
Het seizoen 1964/65 was een dieptepunt in de geschiedenis van Ajax, de veruit slechtste prestatie van Ajax in de eredivisie ooit. Ondanks de aanwezigheid van jonge talenten zoals Wim Suurbier, Johan Cruijff en Piet Keizer ontsnapte de club maar net aan degradatie uit de Eredivisie: Ajax eindigde als 13e in de eredivisie van de 16 clubs. De op 1 na laagste klassering van Ajax in de eredivisie was de 6e plaats, in de 2 seizoenen 1958/59 en 1998/99. Halverwege het seizoen 1964/65 vertrok trainer Vic Buckingham. De nieuwe voorzitter Jaap van Praag (1964-1978) kwam in januari 1965 op het idee om oud-speler Rinus Michels aan te stellen als trainer. Dit bleek achteraf geen slecht idee te zijn, want ondanks weinig verbetering in de eerste helft van 1965 bereikte Ajax in de 6 jaren daarna onder de leiding van de generaal de nationale top en de Europese top.

### De Gouden tijd: 1e Periode Cruijff als speler (1965-1973)

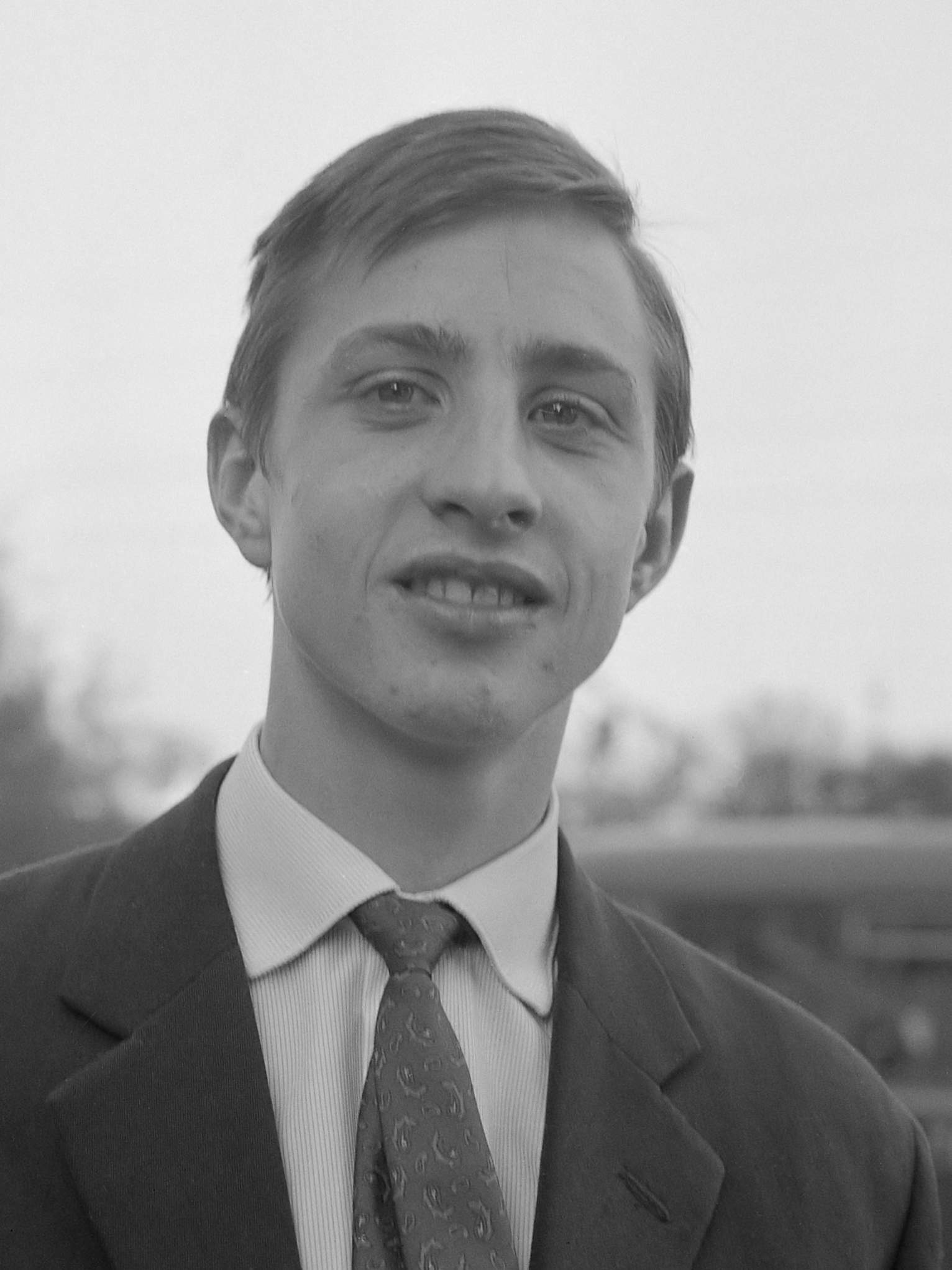
Johan Cruijff, 25-10-1965, 1 dag na DWS-Ajax 0-2. In Ajax1 15-11-1964 – 19-8-1973 en 3-12-1981 – 30-6-1983.

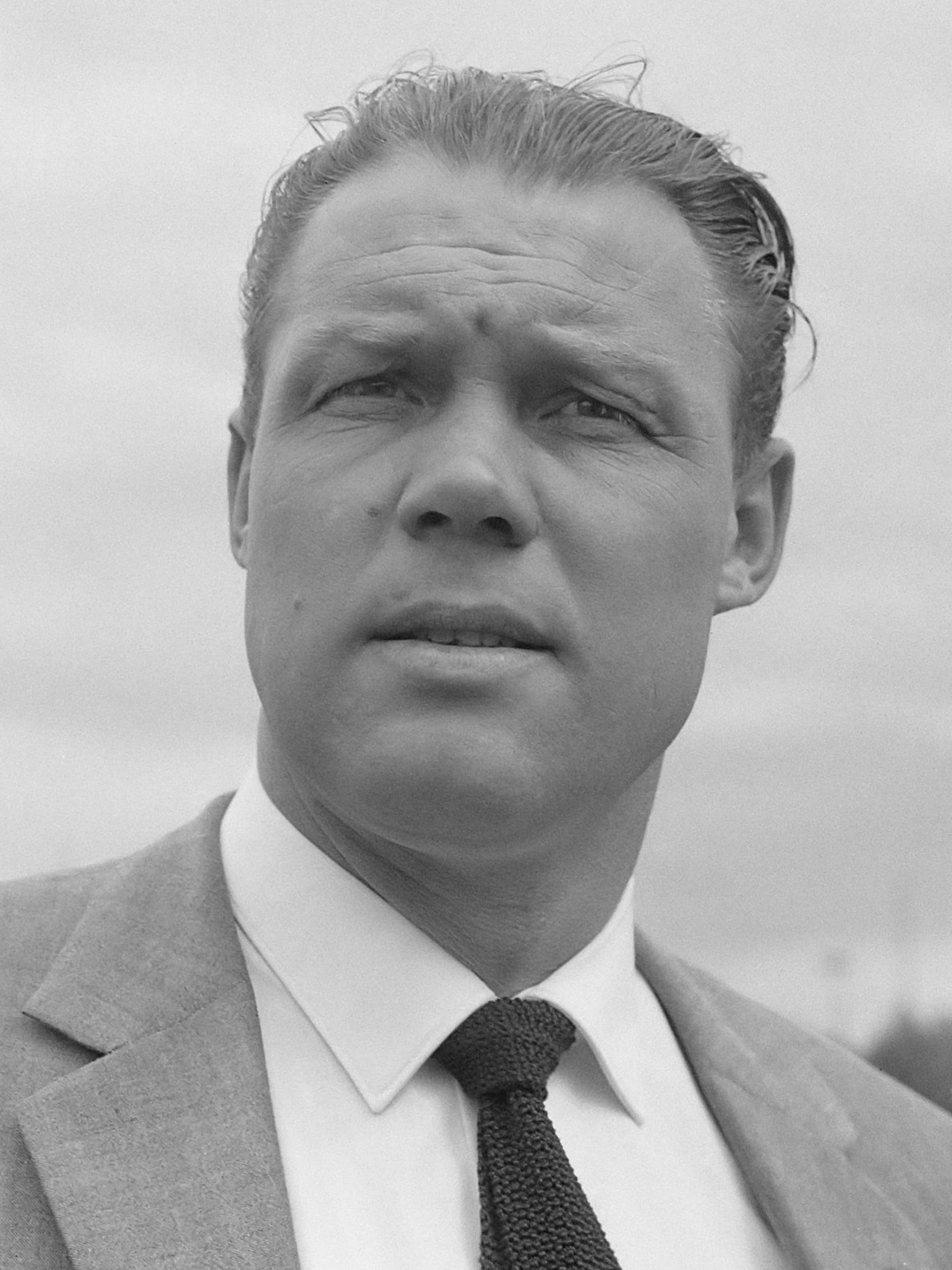
Trainer Rinus Michels, 14-8-1966, Elinkwijk-Ajax 0-7. Ajax werd in het seizoen 1966/67 landskampioen met 122 goals vóór en 34 goals tegen. Het doelsaldo van +88 was 21 jaar lang een record, het aantal gescoorde goals (122) is nu nog steeds een record. Johan Cruijff werd topscorer in de eredivisie met 33 goals. Ajax won in 1966/67 ook de KNVB Beker.

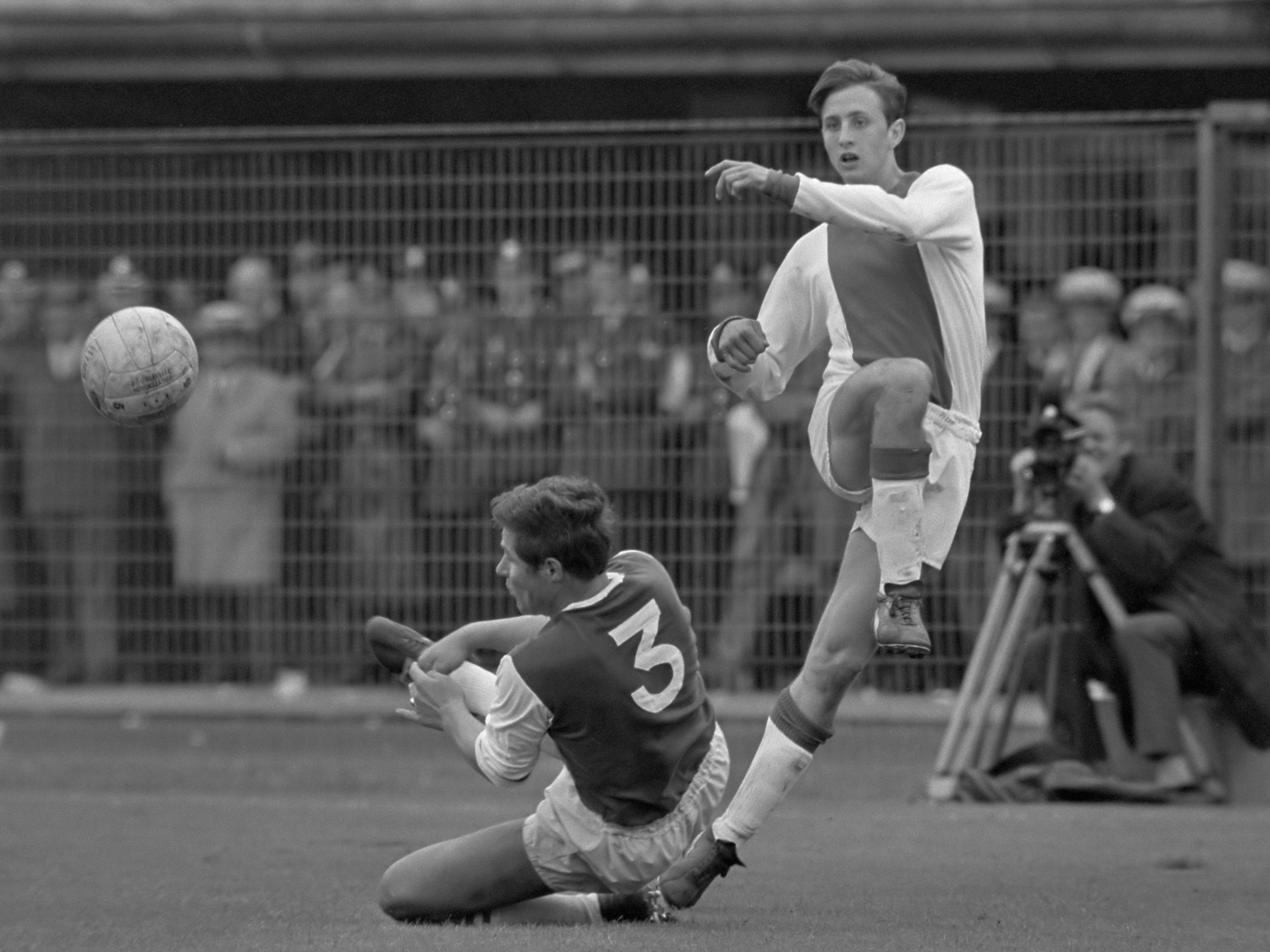
Johan Cruijff, 3-9-1967, Feyenoord-Ajax 1-0, seizoen 1967/68. Ajax werd dit seizoen landskampioen met 96 goals vóór en 19 goals tegen, en was verliezend bekerfinalist.

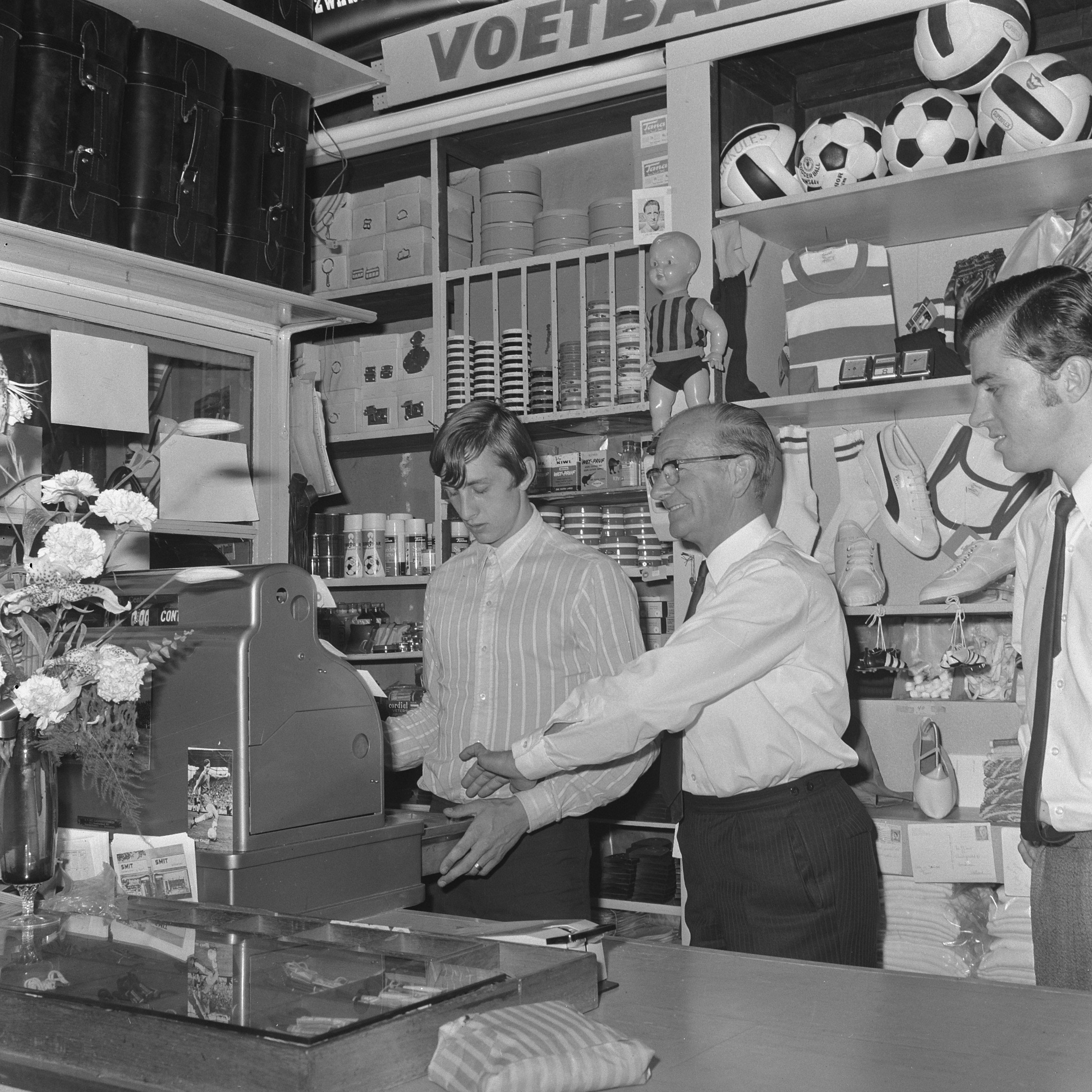
Amsterdam, 8-8-1968. Johan Cruijff achter de kassa van zijn sportzaak, geheel rechts zijn broer Henny Cruijff.

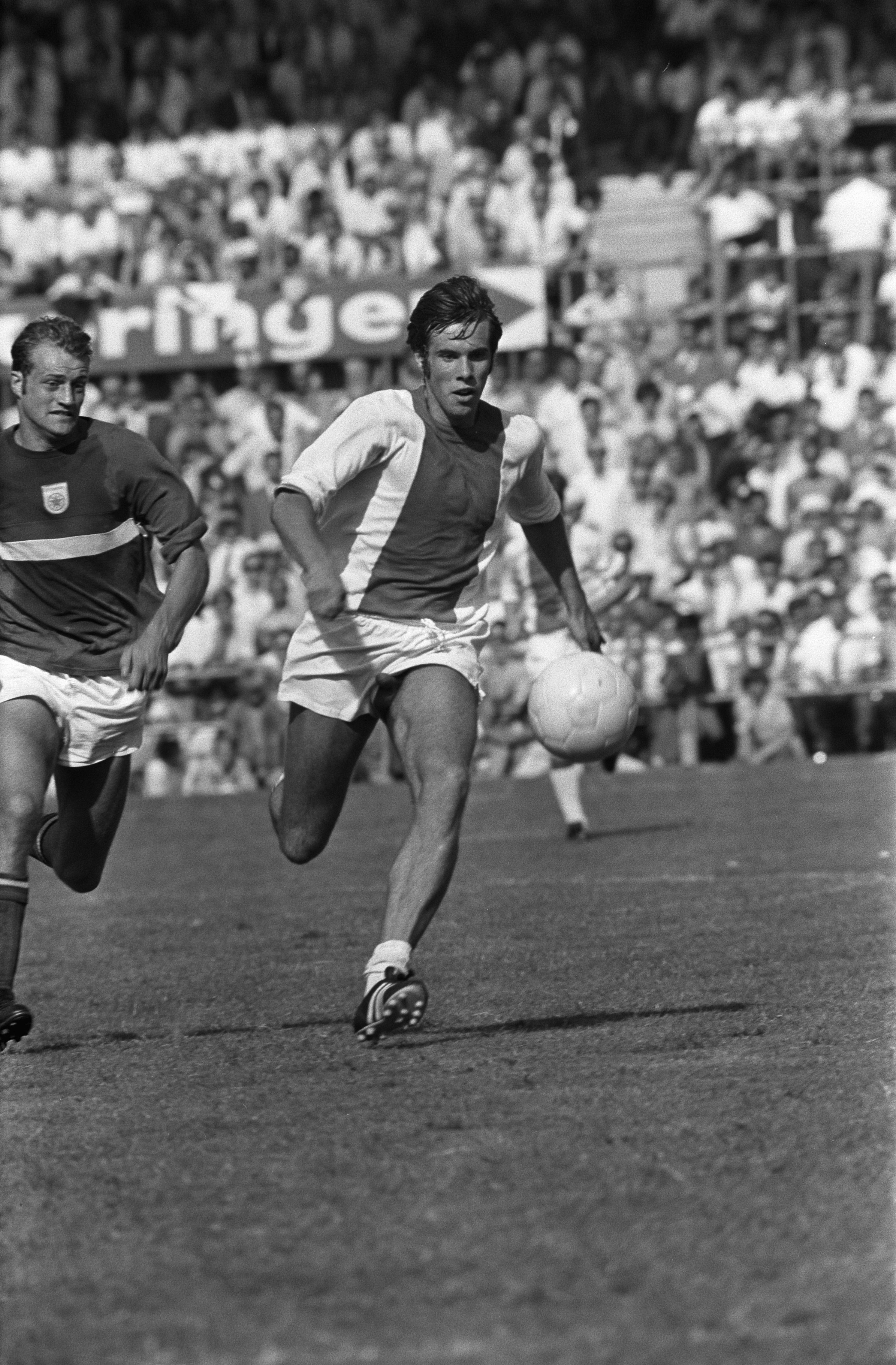
Dick van Dijk wordt achtervolgd door Seine Middeljans, 10-8-1969, GVAV-Ajax 1-3 in Groningen.

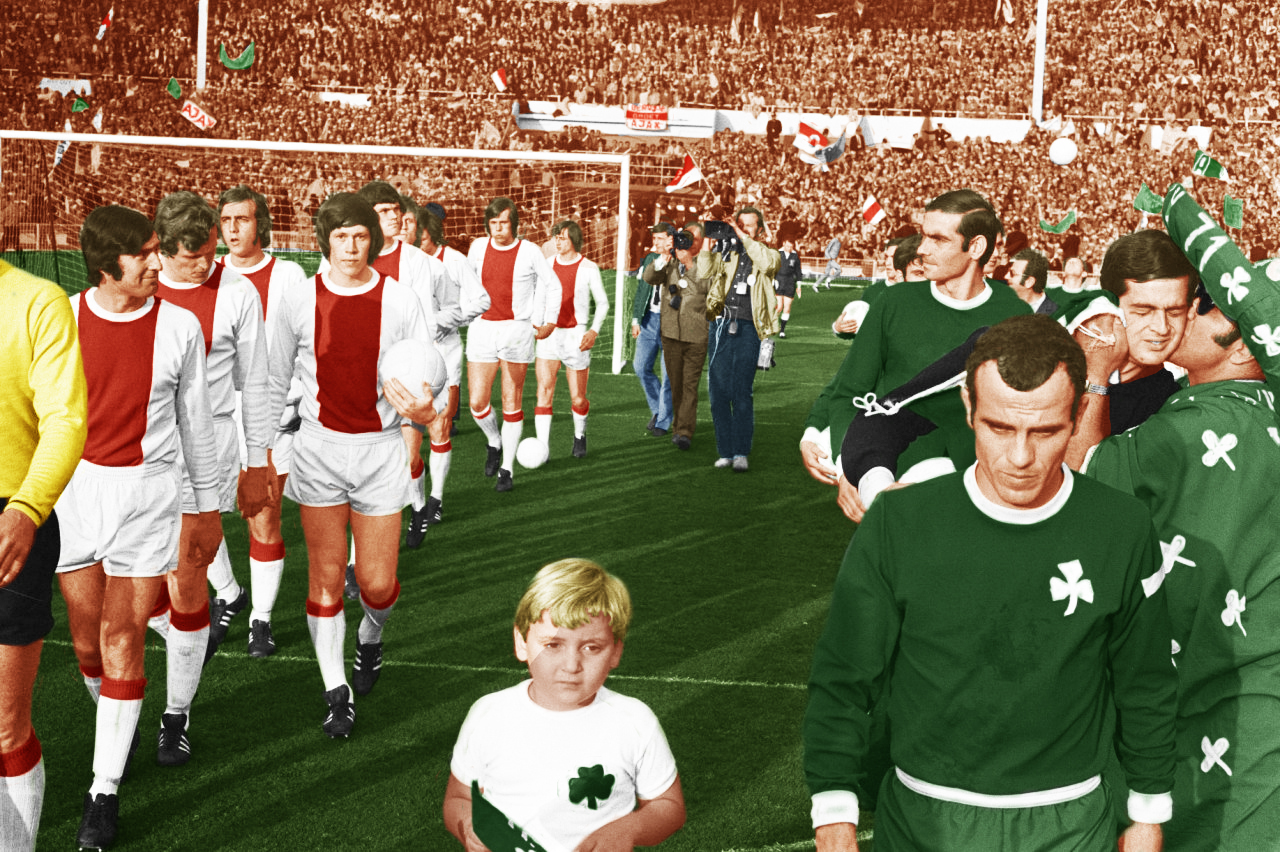
Finale Europa Cup I, Ajax – Panathinaikos 2-0, op 2 juni 1971 in Londen.

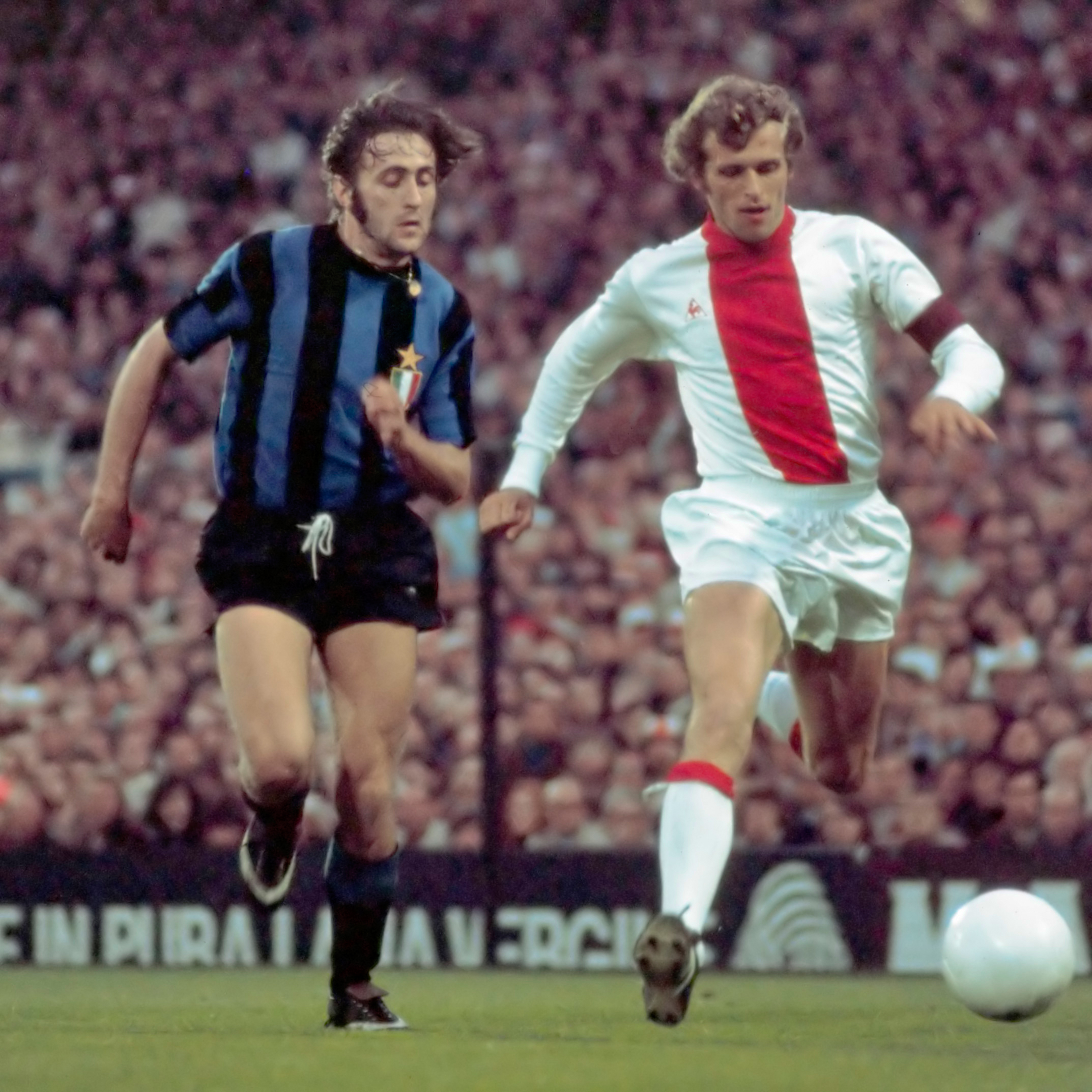
Europa Cup I-finale Ajax – Inter Milan 2-0, 31-5-1972 in Rotterdam. Links Mauro Bellugi, rechts Ajax-aanvoerder Piet Keizer.

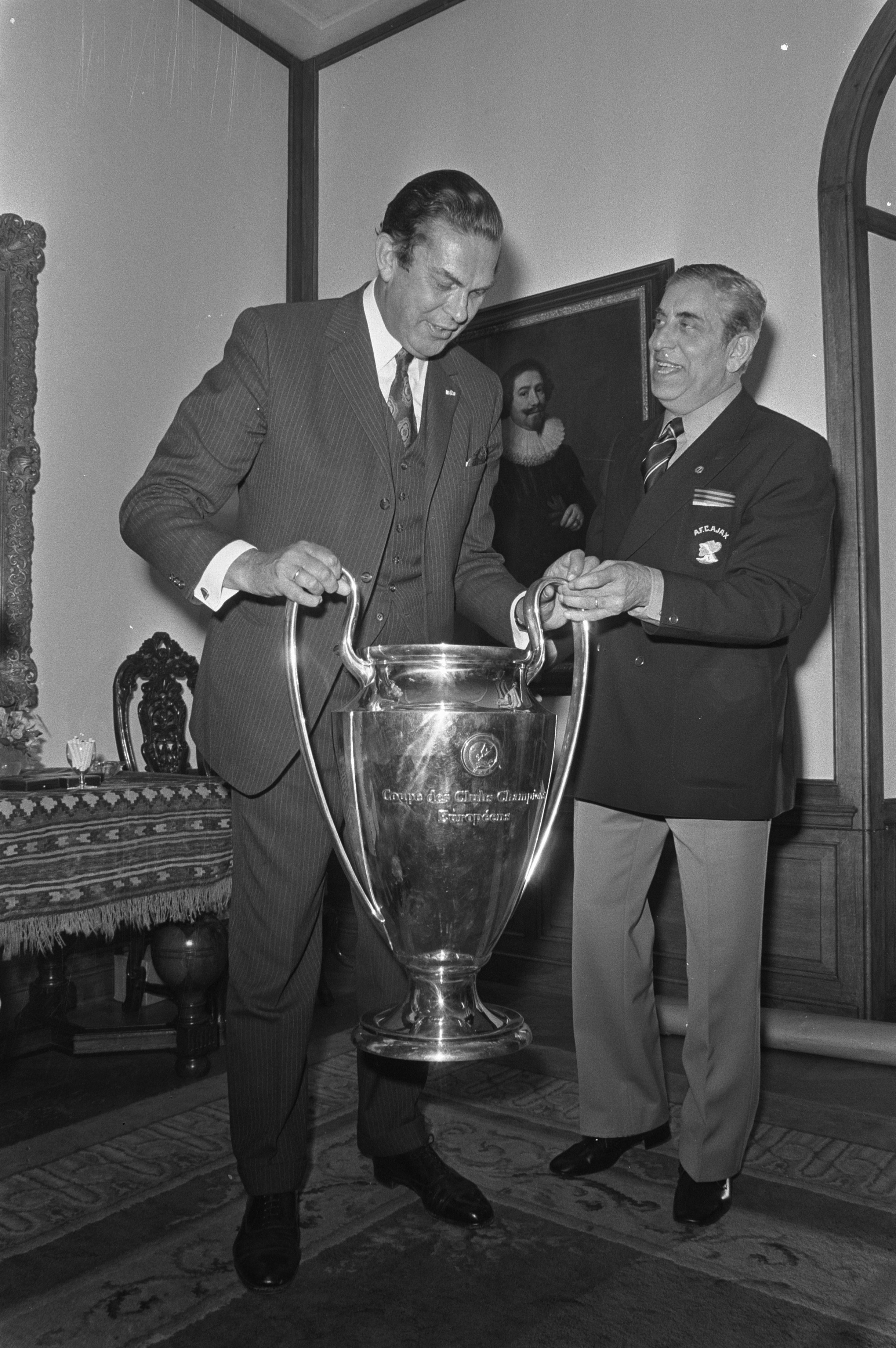
3-6-1972. Den Haag. Kabinet ontving Ajax-spelers na winst Europa Cup I-finale. Minister-president Barend Biesheuvel (links) en Ajax-Voorzitter Jaap van Praag met de Europa Cup I, 1971/72.

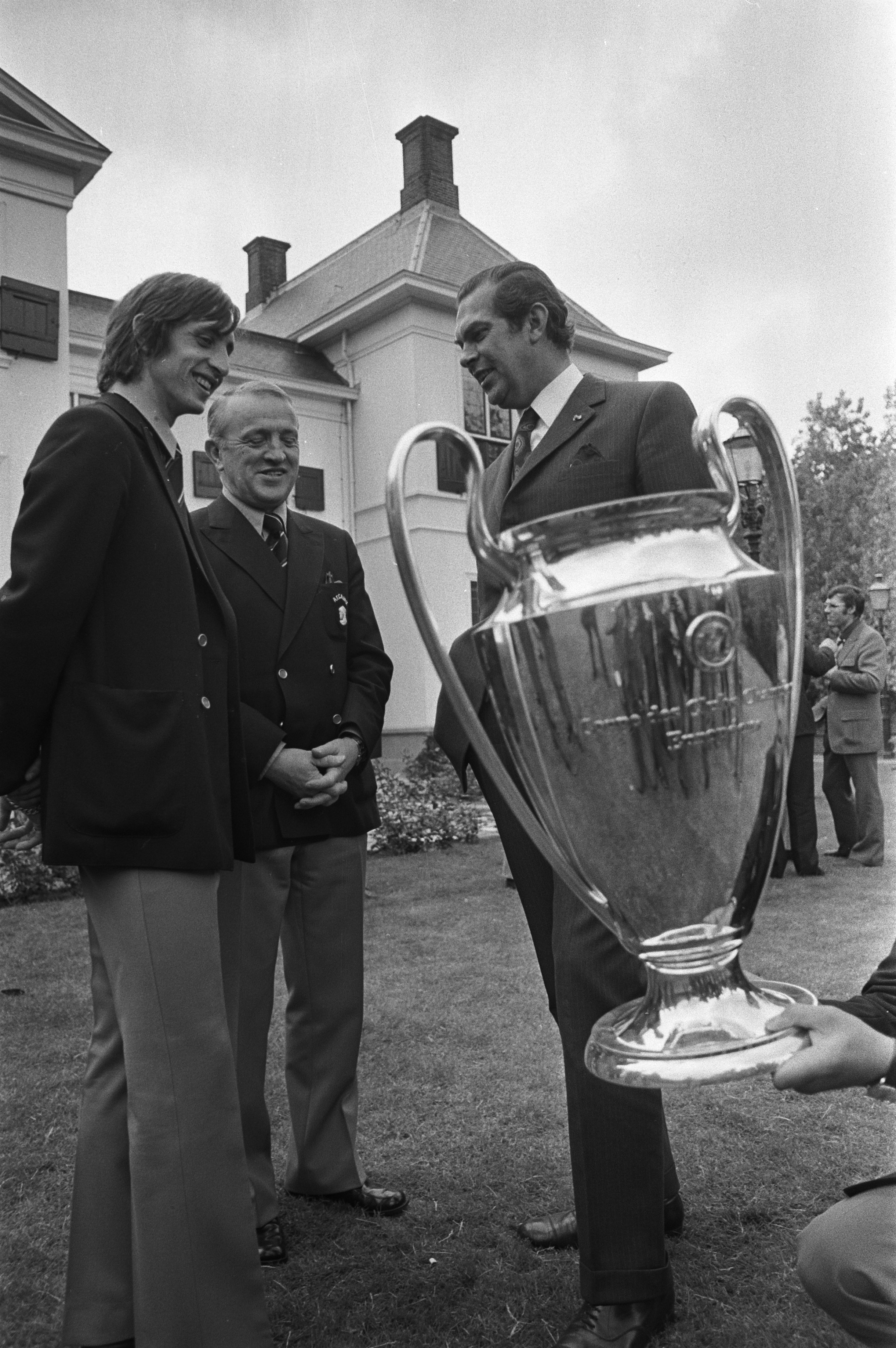
3-6-1972, Den Haag. Kabinet ontving Ajax-spelers na winst Europa Cup I-finale. Ajax-speler Johan Cruijff (links), trainer Ștefan Kovács (midden) en minister-president Barend Biesheuvel met de Europa Cup I, 1971/72.

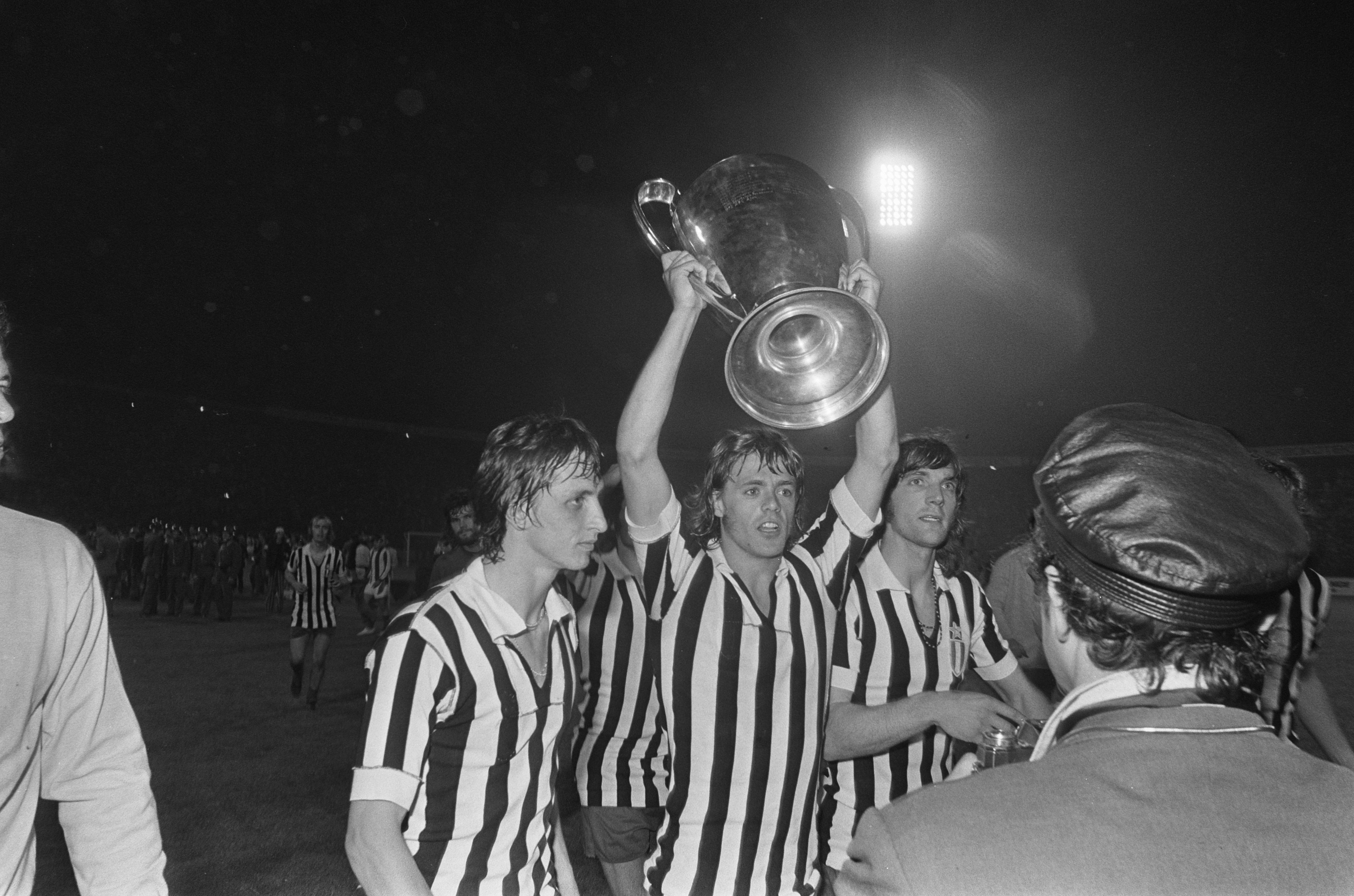
30-5-1973, Belgrado. Europacup I-finale Ajax-Juventus 1-0. Doelpuntmaker Johnny Rep met de beker. Links Johan Cruijff, rechts Ruud Krol.

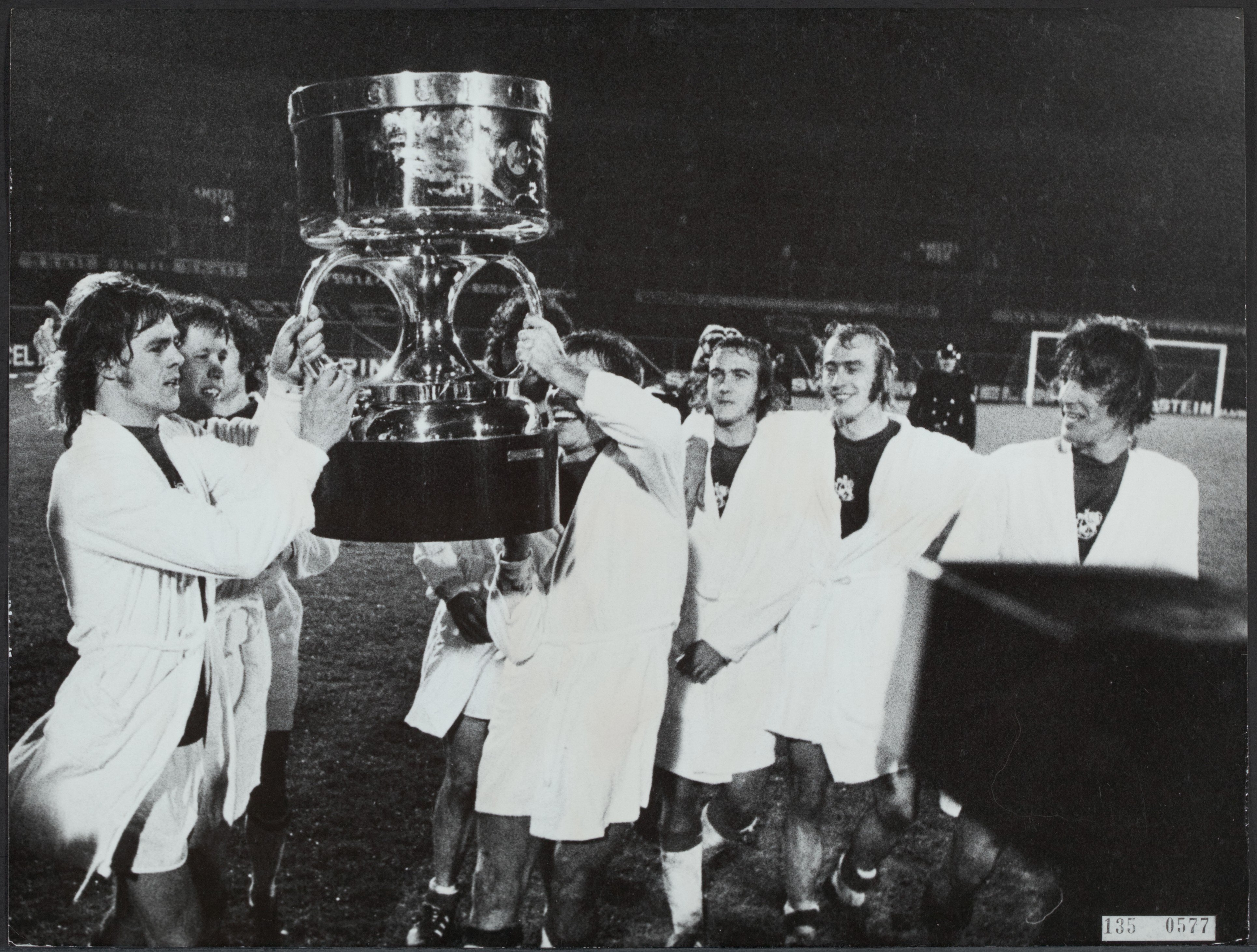
2de Duel UEFA Super Cup 1973, op 16-1-1974, halverwege het seizoen 1973/74. Ajax-AC Milan 6-0, Ajax wint UEFA Super Cup 1973. Laatste hoogtepunt Ajax gouden periode augustus 1965 tot en met december 1973/januari 1974. Links Johnny Rep en Gerrie Mühren, uiterst rechts Johan Neeskens, Horst Blankenburg en Ruud Krol.

De nieuwe trainer bracht meer professionaliteit binnen Ajax. Hij gebruikte een zeer aanvallende speelstijl en bedacht het totaalvoetbal, waar Ajax nu nog om bekendstaat. Hij haalde ook ervaren spelers als Henk Groot en Co Prins terug naar Ajax en haalde ook keeper Gert Bals van PSV. Tussen half 1966 en half 1969 werd Michels geassisteerd door Cor Brom, die later hoofdtrainer van Ajax zou zijn van juli 1978 tot en met september 1979. Brom ontdekte in de eind jaren zestig enkele spelers, onder wie Johnny Rep.
In zes jaar tijd tussen half 1965 en half 1971 behaalde Michels met Ajax vier keer het kampioenschap in de Eredivisie en won hij met zijn selectie drie keer de KNVB Beker. In 1966/67 won de club voor het eerst in haar bestaan de "dubbel", zowel de competitie als de beker in één seizoen. In dat seizoen werd ook een recordaantal doelpunten gemaakt: 122 goals in de Eredivisie (doelsaldo +88 (122-34). Het doelsaldo van +88 was toentertijd een record, naderhand is dit licht verbeterd door PSV 1987/88: +89 (117-28) en door Ajax 1997/98: +90 (112-22)). Ook internationaal begon Ajax steeds beter te draaien. Op 7 december 1966 speelde de ploeg tegen het grote Liverpool. Er hing veel mist in het stadion, maar de scheidsrechter, Sbardella, zag nog net beide doelen vanaf de middellijn. De wedstrijd ging door en Ajax won in een gedenkwaardige mistwedstrijd met 5-1. De terugwedstrijd op Anfield Road werd met 2-2 gelijkgespeeld, waardoor Ajax naar de kwartfinale ging, waar het nipt verloor van AS Dukla Praag.
In 1968/69 ging het Europees nog beter, zij het ten koste van een klein dipje in de competitie en ook het KNVB Beker-toernooi. Ajax bereikte, als eerste Nederlandse club ooit, de finale van de Europacup I. Erg spannend was het in februari 1969 in de kwartfinales tegen het Portugese Benfica Lissabon. Op 12 februari verloor Ajax het eerste duel thuis met 1-3, en leek al uitgeschakeld te zijn. Op 19 februari 1969 stuntte Ajax echter, door uit in Lissabon in een legendarische wedstrijd Benfica met 1-3 te verslaan, door goals van Danielsson en Cruijff (2). In de derde wedstrijd, beslissingswedstrijd op neutraal terrein in Parijs, won Ajax met 3-0, en kwalificeerde zich voor de halve finales. In de finale werd met 4-1 verloren van AC Milan door onder andere drie goals van Pierino Prati. Twee jaar later, in 1970/71, keerde Ajax terug in de finale van de Europacup I. Deze keer was het Griekse Panathinaikos de tegenstander. Door goals van Dick van Dijk en Arie Haan won Ajax op 2 juni 1971 met 2-0 en werd het de tweede Nederlandse club die deze beker won. Feyenoord had een jaar eerder al hetzelfde gedaan. Ook in de volgende twee seizoenen won Ajax de Europacup I. Onder leiding van de nieuwe Roemeense trainer van Hongaarse afkomst, Ștefan Kovács, die bij Ajax verbleef van 1 juli 1971 tot en met 30 juni 1973, bereikte Ajax zelfs de wereldtop. In 1971/72 won de club op 31 mei 1972 in de finale van het Europa Cup I-toernooi van Internazionale Milan (2-0 door twee goals van Johan Cruijff) en in 1972/73 was het Turijnse Juventus (1-0 dankzij Johnny Rep) op 30 mei 1973 de tegenstander in de finale. In 1972 werd in augustus en september ook de Wereldbeker gewonnen; het Argentijnse Independiente werd verslagen (uit: 1-1, goal: Johan Cruijff; thuis: 3-0 zege, goals: Johnny Rep 2×, Johan Neeskens). In 1973 mocht Ajax weer afreizen voor de wedstrijd om de wereldbeker, maar vanwege het overvolle wedstrijdschema besloot de club zich terug te trekken, net zoals eerder in 1971. De twee Europa Cupwedstrijden, waarin het totaalvoetbal van Ajax misschien wel het best werd geïllustreerd, waren Ajax-Inter Milan (2-0) op 31 mei 1972, en Ajax-Bayern Munchen (4-0) op 7 maart 1973.
Aan het begin van de jaren zeventig, net zoals in de tweede helft van de jaren zestig, domineerde Ajax tevens de Nederlandse competitie. Feyenoord was als op een na beste club steeds de enige enigszins serieuze concurrent. Met het Totaalvoetbal werd een systeem ontwikkeld, waarmee alle tegenstanders het lastig hadden. In dit systeem wisselden alle spelers constant van positie: verdedigers vielen aan en aanvallers verdedigden mee. De aanval van Ajax (met Cruijff, Keizer en Sjaak Swart, later aangevuld met Dick van Dijk en Johnny Rep) en het middenveld (met Arie Haan, Johan Neeskens, Gerrie Mühren en kortstondig met de al op 28½-jarige leeftijd overleden Nico Rijnders) werden legendarisch, maar ook de verdediging met Wim Suurbier, Velibor Vasović, Barry Hulshoff, Ruud Krol en later Horst Blankenburg was bijna ondoordringbaar. Keeper Heinz Stuy vestigde in 1971 een nieuw record door 1082 minuten geen tegengoal te krijgen. In de seizoenen 1970/71 en 1971/72 kreeg Ajax in de eredivisie twintig tegengoals, in het seizoen 1967/68 negentien tegengoals, en in het seizoen 1972/73 zelfs slechts achttien tegengoals, de op een na beste prestatie van een club in de eredivisie. Alleen FC Twente, met onder meer de latere Ajacieden Piet Schrijvers (half 1974-half 1983) en René Notten (eind 1974-eind 1977) in het elftal, deed het nog beter, met slechts dertien tegengoals in het seizoen 1971/72 waarin het als derde finishte, maar FC Twente scoorde dat seizoen ook maar slechts 50 goals, een normaal aantal voor een club die in de middenmoot op de negende of tiende plaats eindigt van de achttien clubs in de eredivisie. Het totaaldoelsaldo van Ajax in de competitie van 1965/66 tot en met 1972/73 bedroeg +590 (783-193), oftewel +74 (98-24) gemiddeld per seizoen. De beste seizoenen waren 1966/67, 1971/72 en 1972/73, toen Ajax respectievelijk doelsaldi behaalde van +88 (122-34), +84 (104-20) en wederom +84 (102-18). Ajax, steeds met Johan Cruijff in de gelederen, werd in de acht seizoenen 1965/66 tot en met 1972/73 maar liefst zes keer landskampioen, en de overige twee seizoenen finishte Ajax als tweede, beide keren met een beter doelsaldo dan landskampioen Feyenoord. Ook werden 5 KNVB Bekerfinales gespeeld, waarvan er 4 werden gewonnen. Ajax speelde in deze periode 4 Europa Cup I-finales, waarvan de laatste 3 gewonnen werden (1968/69; 1970/71, 1971/72, 1972/73). Tevens werden 1 Wereldbeker voor clubteams gewonnen (1972) en 1 UEFA Super Cup (1972, eerste editie, gespeeld over 2 wedstrijden tegen het Schotse Glasgow Rangers, in januari 1973).
In 1973 vond er tweemaal een incident plaats bij Ajax, in maart 1973 ten tijde van trainer Ștefan Kovács, en in juli 1973 ten tijde van de nieuwe trainer George Knobel. Op 24 maart 1973 vonden alle overige spelers van de club op twee spelers na, dat Piet Keizer een betere aanvoerder zou zijn dan Cruijff. Cor Coster, de schoonvader van Cruijff, dreigde dat zijn schoonzoon nooit meer een stap in het Ajax-stadion zou zetten, als Cruijff de aanvoerdersband zou worden afgenomen. Hevig geschrokken, werd op de volgende dag, 25 maart 1973 opnieuw een stemming gehouden. Ook deze stemming verloor Cruijff, maar omdat het verschil nu heel klein was geworden (zeven voor en negen tegen), mocht Cruijff toch aanvoerder blijven. De eerste crisis was bezworen. Maar de tweede crisis, ten tijde van het trainingskamp voor het nieuwe seizoen 1973/74, in juli 1973, waarin George Knobel, die per 1 juli 1973 werd aangesteld als trainer, luisterde naar de spelers en Keizer aanvoerder maakte, luidde het vertrek van Cruijff bij Ajax in. Cruijff was woedend en vertrok in september 1973 naar FC Barcelona voor zes miljoen gulden transfersom (destijds een clubrecord). De laatste wedstrijd die Cruijff in deze periode voor Ajax speelde, was op 19 augustus 1973, de wedstrijd Ajax-FC Amsterdam (6-1), in de tweede competitieronde van het seizoen 1973/74. Met onder meer zes landstitels in acht jaar tijd met Ajax behaald op zak, vertrok Cruijff naar Barcelona. Voor Ajax was het de zestiende landstitel sinds de oprichting van de club, en de achtste landstitel sinds de invoering van de eredivisie half 1956. Ook de Oostenrijkse middenvelder Heinz Schilcher, die qua leeftijd maar 11 dagen met Cruijff verschilde, vertrok, en wel in de tweede helft van december 1973, halverwege het seizoen 1973/1974. Hij ging voor Paris FC in de Franse hoofdstad spelen, na sinds 1 juli 1971 2½ jaar voor Ajax te zijn uitgekomen. Het vertrek van Cruijff en Schilcher op een leeftijd van 26 jaar, markeerde het einde van een voor Ajax uiterst succesvolle periode, ultimo 1973. Sjaak Swart, mister Ajax, die in 1956 – ten tijde van de invoering van de Eredivisie – voor Ajax debuteerde, had zijn carrière na zeventien seizoenen bij Ajax medio 1973 beëindigd, en was dus ook vertrokken. Aan het einde van het seizoen 1972/73, in mei 1973, had hij zijn achtste landstitel met Ajax behaald, het zestiende landskampioenschap sinds het ontstaan van de club.

### Magere fase (1974-1977)

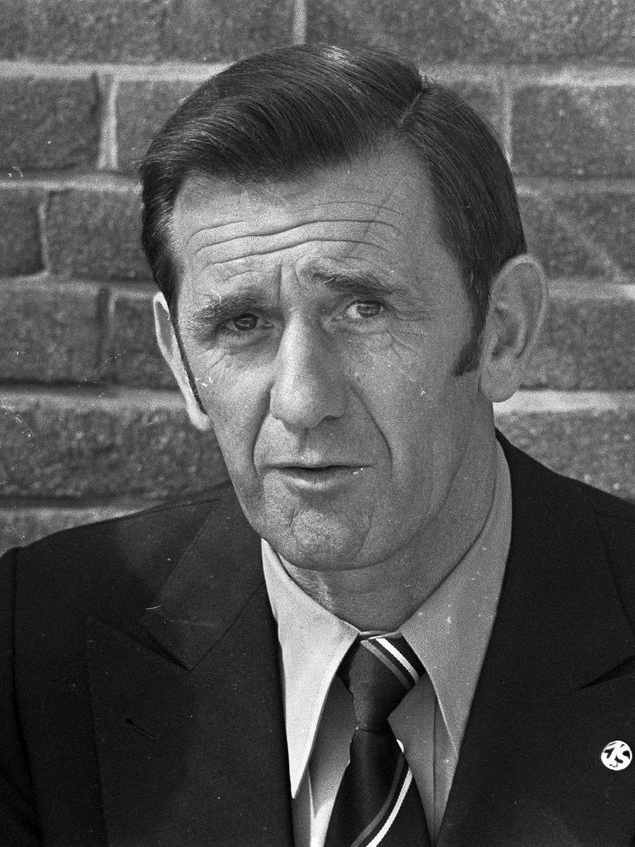
12-8-1973. Ajax-trainer George Knobel, FC Groningen-Ajax 0-4, ronde 1 1973/74. Voorlaatste duel Cruijff bij Ajax, vóór vertrek naar Barcelona.

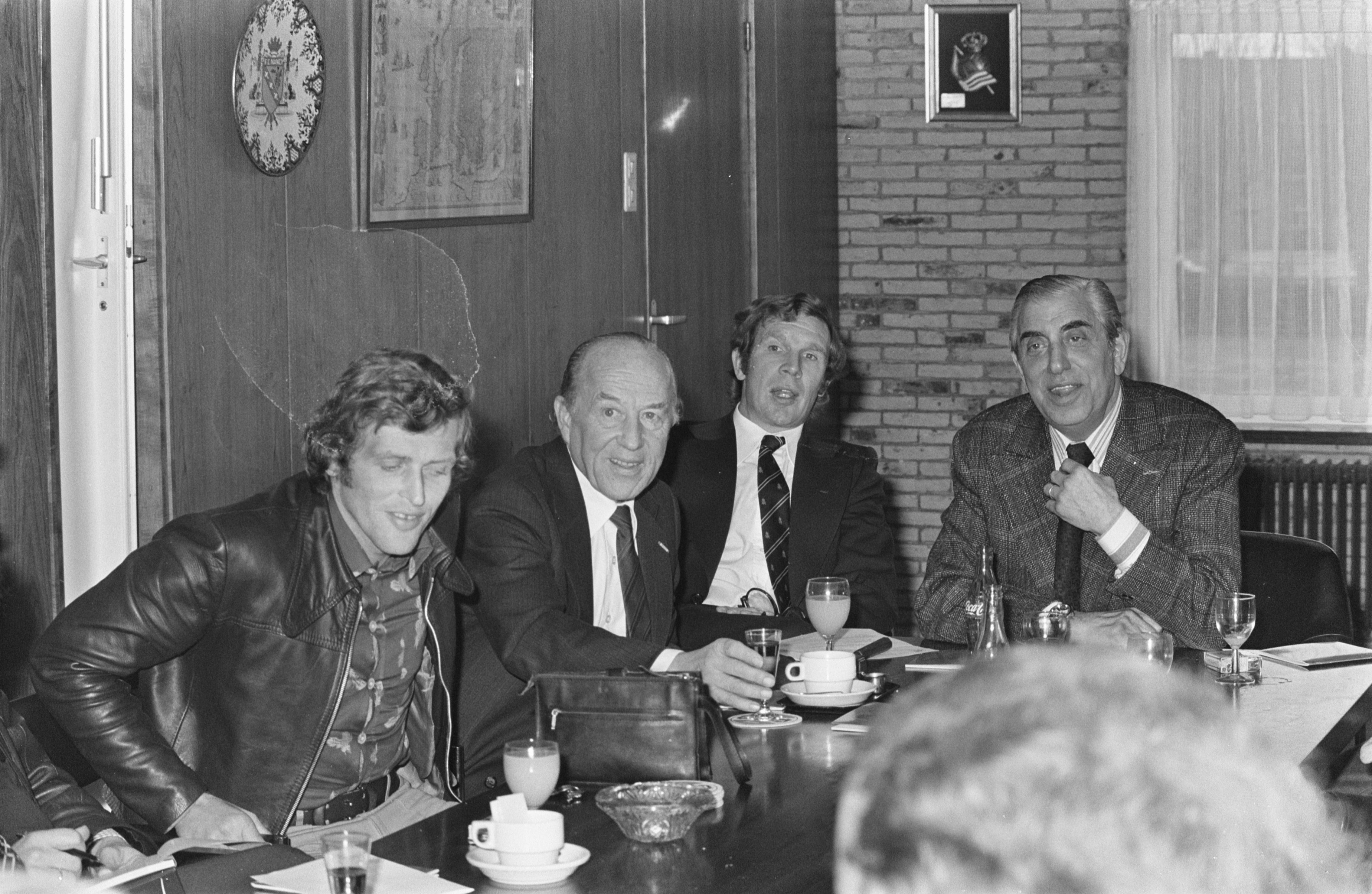
11-11-1974. Persconferentie Ajax i.v.m. afscheid Piet Keizer. V.l.n.r. Piet Keizer, Henk Timman, trainer Hans Kraay sr., voorzitter Jaap van Praag. Kraay sr. was manager en trainer bij Ajax van 1-7-1974 tot en met 12-8-1975.

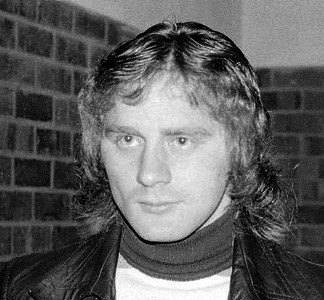
1972. Arno Steffenhagen Ajacied december 1973-juni 1976.

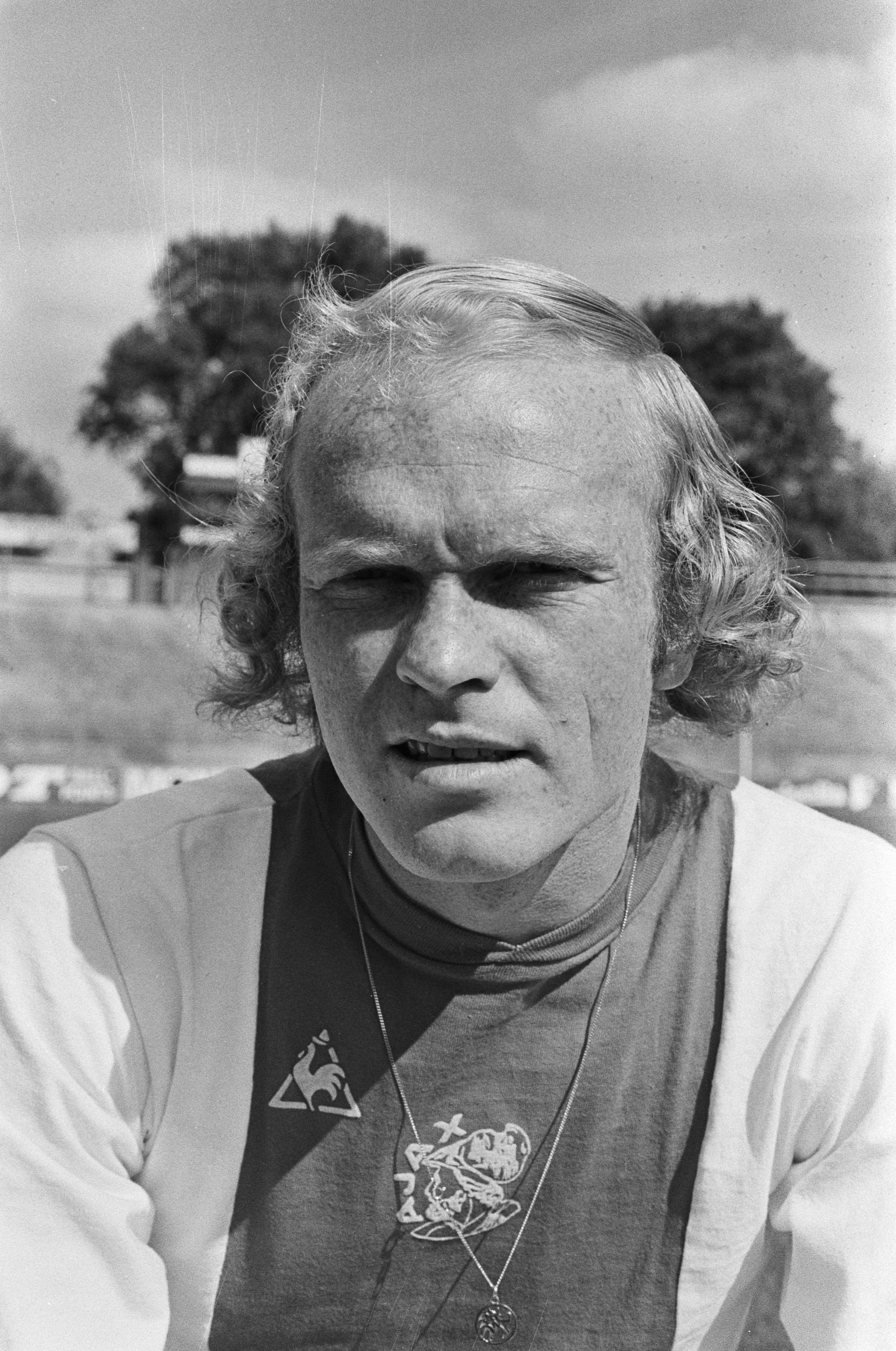
6-8-1974. Ruud Geels Ajacied 1-7-1974 – 30-6-1978.

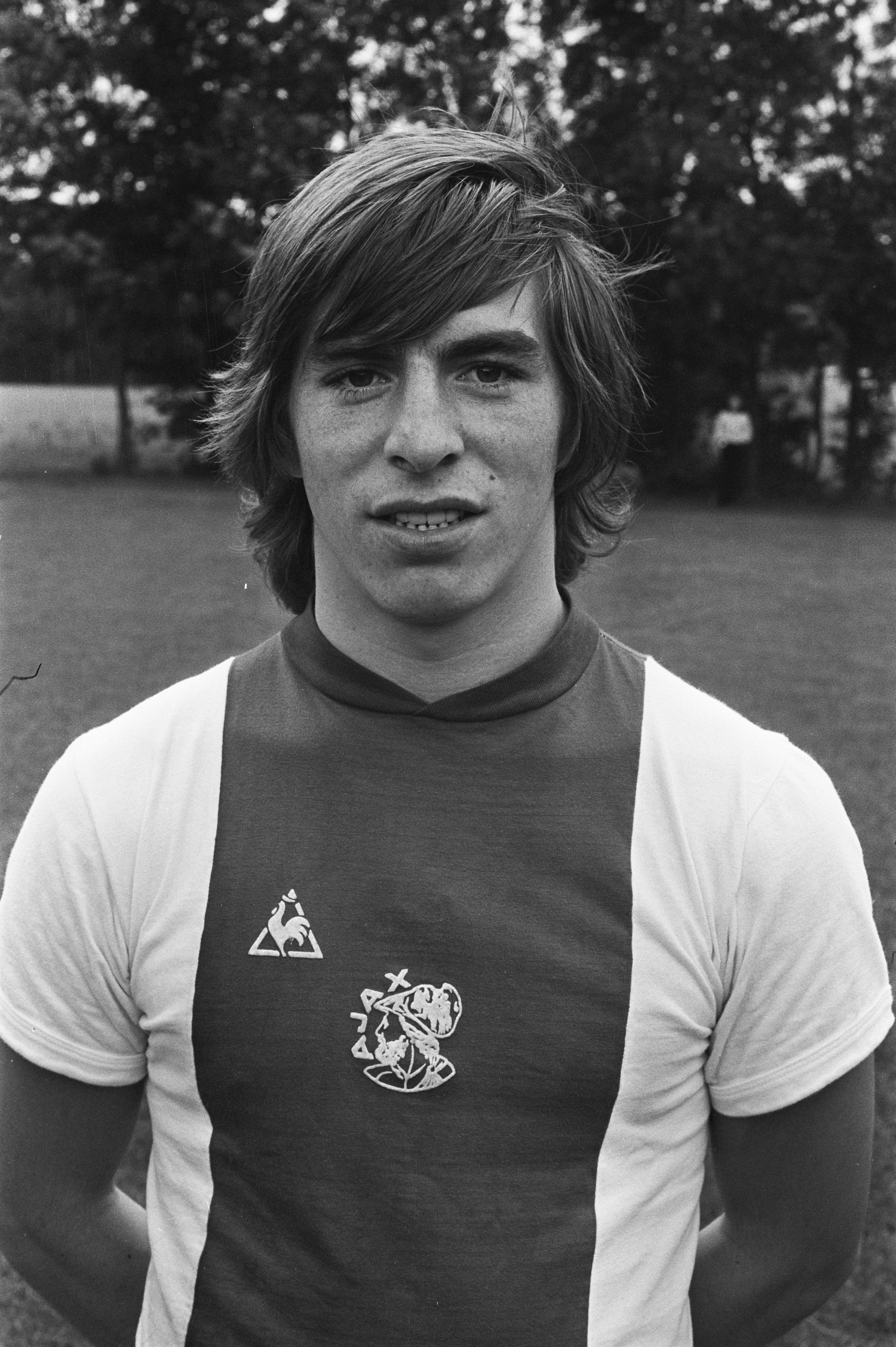
15-7-1975. Johnny Dusbaba Ajacied 1-7-1974 – 30-6-1977.

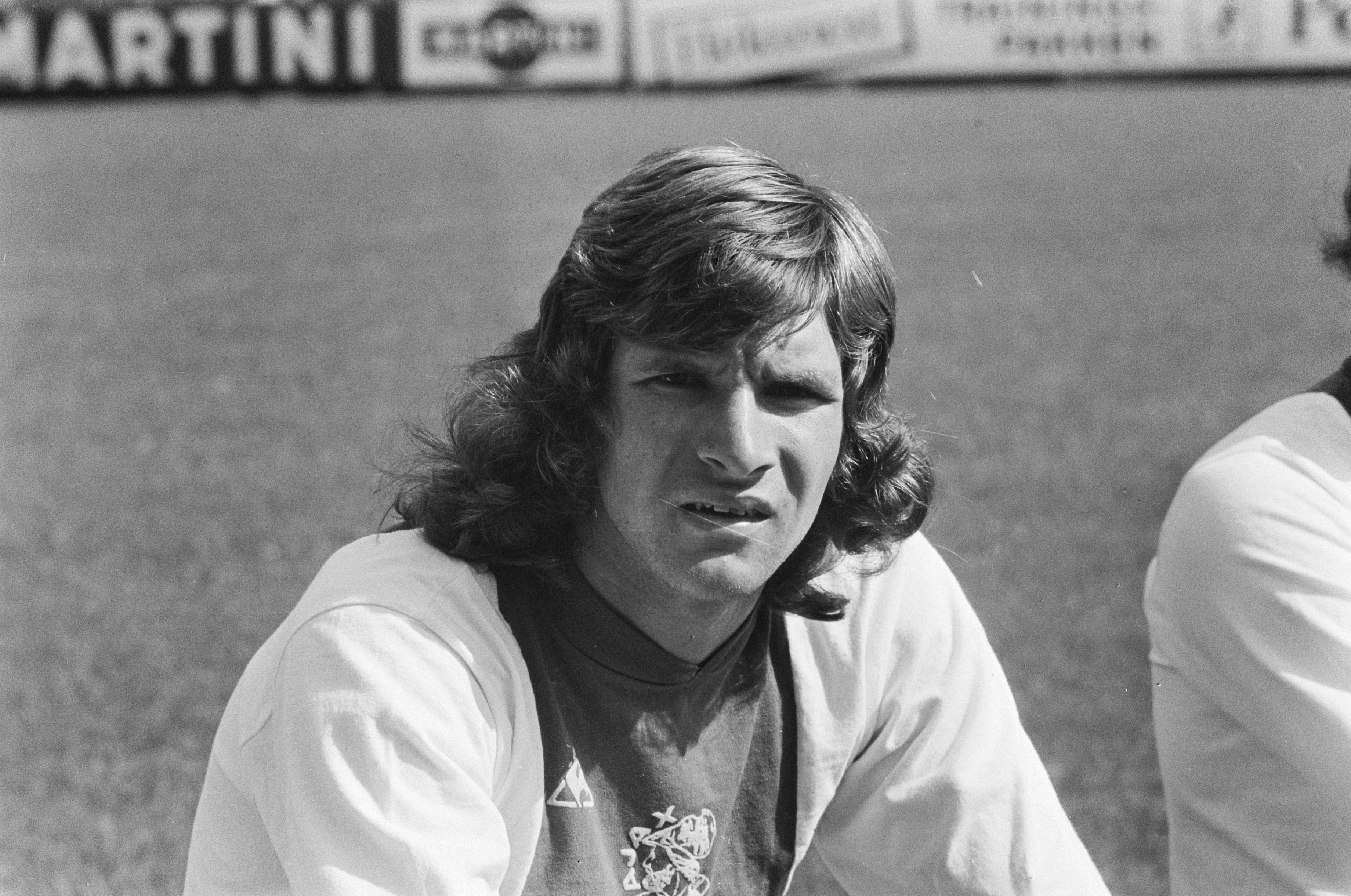
6-8-1974. Pim van Dord Ajacied 1-7-1972 – 21- 9-1980.

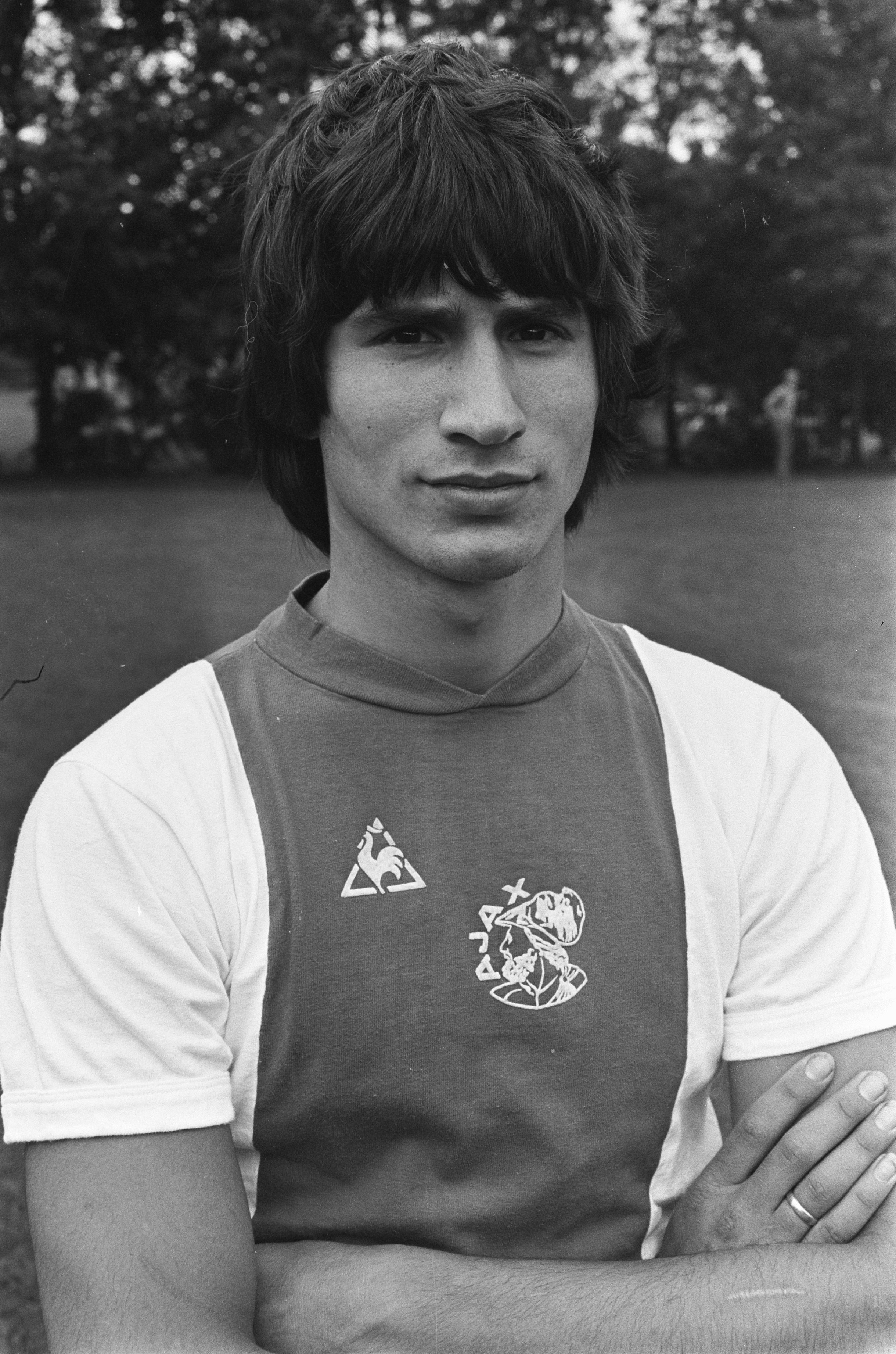
15-7-1975. Tscheu La Ling Ajacied 1-7-1975 – 20-7-1982.

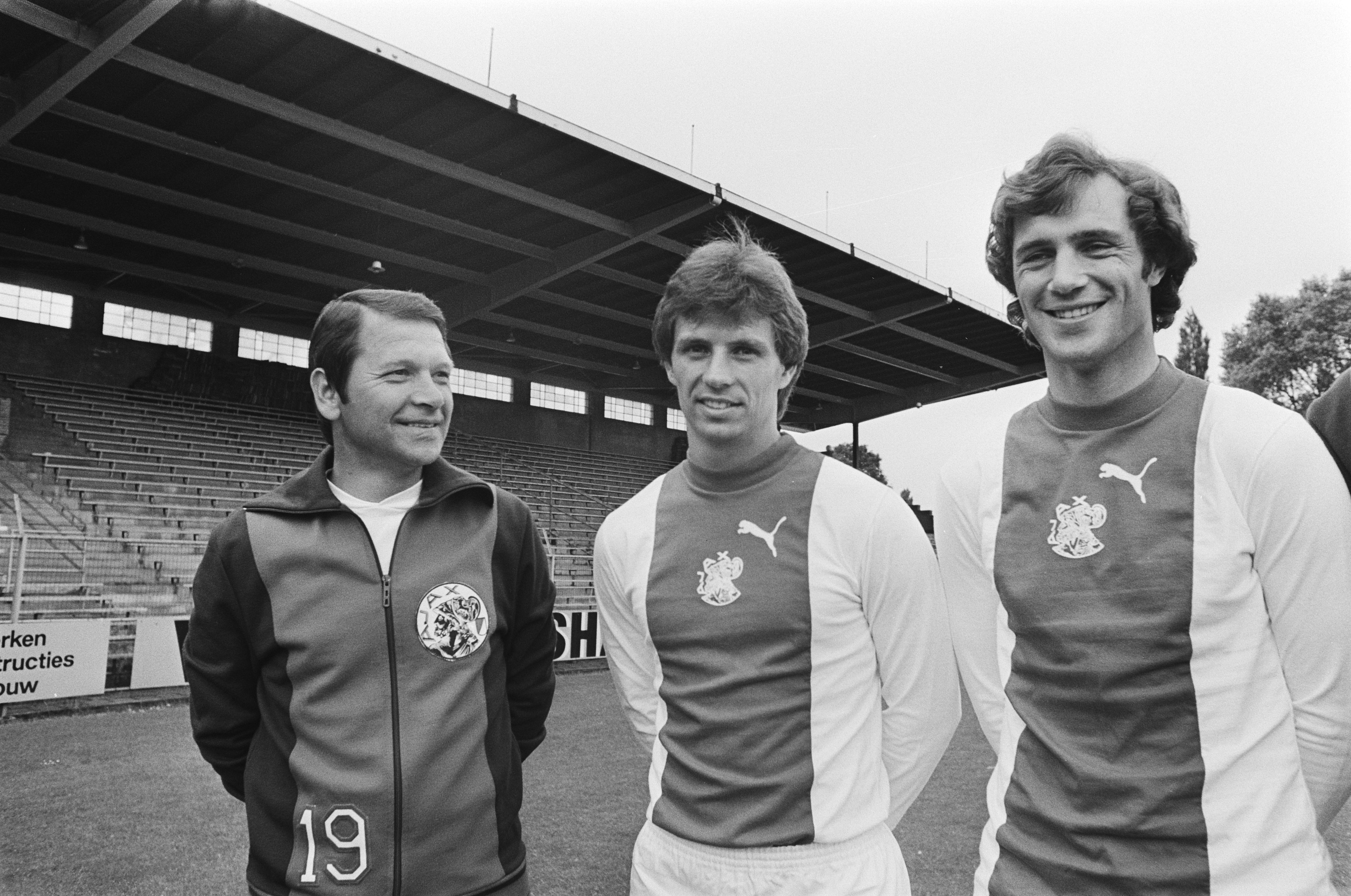
13-7-1977, Amsterdam. Ajax-trainer Tomislav Ivić (links) presenteert zijn aankopen Jan Everse (midden) en Peter Lubecke (rechts).

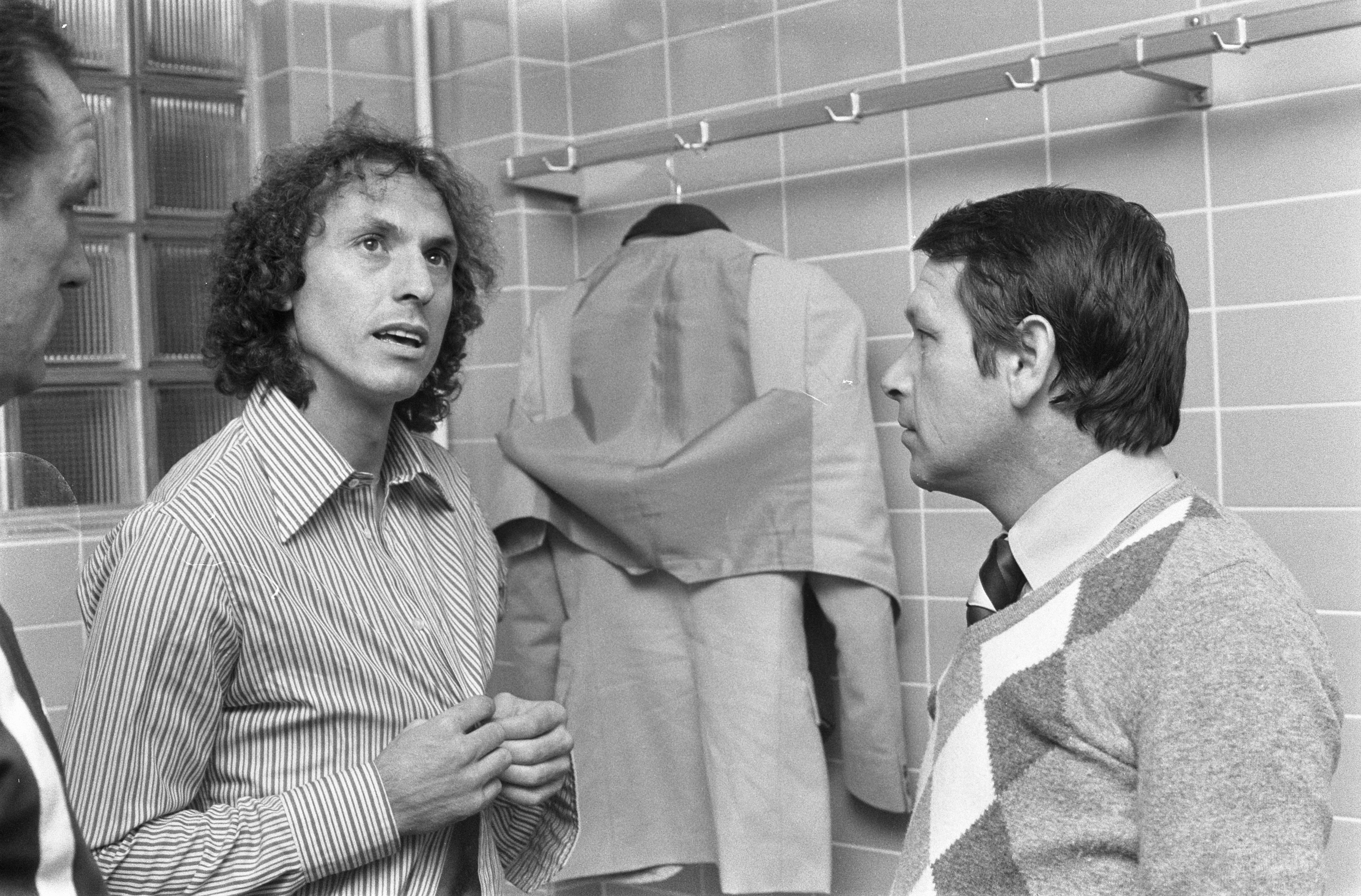
21-11-1977. Ajax test Spaanse middenvelder Hannibal Montero (links) van Elche in Spanje, rechts Ajax-trainer Tomislav Ivić.

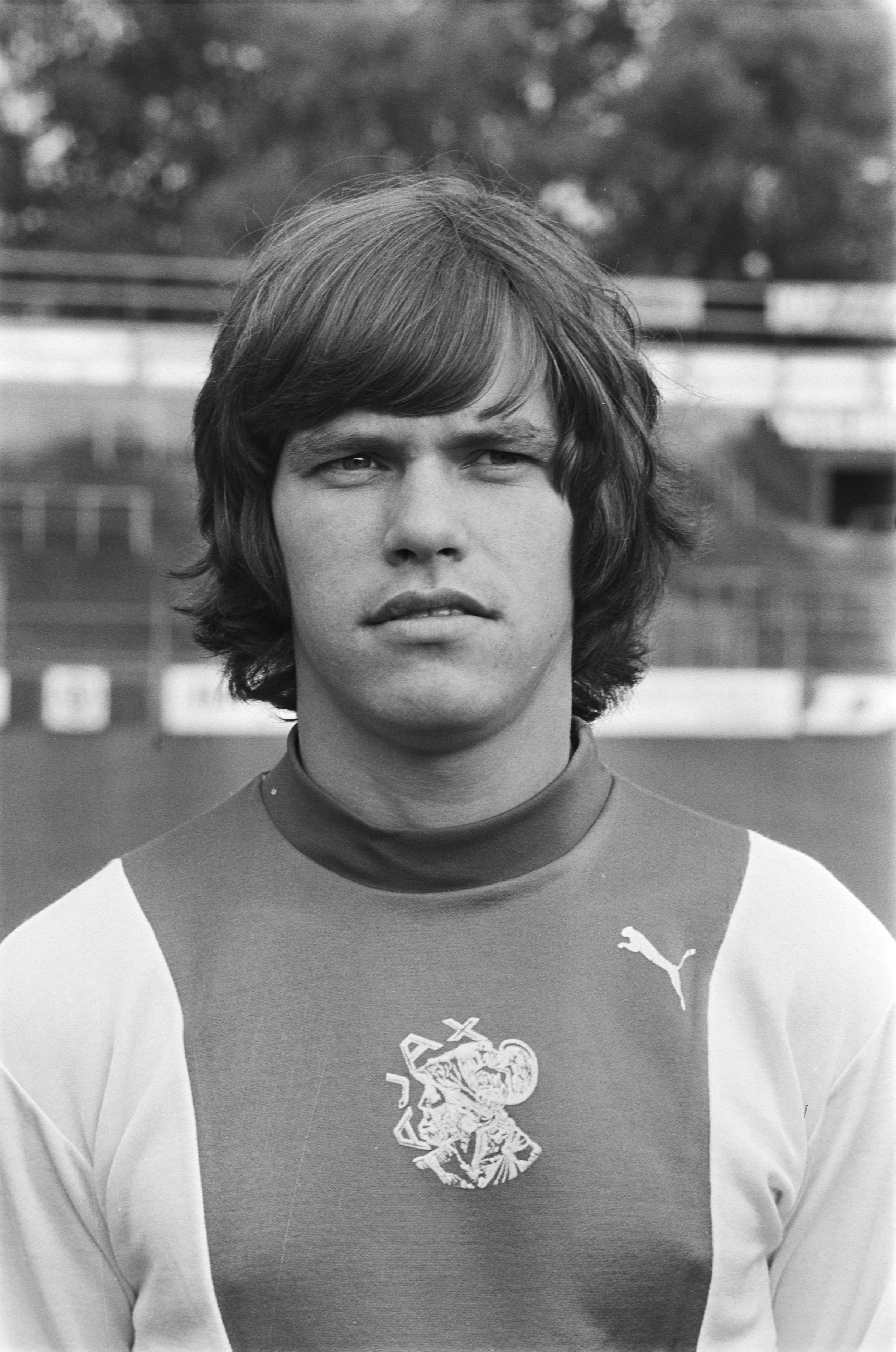
24-7-1978. Frank Arnesen Ajacied 20-11-1975 – 30-6-1981.

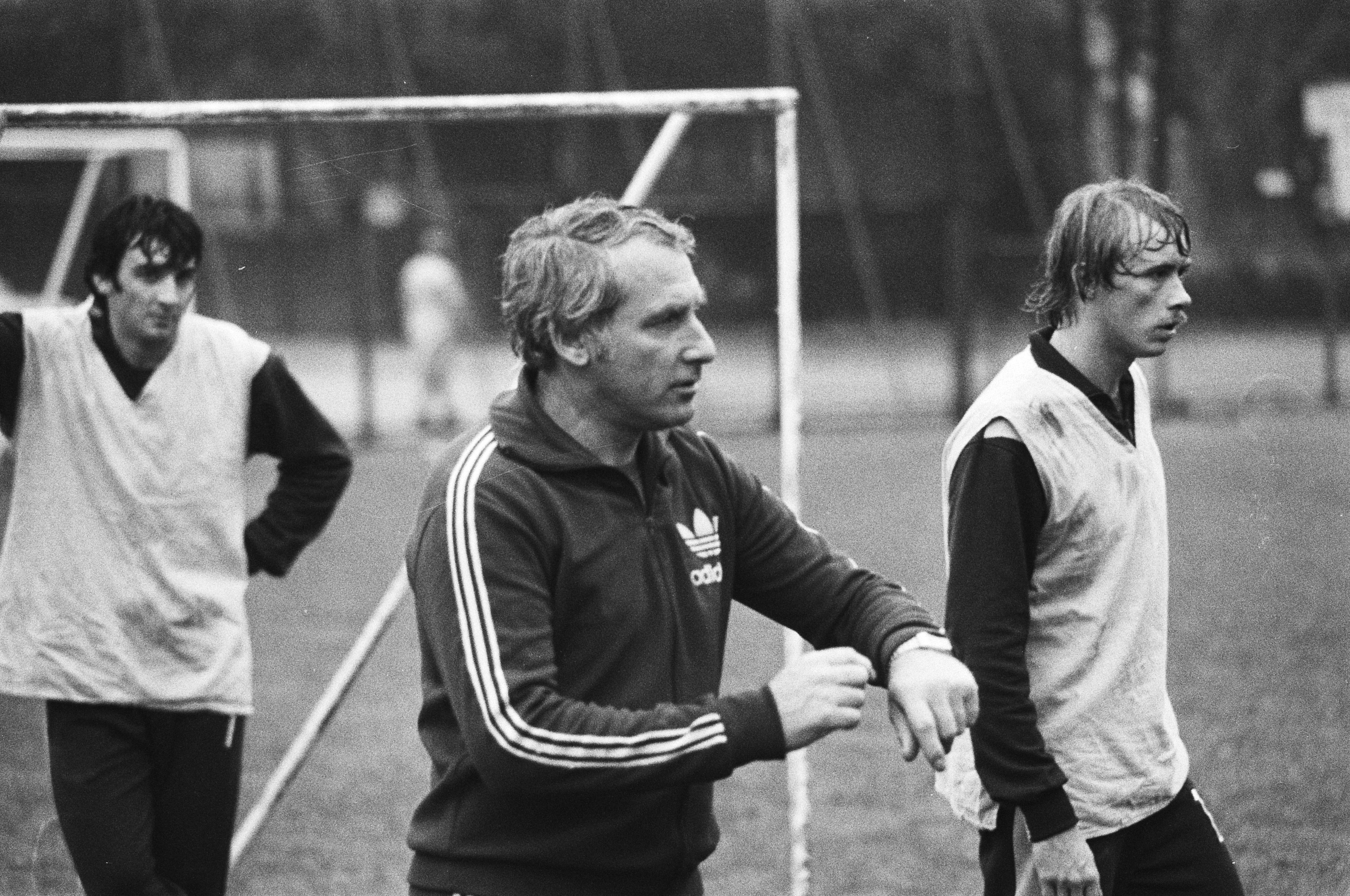
25-9-1978. Training voor duel Ajax-Athletico Bilbao (Spanje) (3-0). Centrumspits Ray Clarke (links), trainer Cor Brom (midden) en middenvelder Dick Schoenaker (rechts).

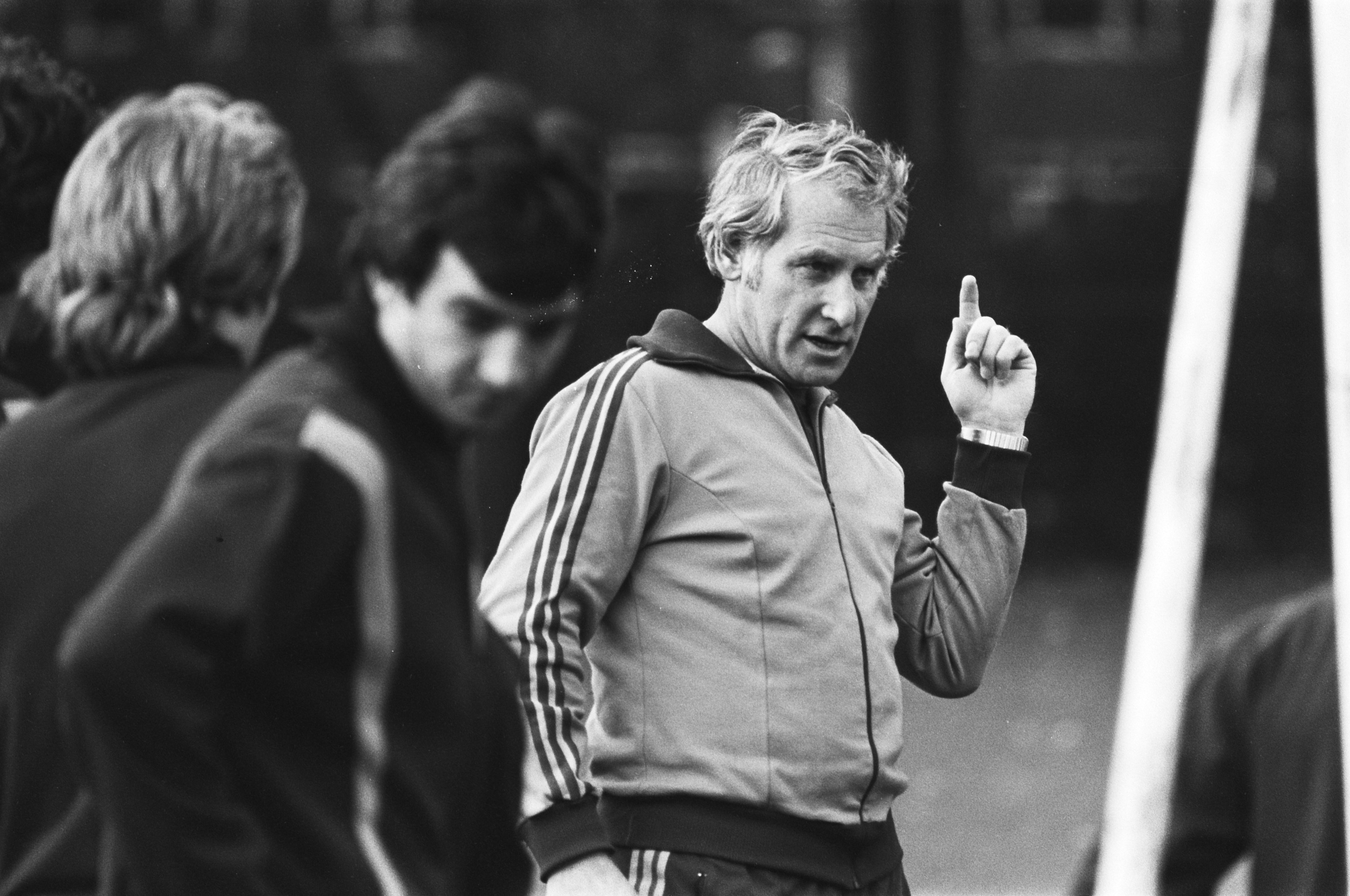
16-10-1978. Training voor duel Ajax-Lausanne (Zwitserland) (1-0). Midden: centrumspits Ray Clarke. Rechts: trainer Cor Brom.

Het vertrek van Cruijff begin september 1973 (na Ajax nog een sterke competitiestart in 1973-74 te hebben bezorgd in de eerste 2 van de 34 eredivisieronden, 12-8-1973 FC Groningen-Ajax 0-4 en 19-8-1973 Ajax-FC Amsterdam 6-1) en van Schilcher in de tweede helft van december 1973, luidde 3½ magere jaren in voor Ajax, tot het tweede kwartaal van 1977. De winst van de UEFA Super Cup (16-1-1974) tegen AC Milan (1-0 uitnederlaag, 6-0 thuiszege), het herfst/winterkampioenschap in de eredivisie na 1 competitiehelft in december 1973, en de 9-0 overwinning in de eredivisie thuis tegen FC Groningen op 6 januari 1974, dat daarmee zijn grootste nederlaag ooit leed, waren de allerlaatste hoogtepunten, de definitieve afsluiting van de uiterst succesvolle periode 7 augustus 1965-16 januari  1974. Ajax consolideerde zijn eerste plaats in de eredivisie goed tot en met het weekend van 16 en 17 maart 1974. Daarna zette de neerwaartse lijn zich duidelijk in. Tussen 23 maart 1974 en 28 april 1974 verspeelde Ajax definitief zijn kansen op het landskampioenschap 1973/74. Europees gezien was voor het gouden tijdperk al ruim 2 maanden voor 17 januari 1974 voorbij, op 8 november 1973. Ajax was in de 2e ronde van het Europacup I-toernooi 1973/74 uitgeschakeld door CSKA Sofia (24-10-1973 1-0 thuiszege in Amsterdam, 7-11-1973 2-0 uitnederlaag na verlenging in de Bulgaarse hoofdstad Sofia, 1-2 nederlaag in totaal). Spelers als Wim Suurbier, Horst Blankenburg, Barry Hulshoff, Pim van Dord, Johnny Dusbaba, Ton Wickel, Arie Haan, Gerrie Mühren, Arnold Mühren, Henk van Santen, Dick Helling, Johnny Rep, Zoltan Varga, Jan Mulder, Piet Keizer, Arno Steffenhagen en Willy Brokamp konden Ajax niet handhaven op het hoge niveau uit het tijdperk Cruijff, van augustus 1965 tot en met augustus/december 1973. Ajax verloor de koppositie in Nederland aan Feyenoord en PSV in 1973/74, 1974/75 en 1975/76 (3x als 3de als gefinisht in de eredivisie), evenals zijn status als Europese topclub (3 x slechts een 1/8 finale: 1973/74, 1974/75, 1975/76; 1 x zelfs al uitschakeling in de eerste ronde: 1976/77). In de seizoenen 1973/74, 1974/75 en 1975/76 eindigde Ajax 3 keer op rij 3e in de competitie, en ook de competitiestart van het seizoen 1976/77 tussen 29 augustus 1976 en 17 oktober 1976 (ronden 3 tot en met 10) was zwak. Na het debuut van Simon Tahamata op 24 oktober 1976 begon het in de eredivisie weliswaar beter te lopen, maar qua totaalscore van de prestaties was Ajax pas in april en mei 1977 weer een klein beetje terug aan de nationale top, en werd Ajax, zij het allerminst overtuigend, weer eens landskampioen, na 3 seizoenen op rij zonder prijzen en ook zonder eindnotering als tweede (runner-up) in de eredivisie, de KNVB Bekertoernooien en de Europa Cuptoernooien. Ajax kon, ondanks magere prestaties, toch landskampioen worden in het seizoen 1976/77, omdat Feyenoord vanaf het seizoen 1975/76, en vooral in het seizoen 1976/77 de weg omlaag ook eindelijk had gevonden, en PSV in het seizoen 1976/77 nu eindelijk ook een heel diepe plotselinge val omlaag maakte, na de 3 succesvolle seizoenen 1973/74 tot en met 1975/76, waarin PSV op alle 3 fronten almaar beter presteerde. Qua bekervoetbal was 1976/77 voor Ajax een belabberd seizoen. In het Europa Cup III-toernooi werd Ajax al in de 1ste ronde uitgeschakeld door Manchester United in september 1976 (1-0 zege thuis, gevolgd door 2-0 nederlaag uit), iets wat voor het laatst 9 jaar eerder gebeurde in september 1967. Zelfs in het KNVB Beker-toernooi lag Ajax tegen de eerste tegenstander al uit het toernooi (FC Utrecht-Ajax 2-1 op 21 november 1976). Op 23 februari 1975 verloor Ajax haar eerste thuisduel in De Meer sinds 1969 en haar eerste thuisduel in Amsterdam sinds 27 mei 1971 (2-4 van FC Amsterdam). Ook 2 andere thuisduels in de eredivisie werden in 1974/75 verloren, de topwedstrijden Ajax-Feyenoord 0-1 op 9 maart 1975 en Ajax-PSV 2-4 op 27 april 1975. Zo werden thuis maar liefst 3 duels in de eredivisie verloren in 1974/75. Voor het eerst in 4 jaar werd thuis van Feyenoord verloren, de laatste keer was op 27 mei 1971 (1-3), 6 dagen voor de Europa Cup I-finale tegen het Griekse Panathinaikos.
De club begon ook spelers te verliezen. Cruijff vertrok dus naar Barcelona, "Mister Ajax" Sjaak Swart stopte half 1973 (na 17 jaar, 603 wedstrijden en 228 doelpunten voor Ajax), Heinz Schilcher ging vanaf januari 1974 voor Paris FC spelen in Noord-Frankrijk, de Franse hoofdstad Parijs, Johan Neeskens volgde Michels (juli 1971) en Cruijff (september 1973) naar Barcelona in juli 1974, hetgeen definitief te veel grote aderlatingen waren voor de Amsterdamse topclub.
Piet Keizer en Arie Haan kregen vervolgens ruzie met de nieuwe trainer Hans Kraay en verlieten de club in oktober 1974 respectievelijk half 1975. Ook sterspeler en "Goudhaantje" Johnny Rep verdween, namelijk naar Valencia (half 1975). Van het gouden team bleef eigenlijk alleen Ruud Krol nog over. Middelmatige en vrij oude spelers streken salarissen op, waarvan menig minister watertandde.
Zomer 1974 haalde Kraay sr. aanvaller Willy Brokamp en centrumspits Ruud Geels binnen. Laatstgenoemde zou alle 4 keer op rij topscorer in de Eredivisie worden in zijn 4-jarige periode bij Ajax tot en met juni 1978, met gemiddeld 31 goals per seizoen (30, 29, 34, 30 successievelijk), en daarna nog een 5e keer bij Sparta in Rotterdam in het seizoen 1980/1981 met 22 goals. Hoewel met 28 respectievelijk 26 jaar wat op leeftijd voor aanvallers, toch 2 voortreffelijke aankopen, maar met Brokamp zakte Ajax in 1974/75 en 1975/76 zelfs nog verder weg dan in 1973/74, en Geels kon pas in de verdere loop van zijn 3de seizoen 1976/77 en in zijn 4de seizoen 1977/78 het tij een beetje keren. Wel wist Ajax zich met moeite, nog net als zwakste van de top-3 in Nederland, bij de kopgroep te handhaven. In 1973/74, 1974/75 en 1975/76 wist Ajax de nummer 4 van de 18 eredivisieclubs steeds nipt voor te blijven. Dat kon niet gezegd worden van de periode half 1939 tot en met half 1965, een werkelijk uiterst magere 26-jarige periode voor Ajax, slechts onderbroken door 2 topseizoenen tussen half 1959 en half 1961, de seizoenen 1959/60 en 1960/61. Ook doelman Piet Schrijvers werd in juli 1974 gecontracteerd en middenvelder en vechtjas René Notten was eind december 1974 eveneens een aankoop van Hans Kraay sr.; hij zou bijna 3 jaar bij Ajax spelen. Pas in de laatste 1¼ jaar van Ruud Geels bij Ajax, heroverde Ajax zijn koppositie in Nederland enigszins (2de kwartaal 1977 tot en met half 1978), Feyenoord eindigde als nummer 4 en nummer 10 in 1976/77 en 1977/78, nieuwe topclub AZ eindigde in 1976/77 en 1977/78 2 maal als nummer 3, en Ajax, dat vrijwel gelijkwaardig was geworden aan PSV, streed in de seizoenen 1976/77 en 1977/78 met PSV om eindklassering als eerste en tweede. Pas vanaf het 3de kwartaal van 1978, het begin van het seizoen 1978/79 heroverde Ajax zijn koppositie in Nederland geheel, onder leiding van het nieuwe Ajax bestuur met onder meer Ton Harmsen en Arie van Eijden, de nieuwe trainer Cor Brom, de nieuwe centrumspits Ray Clarke en de nieuw gecontracteerde verdediger Piet Wijnberg.

### Nationale top, Europese subtop (1977/1978-1979/1980)

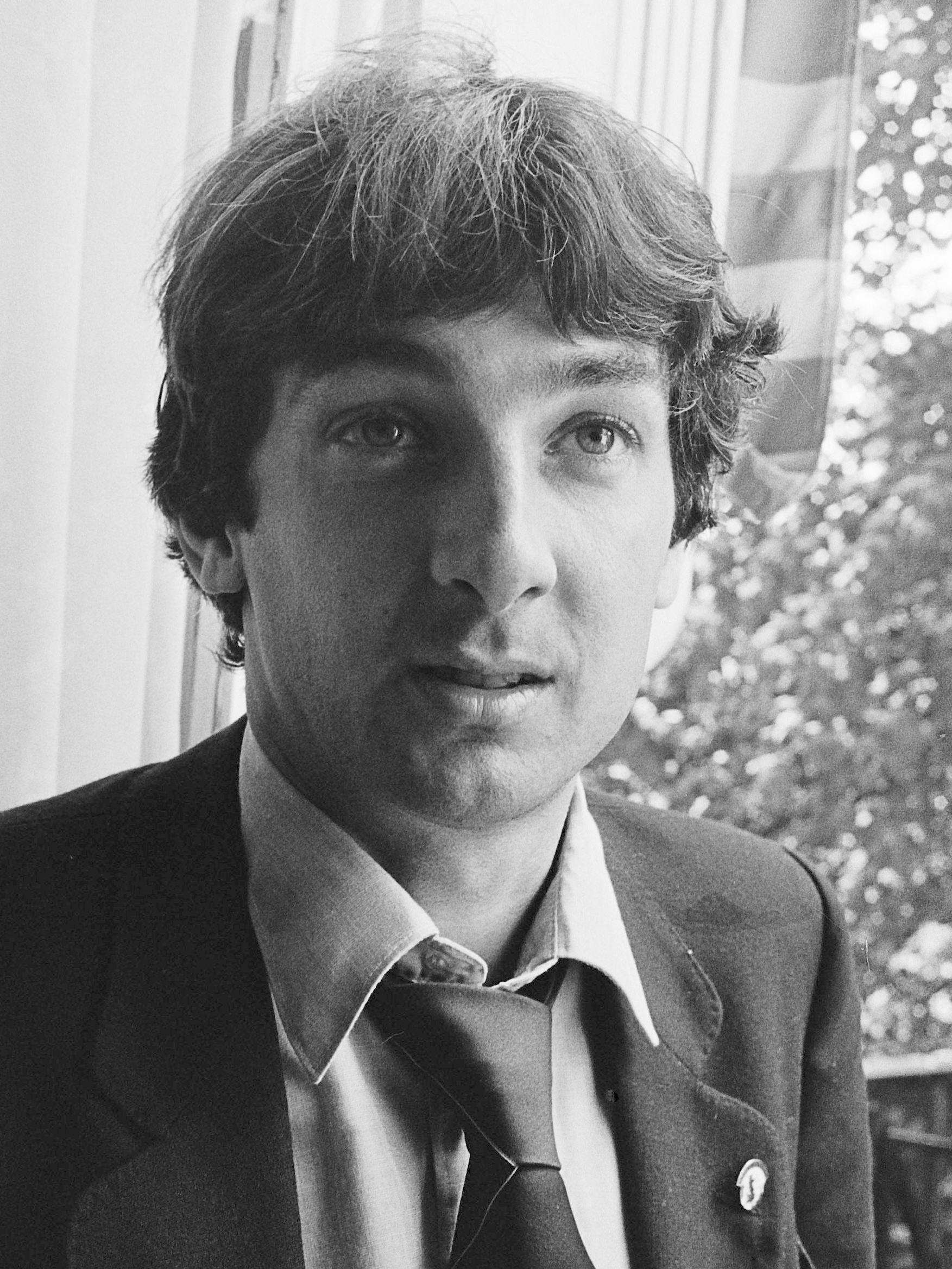
Ray Clarke, 9-6-1979, Amsterdam stadhuis. Ajax landskampioen, bekerwinnaar.

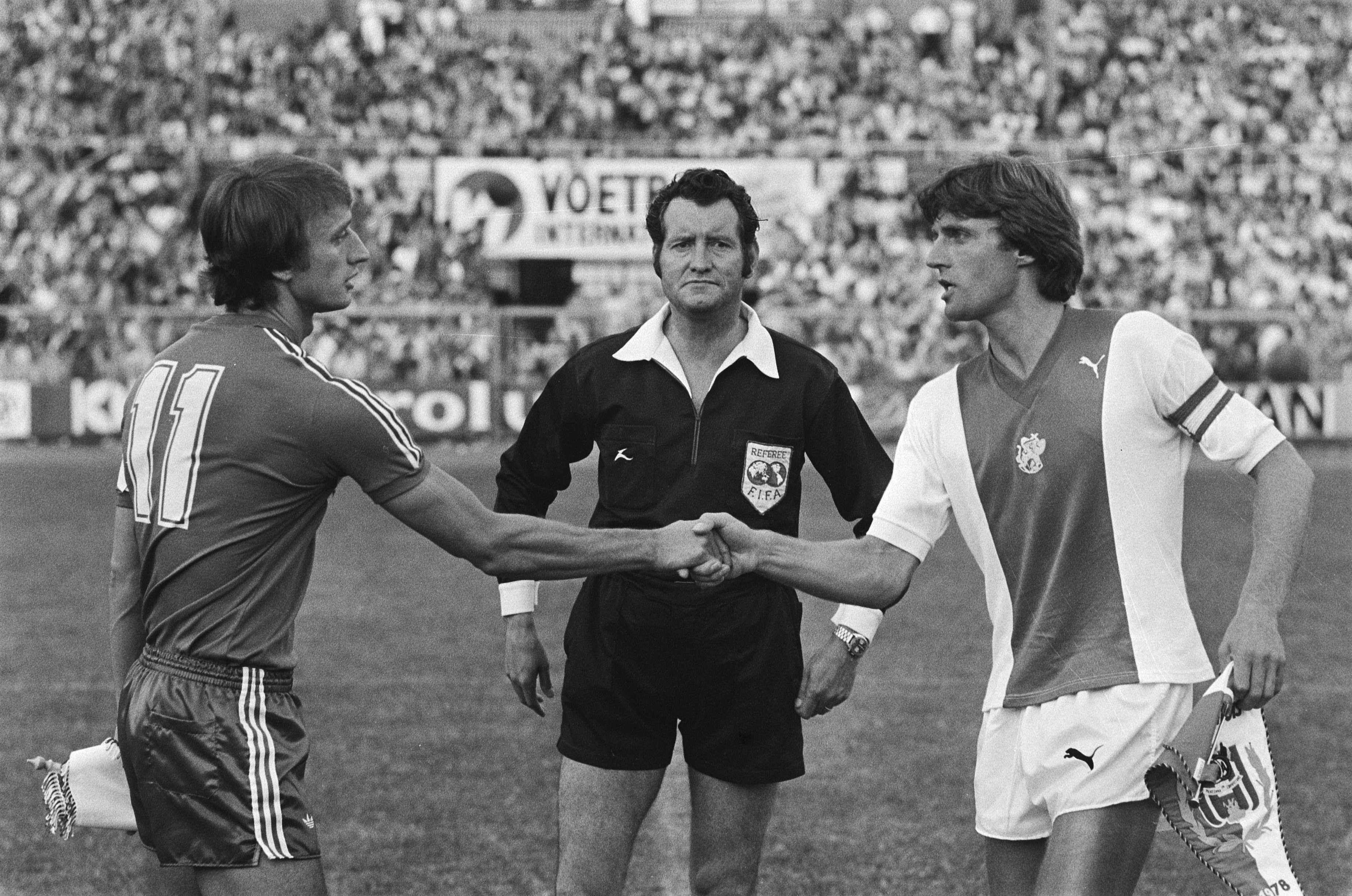
20-8-1978: Amsterdam-703, Ajax Amsterdam-Anderlecht Brussel 2-2 n.v.. 2 Aanvoerders: Links Rob Rensenbrink (Anderlecht), rechts Ruud Krol (Ajax). Ajax werd landskampioen 1978/79 (doelcijfers 93-31), én KNVB Beker-winnaar 1978/79.

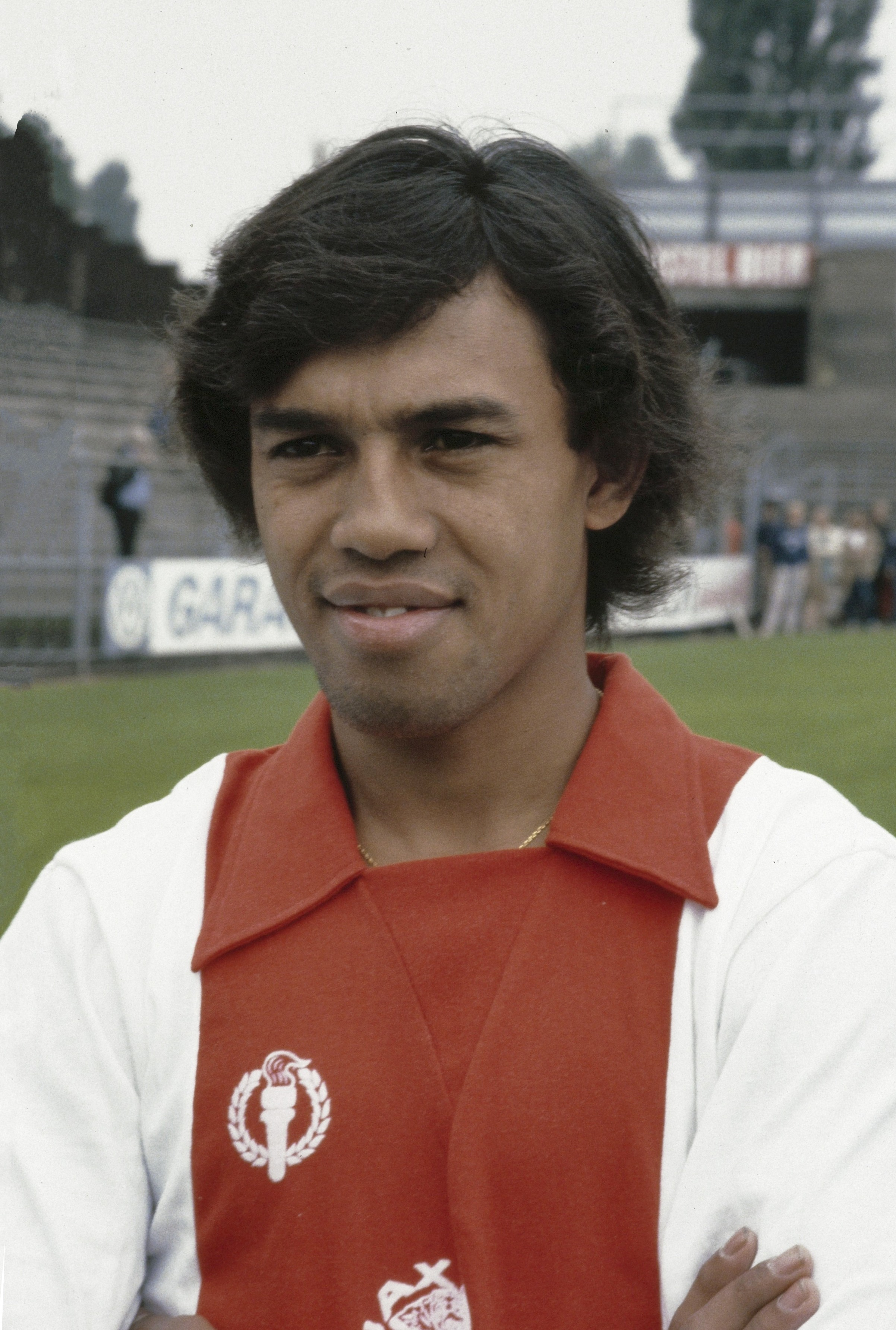
Simon Tahamata op 24-7-1979. In Ajax1, 24-10-1976 – 14-7-1980.

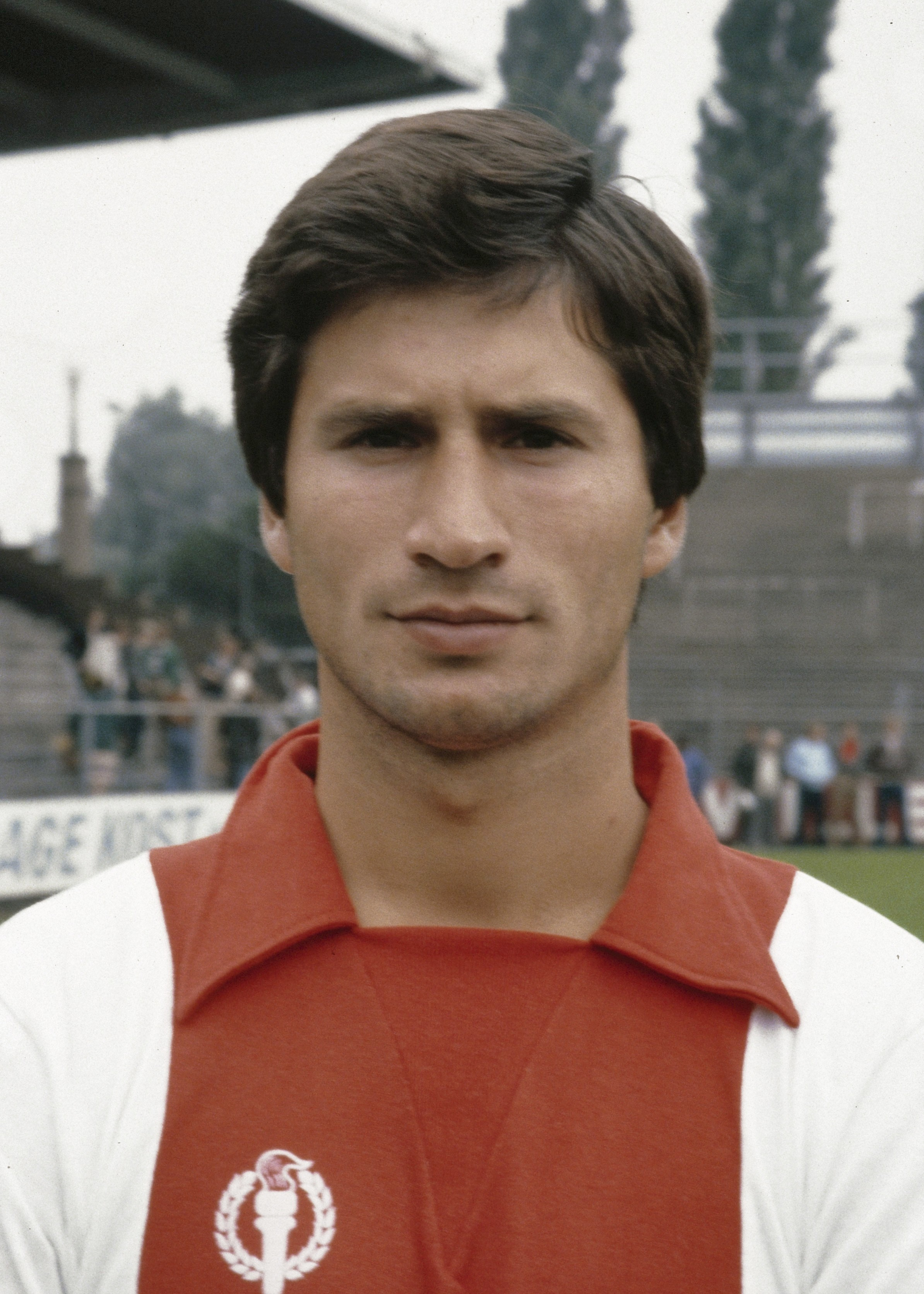
Tscheu La Ling, 24-7-1979.

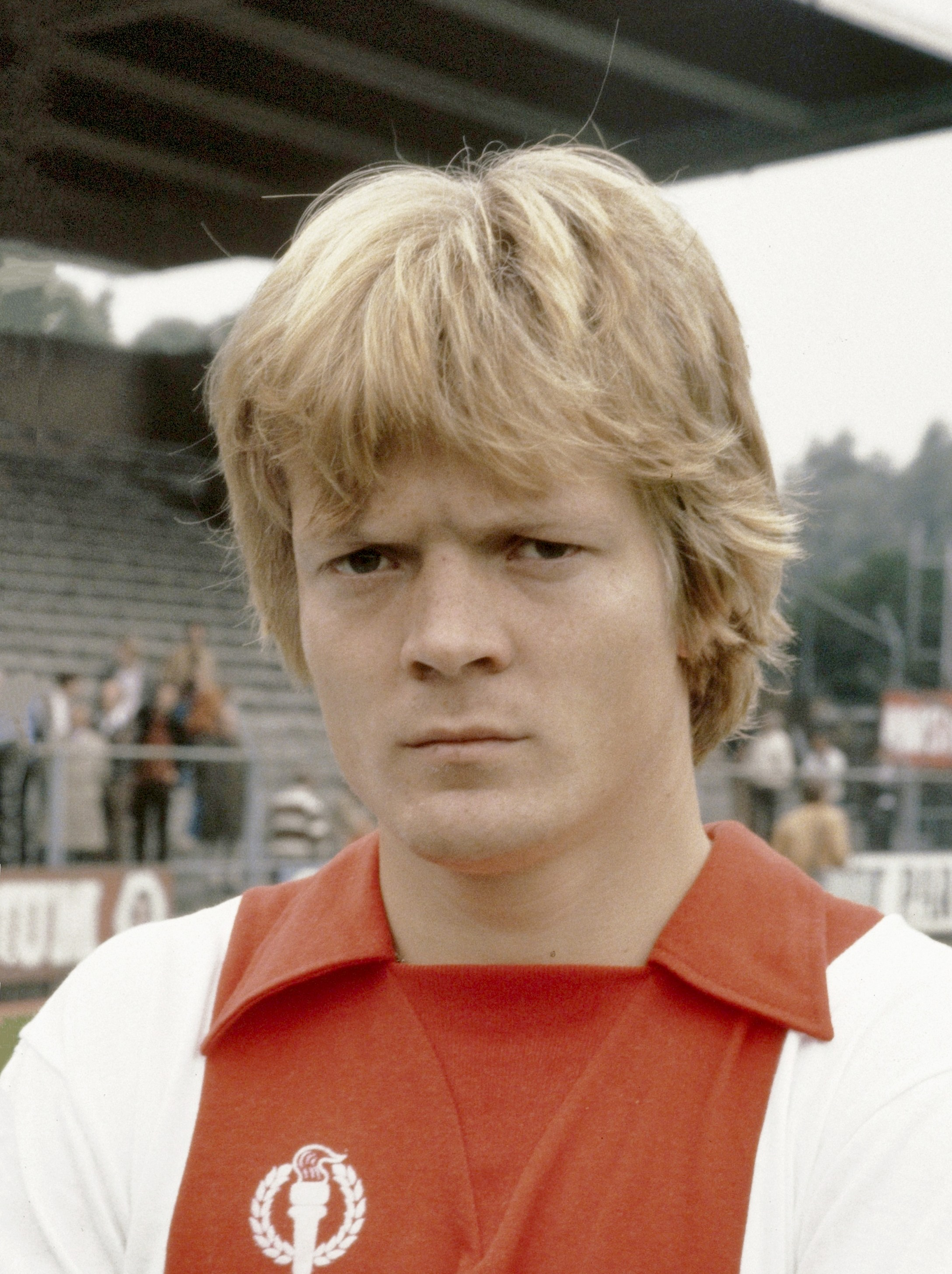
Søren Lerby, 24-7-1979. Lerby bleef 7½ jaar bij Ajax (20-11-1975 – 30-6-1983).

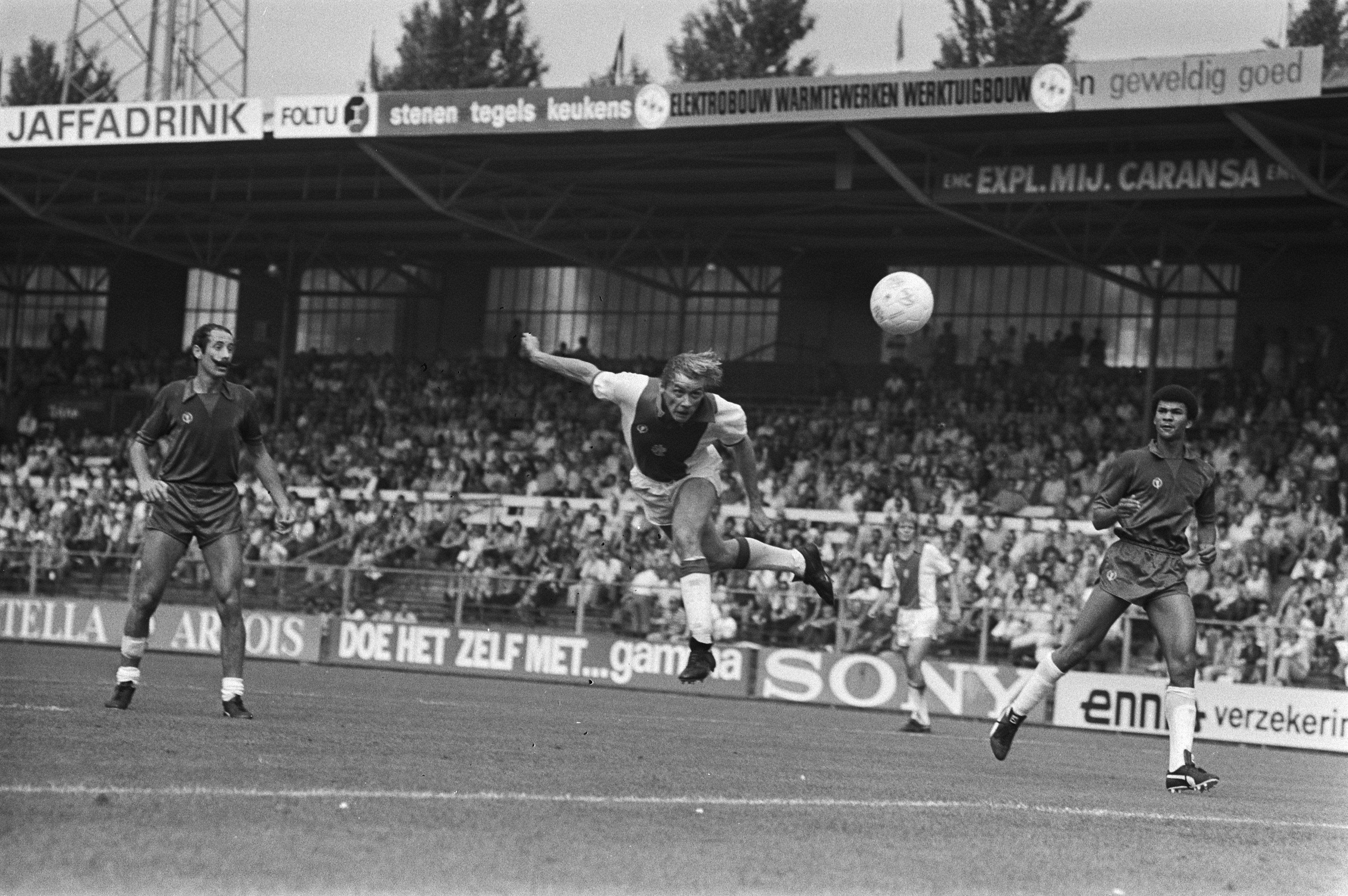
9-9-1979, Ajax-Haarlem 1-1. Dick Schoenaker (midden) scoort. Links van den Ban, rechts Lerby en Amsterdamse Haarlem-speler Ruud Gullit.

Tussen 1975 en 1977 werden nog meer vervangers gehaald voor de vertrokken spelers. Tscheu La Ling, Søren Lerby, Frank Arnesen, Dick Schoenaker, Hans Erkens, Geert Meijer en Jan Everse konden niet zo succesvol worden als hun voorgangers (1965-1973). Toch luidden zij samen met jeugdspeler Simon Tahamata, routinier Ruud Krol, topscorer Ruud Geels, zijn opvolger Ray Clarke, en voorstopper Pim van Dord, een nieuwe goede periode in voor Ajax, vanaf medio 1977. Onder leiding van de nieuwe trainer Tomislav Ivić speelde Ajax in het seizoen 1976/77 zeer defensief, met alleen Ruud Geels in de aanval. Vanaf het seizoen 1977/78, het tweede en laatste seizoen met Ivic als trainer, schakelde Ajax evenwel met succes definitief om naar veel aanvallender spel en na 4 jaar kwam weer iets van de oude schittering tevoorschijn. In de seizoenen 1976/77, 1978/79 en 1979/80 werd Ajax weer kampioen, in 1977/78 finishte Ajax als 2de, vlak achter PSV. In 1978/79 werd voor de 4e keer in de historie van de club de dubbel gepakt, met centrumspits Ray Clarke als opvolger van de in juli 1978 naar Anderlecht vertrokken topscorer Ruud Geels. Ray Clarke was na een 2-jarig verblijf bij het Rotterdamse Sparta, half 1978 door zijn trainer Cor Brom, die gelijktijdig de overstap van Sparta naar Ajax maakte, meegenomen naar Amsterdam-Oost. Leo Beenhakker werd vanaf 1 juli 1978 de assistent van Cor Brom. Ondanks het eclatante nationale succes in de eredivisie en het KNVB Bekertoernooi in het seizoen 1978/79, was er dat seizoen toch ook een historisch dieptepunt. Een vriendschappelijke wedstrijd, de toen vermeende afscheidswedstrijd van Johan Cruijff, Ajax-Bayern München op 7 november 1978, eindigde in een ontluisterende 0-8 nederlaag, waarmee de club uit het zuiden van het voormalige West-Duitsland, die onder meer Karl-Heinz Rummenigge en Paul Breitner in de gelederen had, revanche nam voor twee grote nederlagen tegen Ajax in het seizoen 1972/1973 (oefenduel Bayern München-Ajax 0-5 in augustus 1972; 1/4 finale Europa Cup I, heenduel Ajax-Bayern München 4-0 op 7 maart 1973), en voor de slechte resultaten van Bayern München in de West-Duitse competitie in de vier seizoenen 1974/75 tot en met 1977/78. Het afscheid van Cruijff was echter niet definitief, want na diverse verloren miljoenen in Spanje door oplichting door de zakenman Basilevitsj, zou Cruijff noodgedwongen nog vijf jaar voetballen tussen mei 1979 en mei 1984 (Los Angeles Aztecs, Washington Diplomats, Levante, Washington Diplomats, Ajax, Feyenoord). Europees werden door Ajax enkele kleine successen geboekt tussen september 1977 en april 1980. In de Europacup I werd in 1977/78 een kwartfinale en in 1979/80 een halve finale behaald. In het seizoen 1979/80 behaalde Ajax een doelsaldo van +23 (31-8) in het Europacup I-toernooi. In de Europacup III reikte Ajax in 1978/79 tot de 3e ronde (1/8 finale). In 1977/78 en 1979/80 was Ajax verliezend KNVB Bekerfinalist. Jan Everse (1977/78, 1978/79, 1979/80), Wim Meutstege (1978/79, 1979/80), Guido Pen (1978/79, 1979/80) en Ton Blanker (1979/80) sloten de Europees betere jaren af in Amsterdam, waar vanaf het seizoen 1980/81 noodgedwongen de jeugd het moest maken (Wim Kieft, Frank Rijkaard, Jan Weggelaar, Gerald Vanenburg, Sonny Silooy). Ajax kende budgetair een zorgelijke fase in de 11 seizoenen 1974/75 tot en met 1984/85, met in 9 van de 11 seizoenen verliezen, 1 seizoen bijna geen verlies (1983/84), en slechts in 1 seizoen winst.

### Succes in de competitie (1981-1986) na moeilijk seizoensverloop (1980/1981), Europees magere tijd (1980-1986)

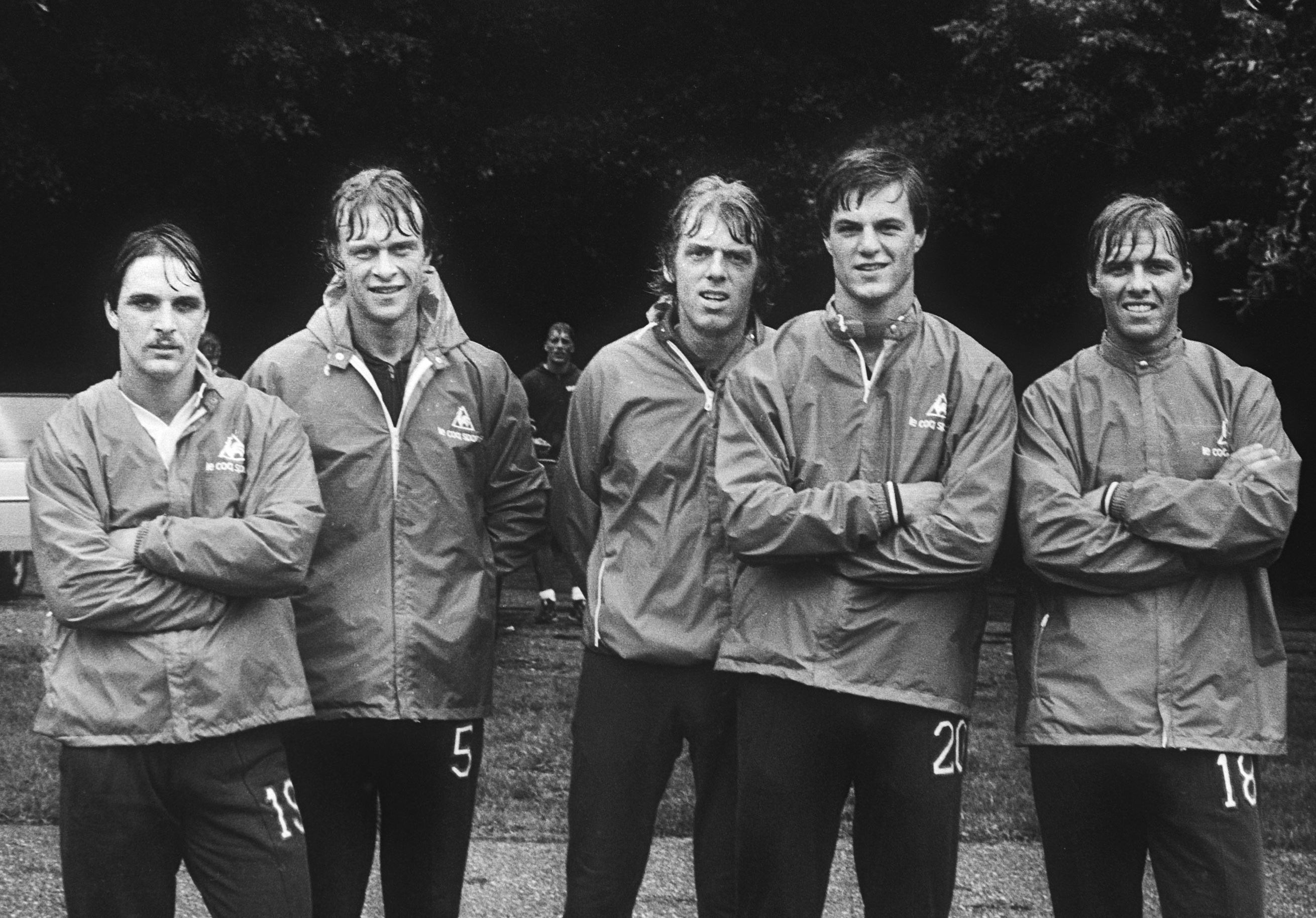
Edo Ophof, Sten Ziegler, trainer Leo Beenhakker, Hans Galjé en Keje Molenaar, 14-7-1980.

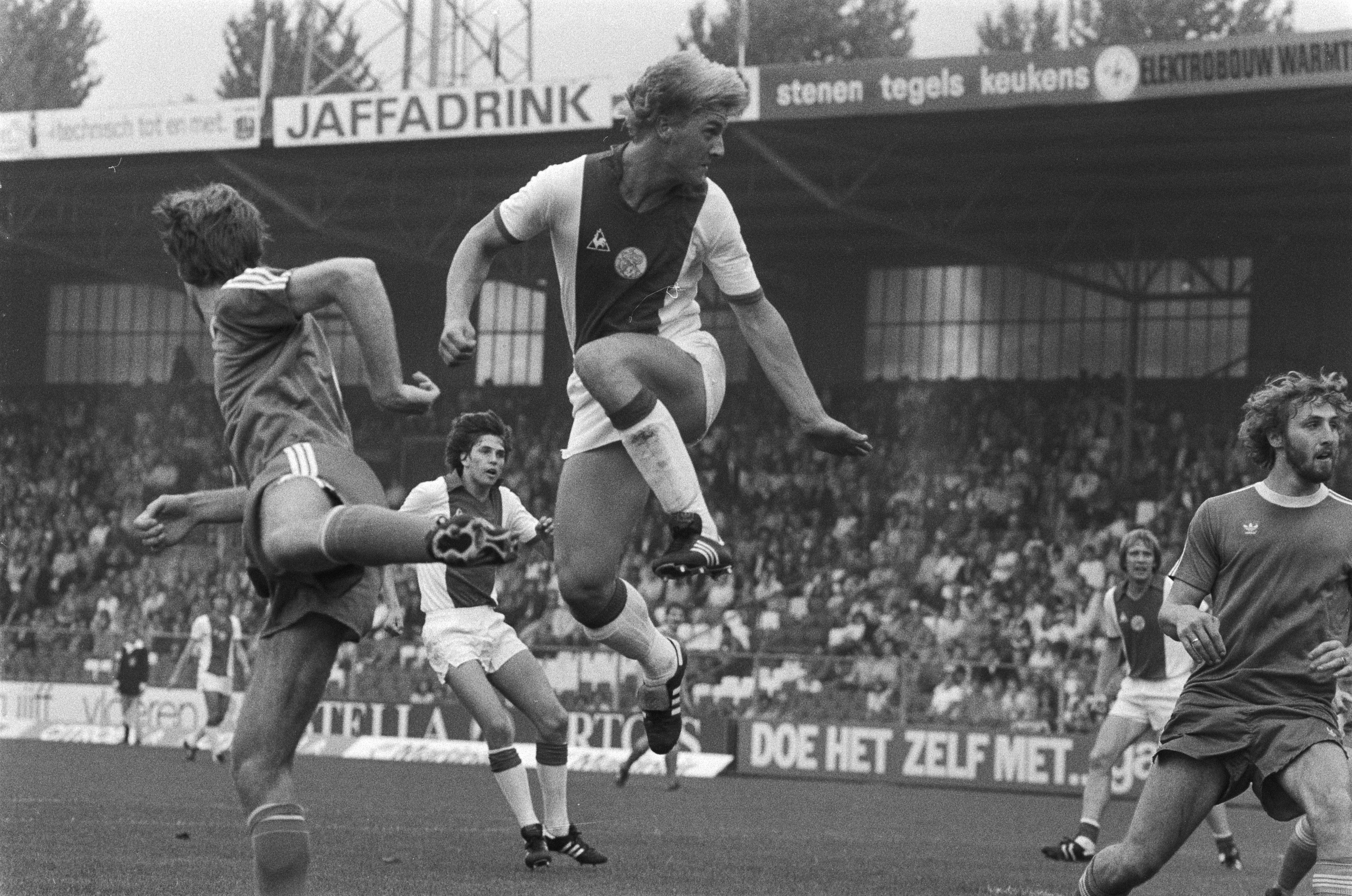
28-9-1980, Ajax-FC Groningen 5-1. Wim Kieft (midden) torent boven zijn Groningse belagers uit. In wit-rood-wit links van Kieft Martin van Geel, rechts Henning Jensen.

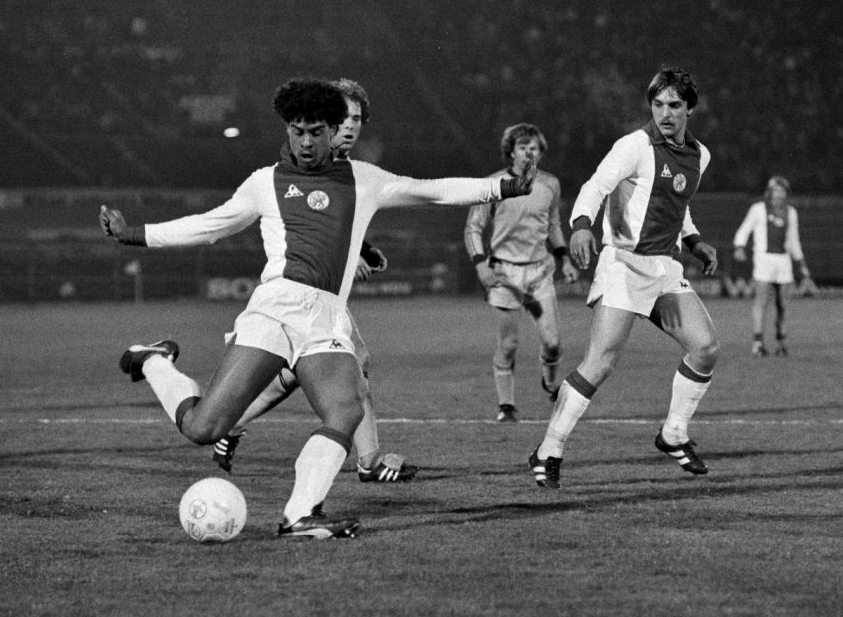
5-11-1980, Amsterdam. Ajax-Bayern Munchen 2-1, Frank Rijkaard scoort 2-0. Ajax in 2e ronde EC1 uitgeschakeld, door 5-1 verlies 2 weken eerder in het Zuidoosten van West-Duitsland. Rechts Edo Ophof en Henning Jensen (wit-rood-witte shirts).

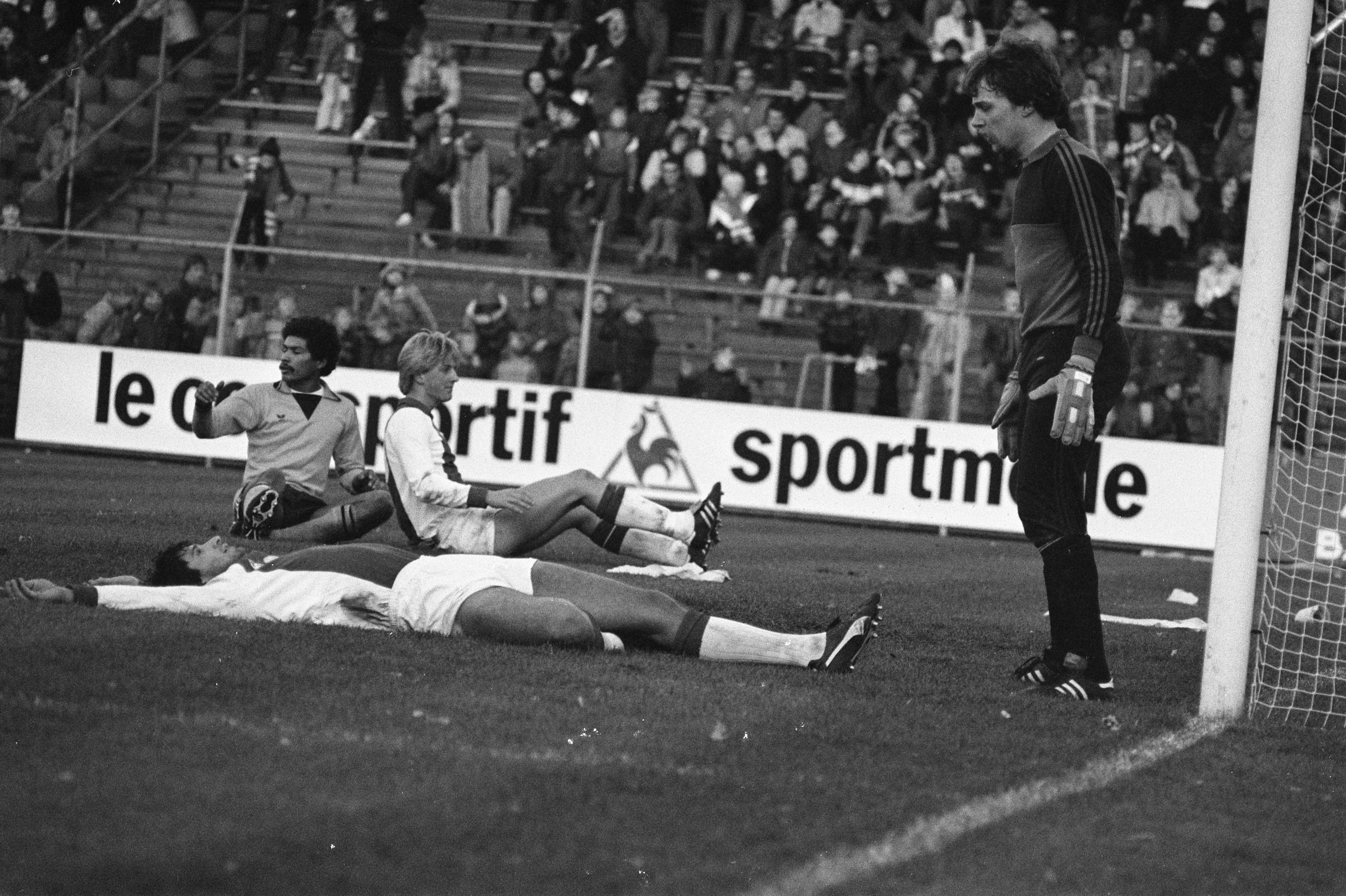
30-11-1980, Ajax-FC Twente 5-3. In het midden de Ajax-spelers Tscheu La Ling en Wim Kieft, geflankeerd door FC Twente-spelers Romeo Zondervan en Eddy Pasveer.

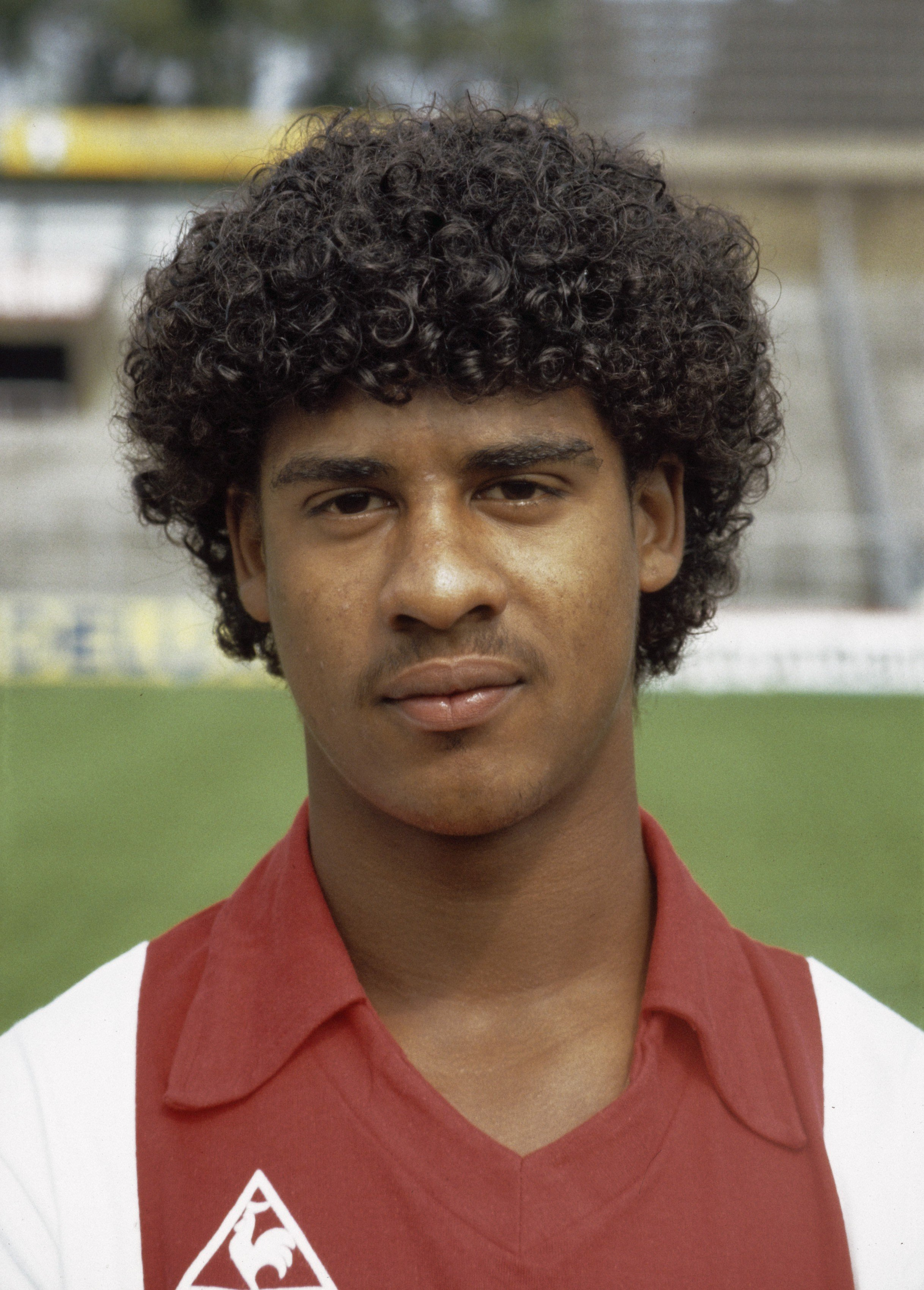
Frank Rijkaard, 13-7-1981 (Ajax1 23-8-1980 – 20-9-1987 en 1-7-1993 – 30-6-1995).

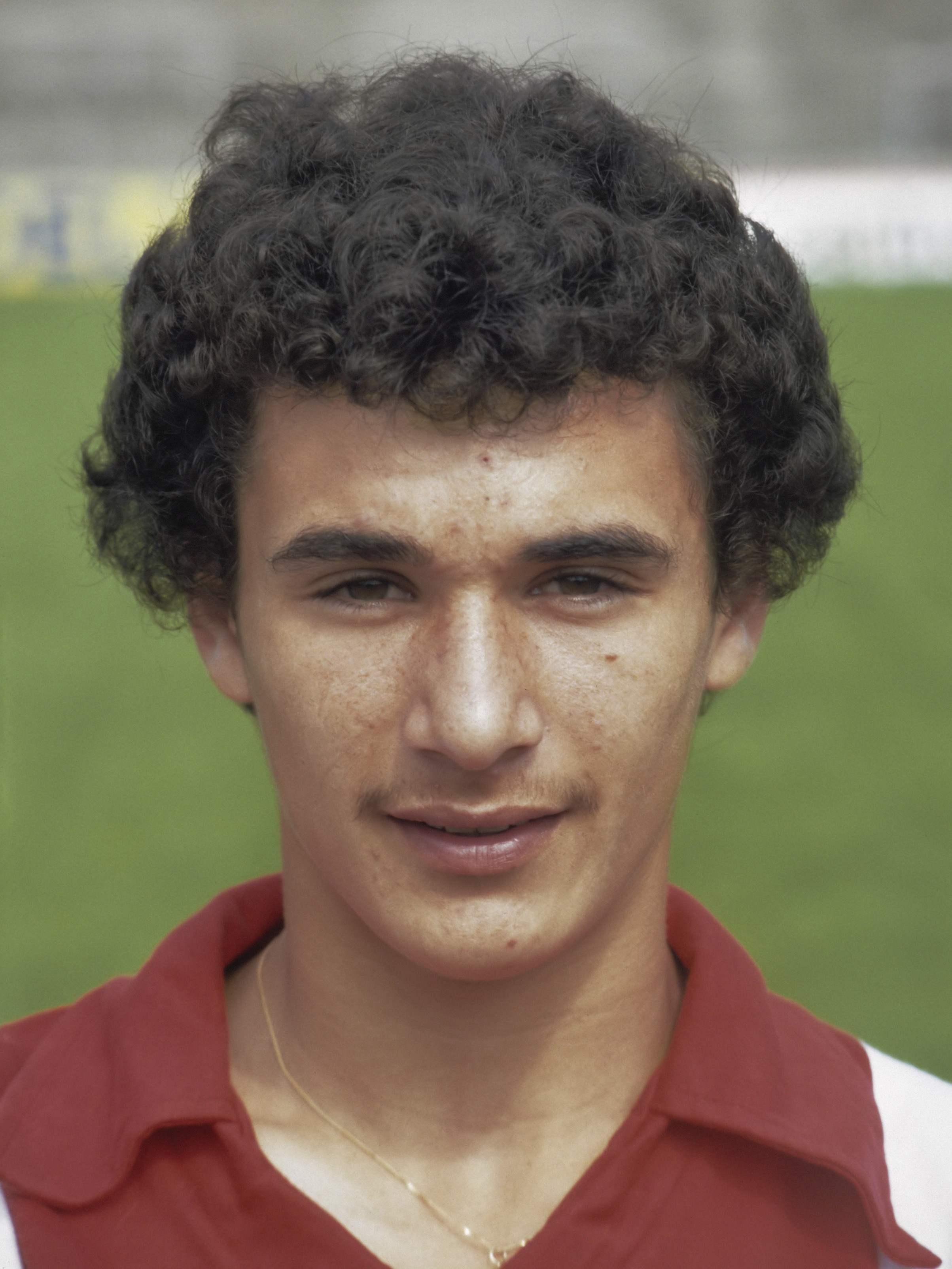
Gerald Vanenburg, "Geraldinho", "Vaantje", 13-7-1981 (Ajax1 5-4-1981 – 30-6-1986).

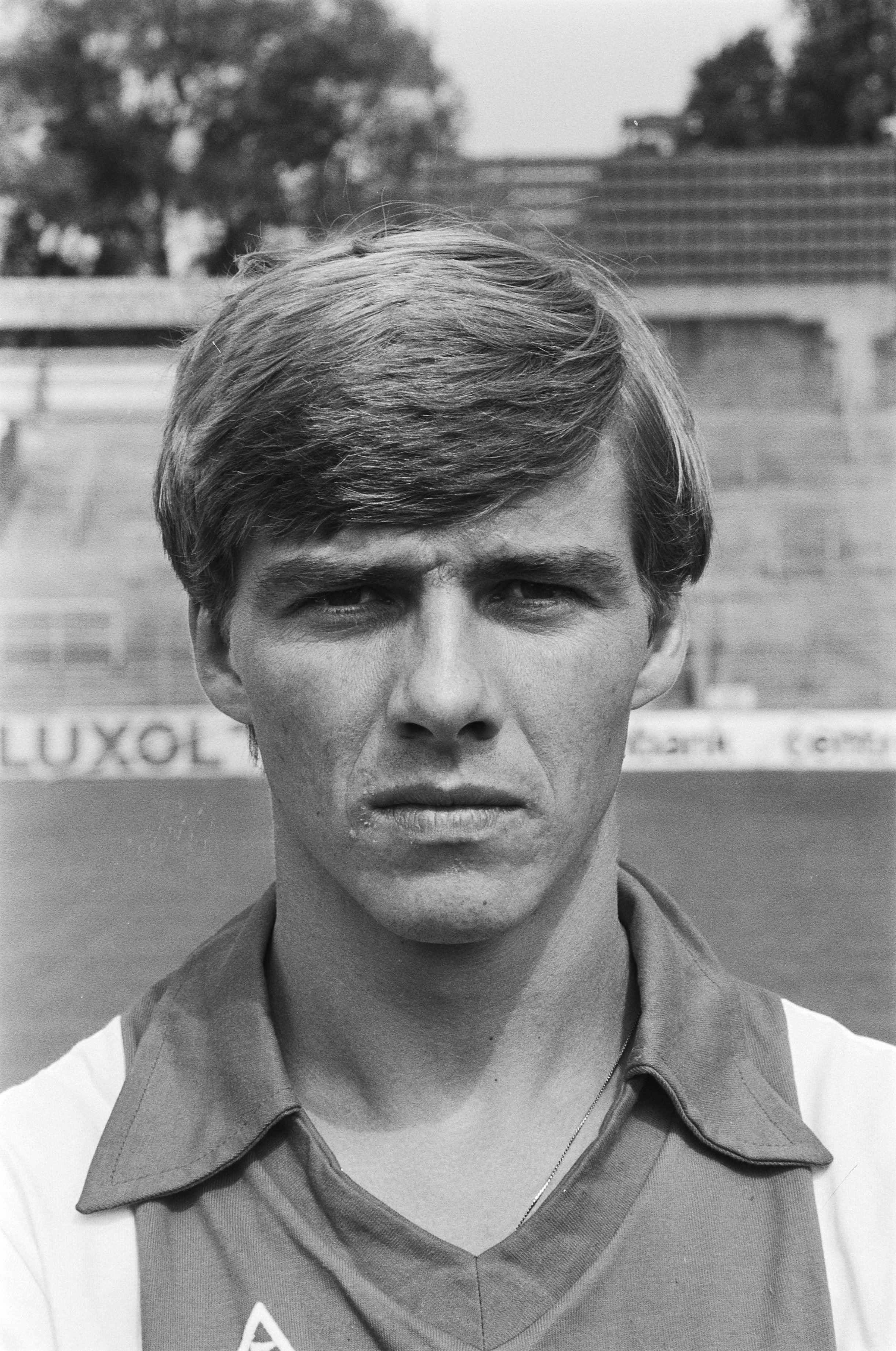
Keje Molenaar, 13-7-1981. In Ajax1 1-7-1980 – 30-6-1984.

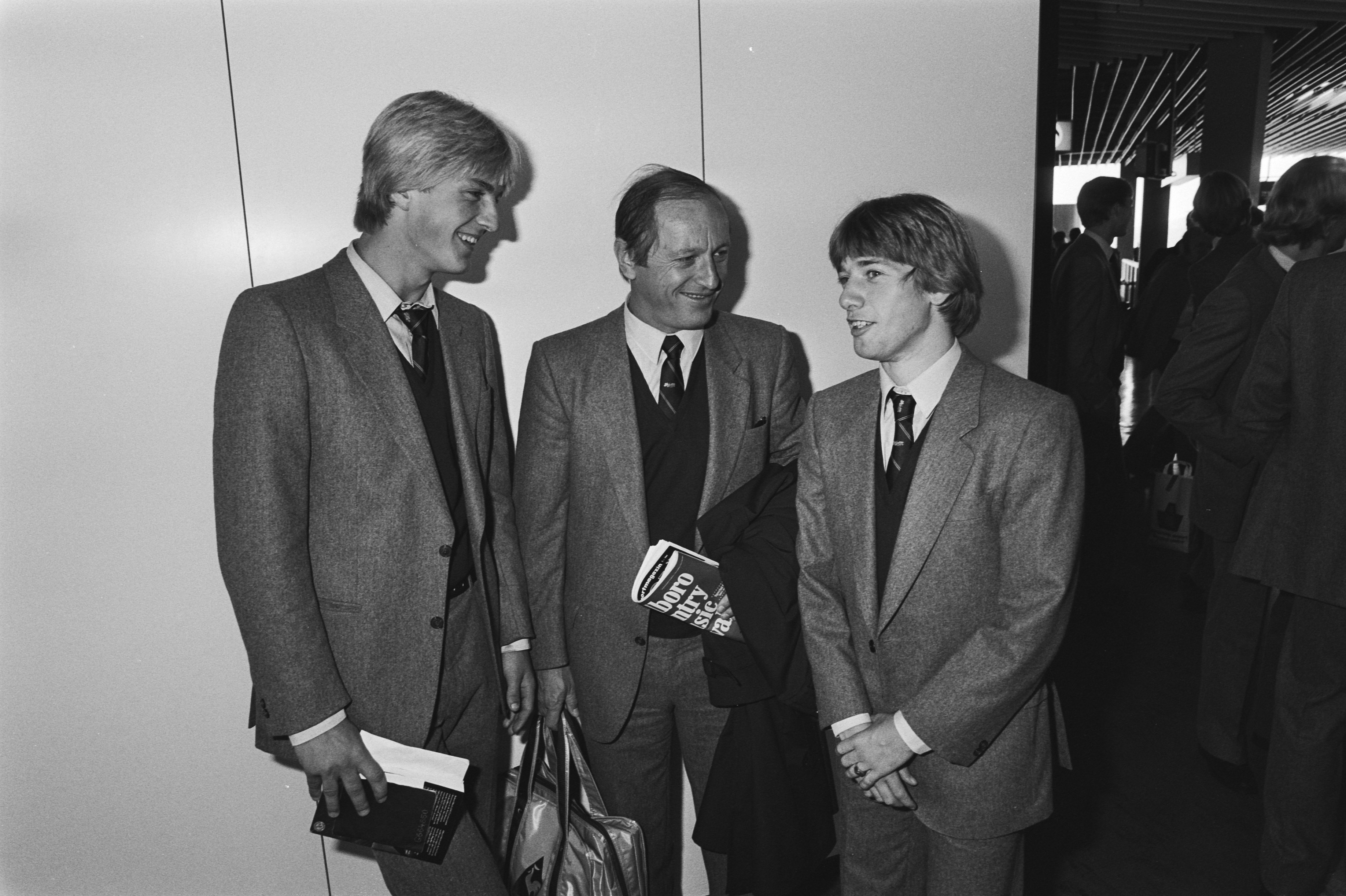
28-9-1981. Van links naar rechts Wim Kieft, trainer Kurt Linder en Jesper Olsen op luchthaven Amsterdam Schiphol, voor de Europa Cup-wedstrijd Tottenham Hotspur (Londen)-Ajax (3-0). Bij Tottenham speelden onder meer Osvaldo Ardiles en Glenn Hoddle.

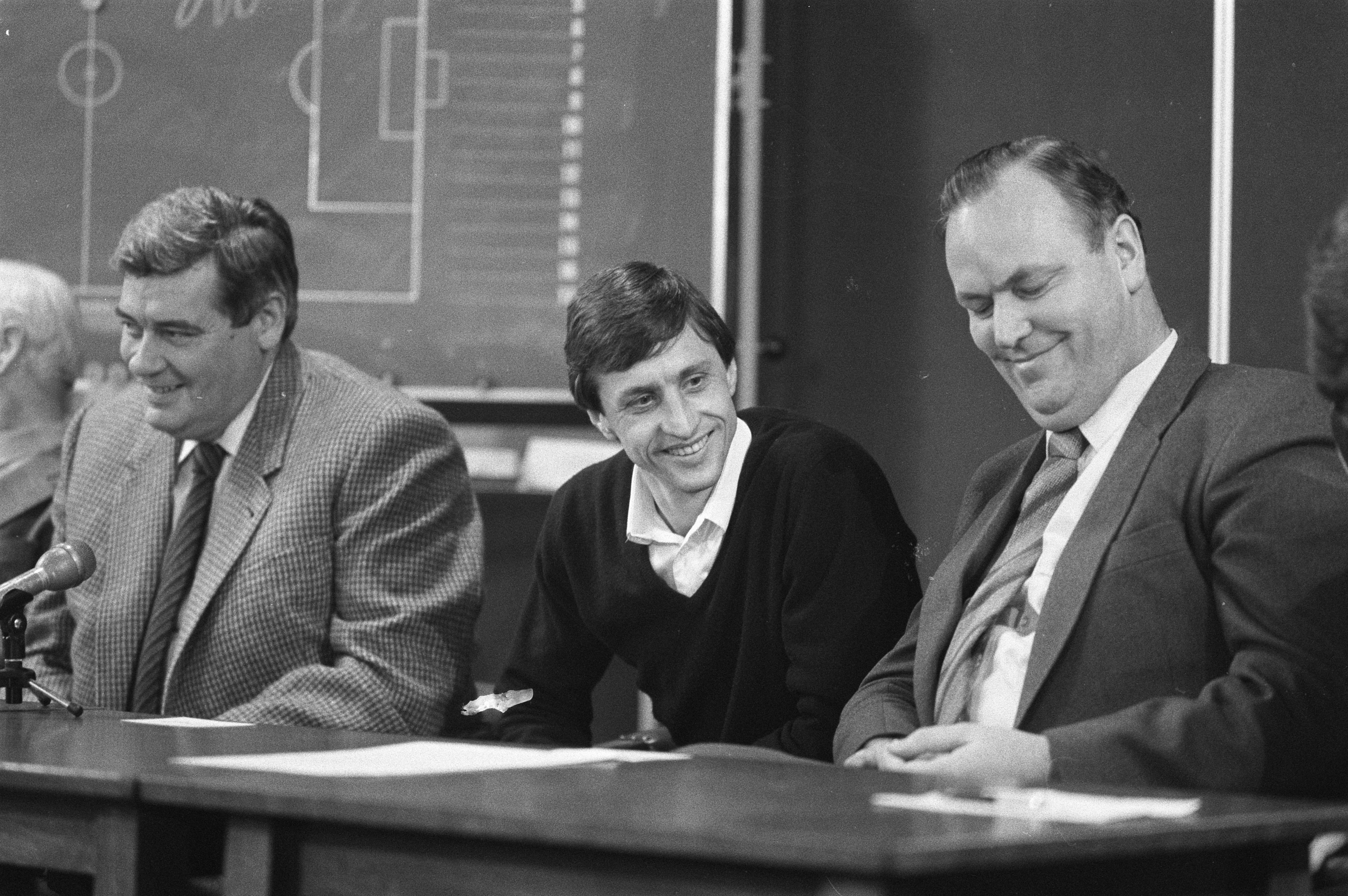
Johan Cruijff terug bij Ajax als speler, 4-12-1981. Links Ajax-voorzitter Ton Harmsen, rechts Ajax-secretaris Bartels. In 1981/82 behaalde Ajax het twintigste landskampioenschap sinds de oprichting in 1900. Voor het verzamelen van de tweede kampioensster had Ajax slechts 17 jaar nodig. In de 17 seizoenen 1965/66 tot en met 1981/82, van juli 1965 tot en met juni 1982, behaalde Ajax de 10 kampioenschappen nummer 11 tot en met 20. Voor het verzamelen van de eerste kampioensster, de eerste 10 landskampioenschappen nummer 1 tot en met 10, had Ajax maar liefst 65 jaar nodig (maart 1900-juni 1965).

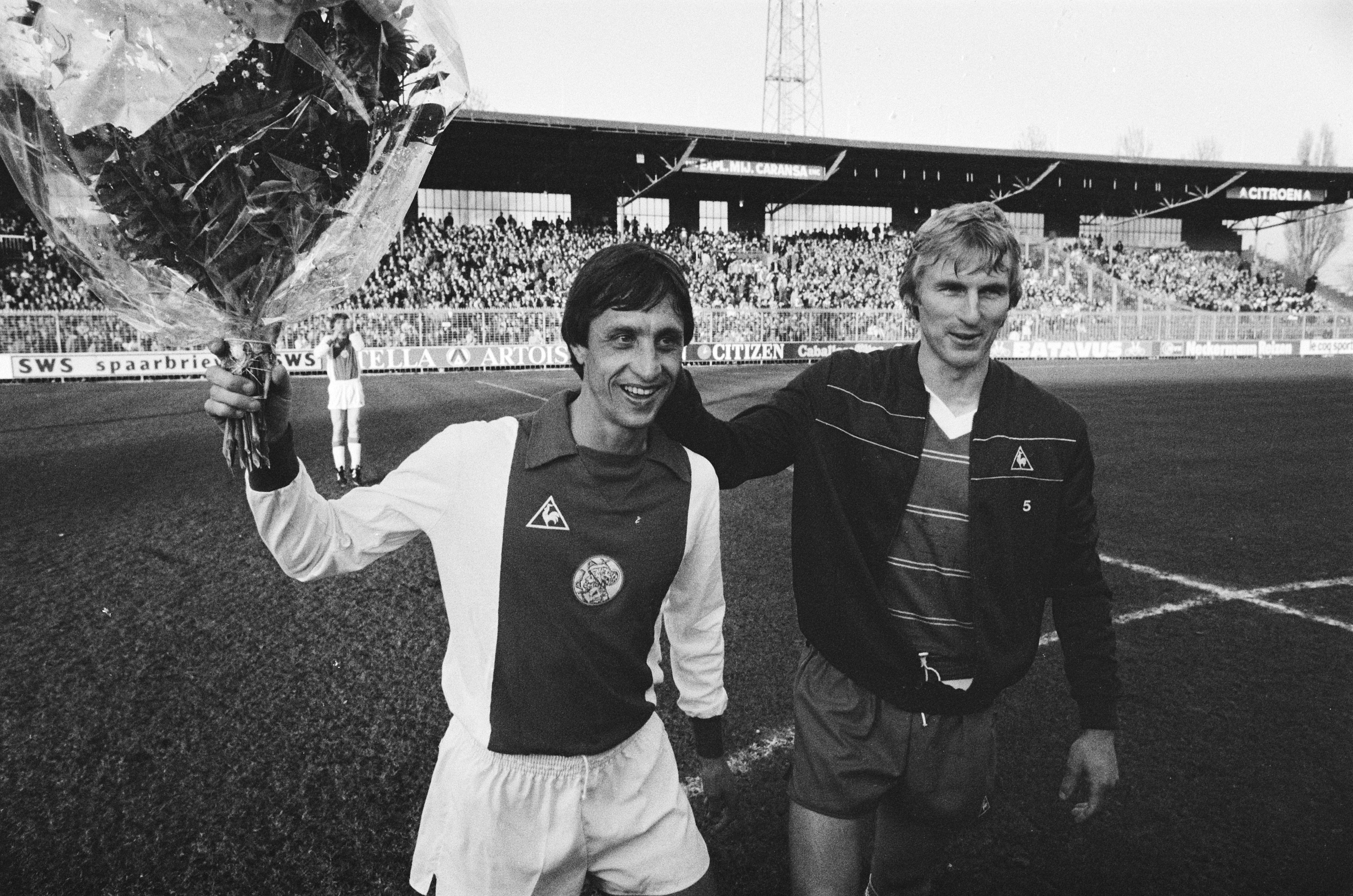
3-4-1982. Ajax-NEC 5-0, 250ste wedstrijd Johan Cruijff voor Ajax. Rechts NEC-aanvoerder Sije Visser.

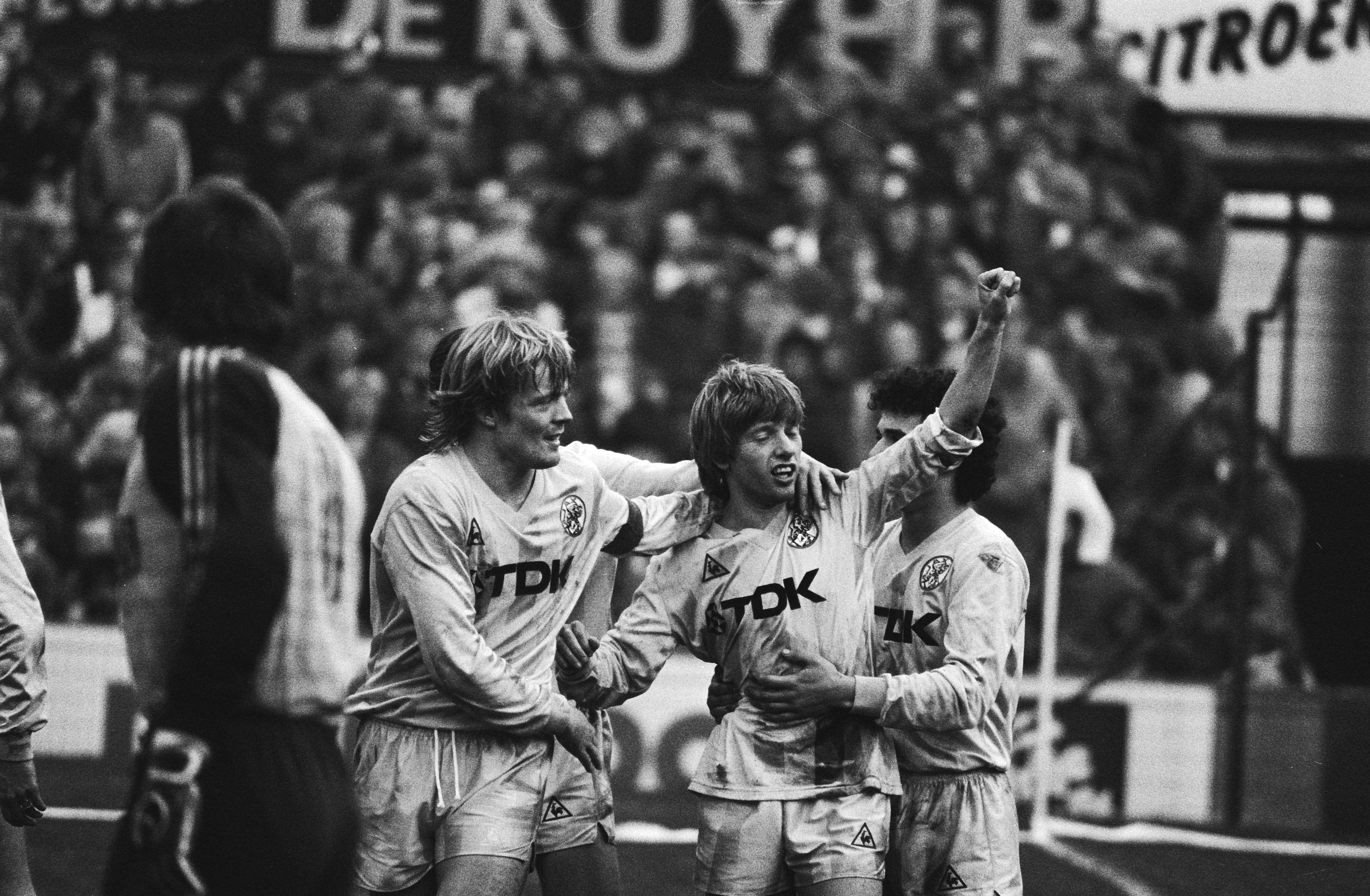
28-11-1982. Topduel Feyenoord-Ajax 2-2. Jesper Olsen juicht (midden), links Soren Lerby, rechts Gerald Vanenburg.

28-11-1982. Topduel Feyenoord-Ajax 2-2. Jan Molby (Ajax, midden), Michel Valke (links) en Ruud Gullit (rechts). Molby speelde bij Ajax tussen zijn 19de en 21ste, 1-7-1982 - 22-8-1984. Hij werd op 22-8-1984 door Liverpool gekocht.

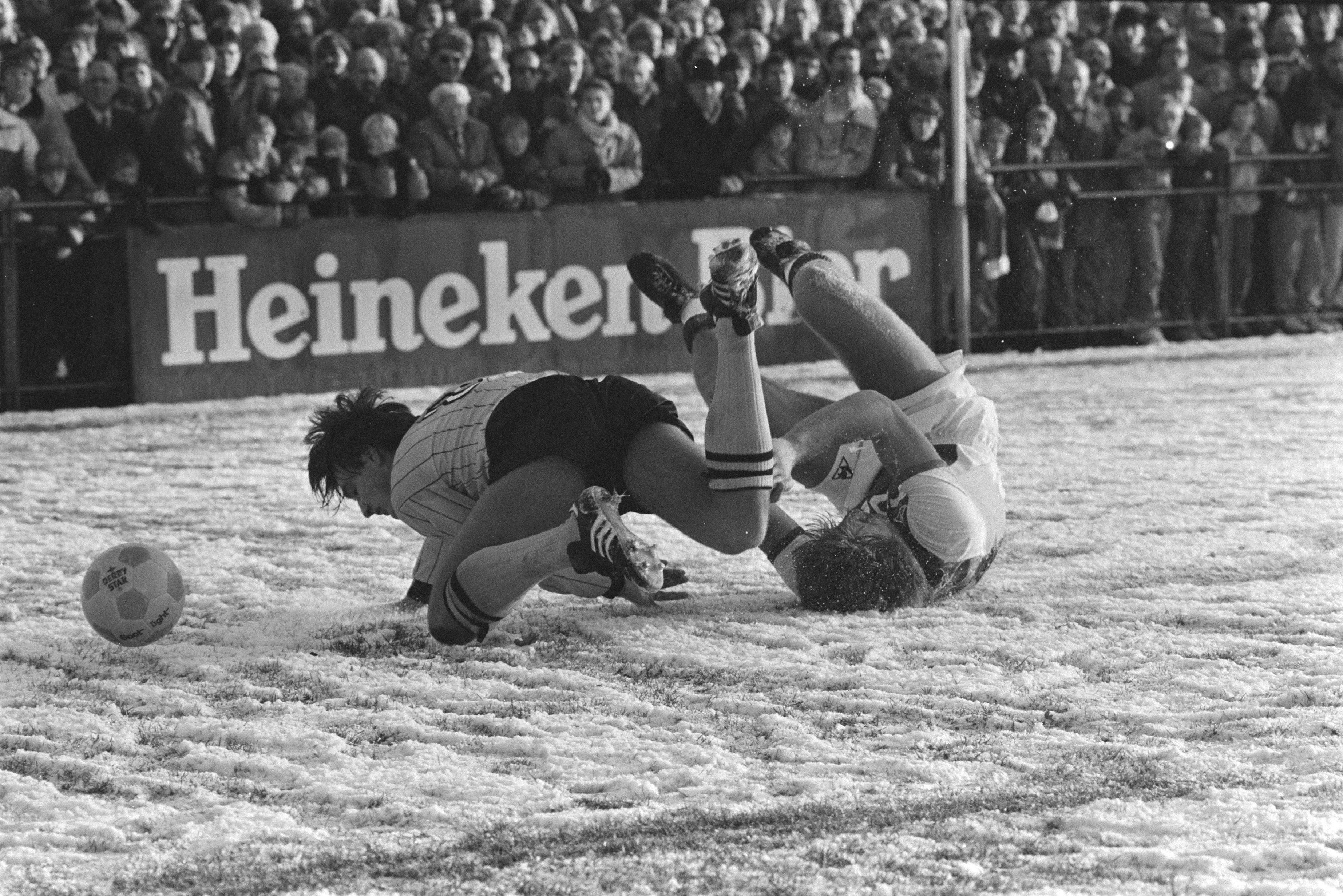
11-12-1983. Bekerduel DWV-Ajax 0-6. Jan Molby (Ajax, rechts) rolt door de sneeuw met Haze (DWV).

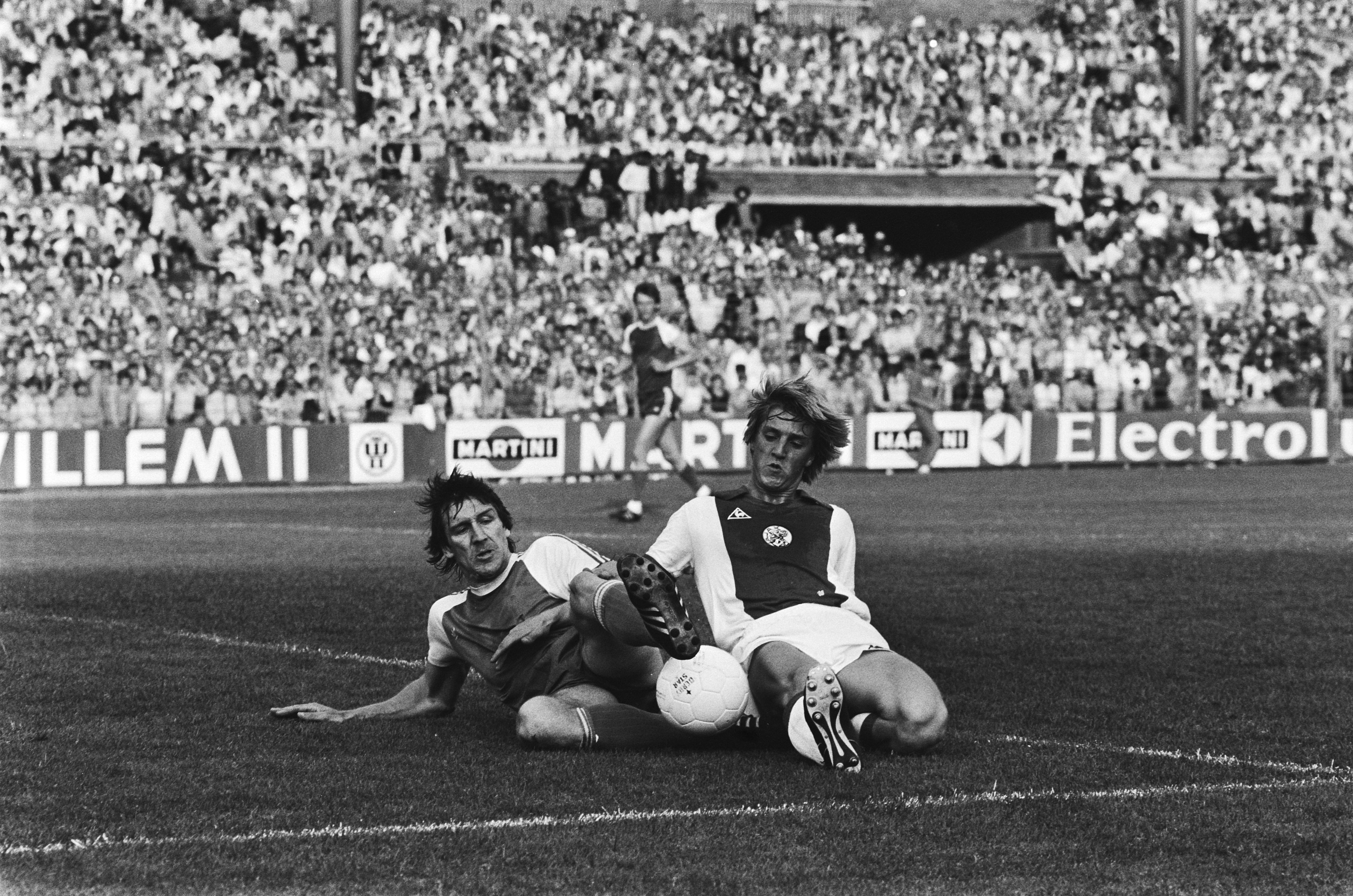
Topduel Ajax-AZ 3-2. Ajax 1 ronde voor competitieslot 1981/82 landskampioen (saldo +73, 114-41). Europees topscorer 1981/82 Wim Kieft
(rechts) in duel met AZ's centrumverdediger Ronald Spelbos (15-5-1982). Kieft debuteerde in Ajax1 op 4-5-1980, en bleef t/m 30-6-1983. Spelbos kwam zowel voor AZ (juli 1974-juni 1982) als voor Ajax (juli 1984-juni 1988) uit.

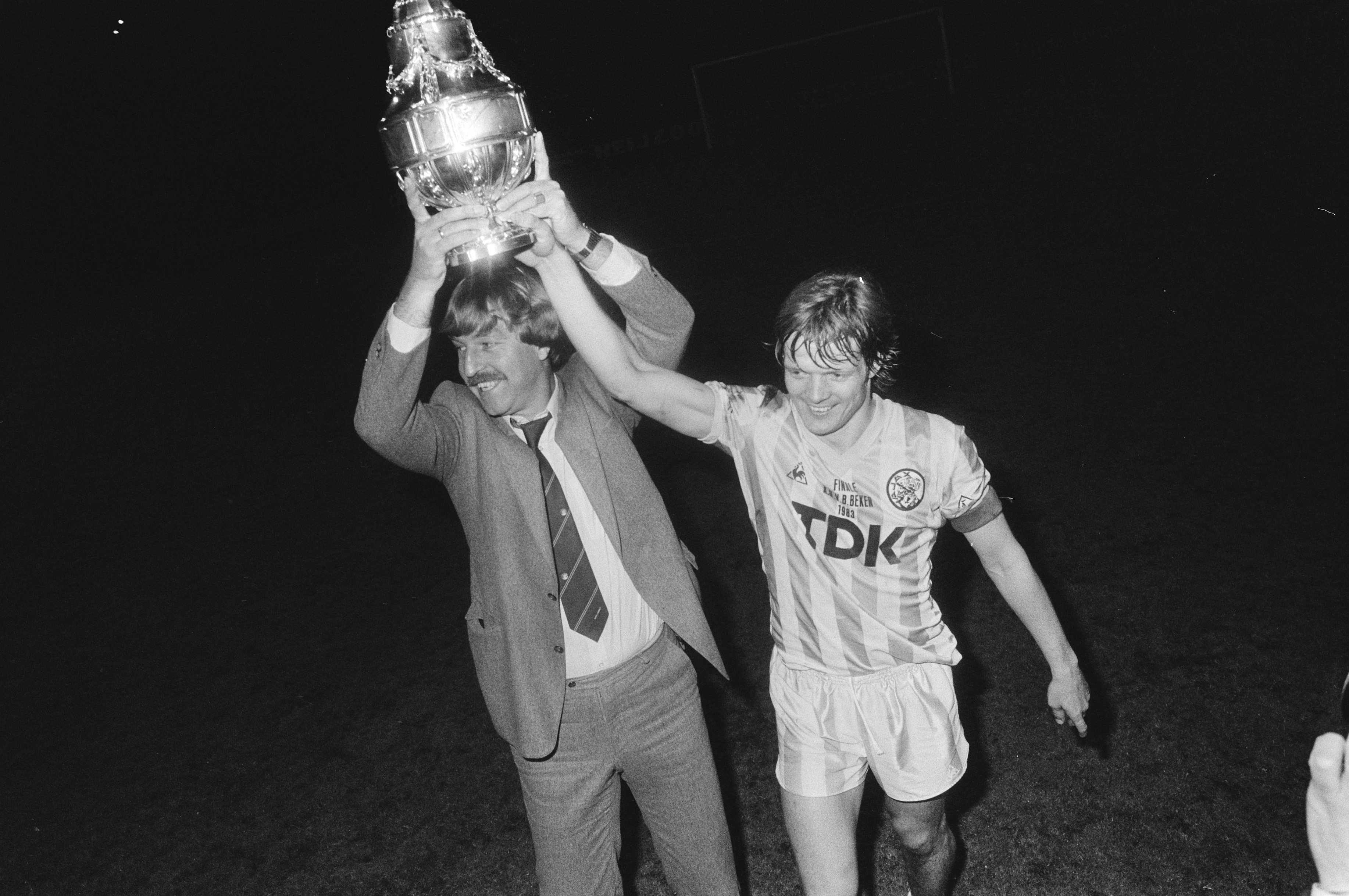
Trainer Aad de Mos en aanvoerder Søren Lerby met de KNVB Beker op 17 mei 1983, nadat ook de 2e finale tegen NEC met 1-3 is gewonnen door Ajax.

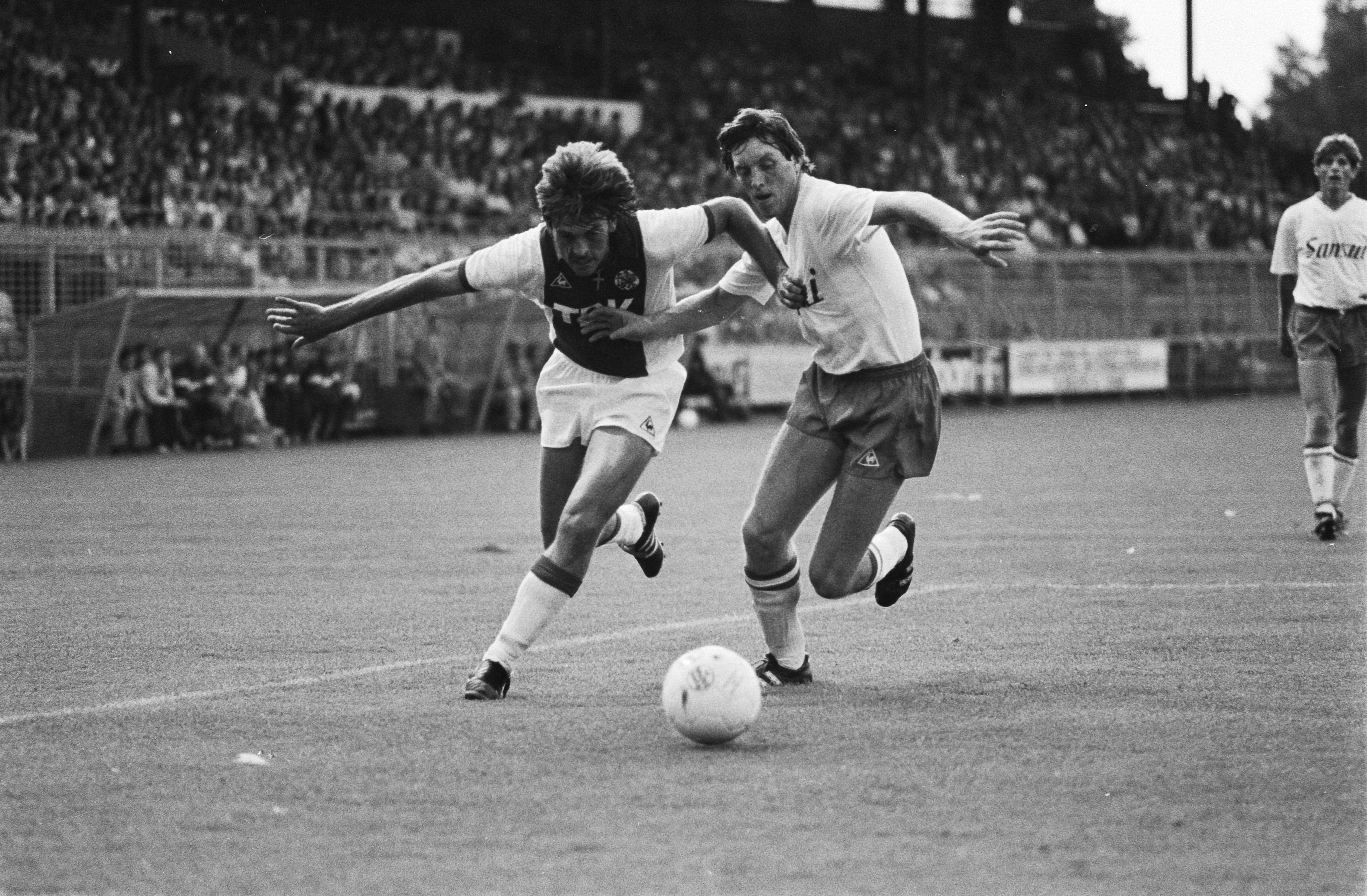
Felix Gasselich (links) op 24-8-1983 tijdens Ajax-Willem II 5-0. In Ajax1 4-7-1983 – 8-11-1985.

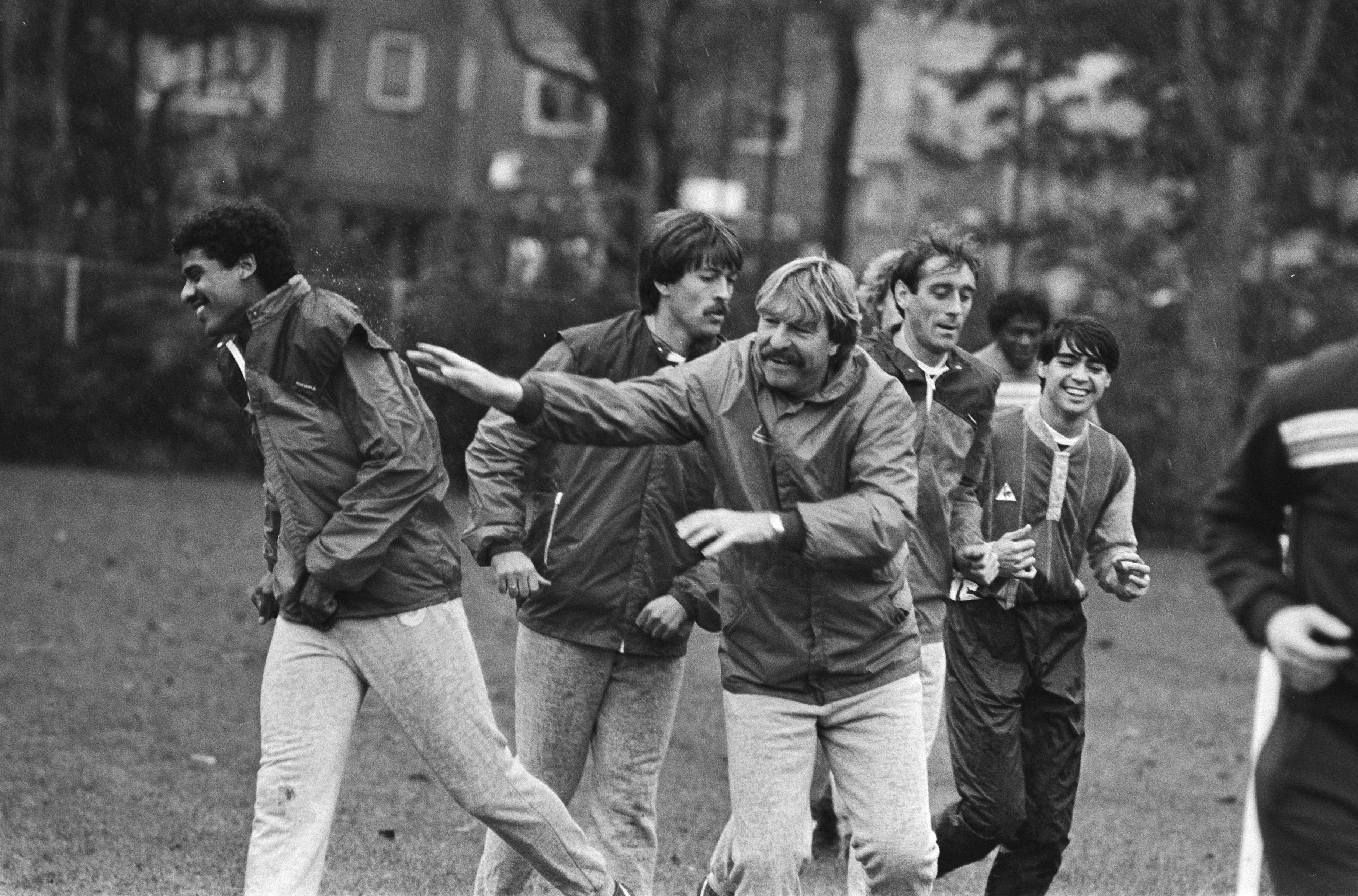
21-10-1984. Van links naar rechts: Frank Rijkaard, Felix Gasselich, Aad de Mos, Walter Meeuws, Stanley Menzo en Sonny Silooy.

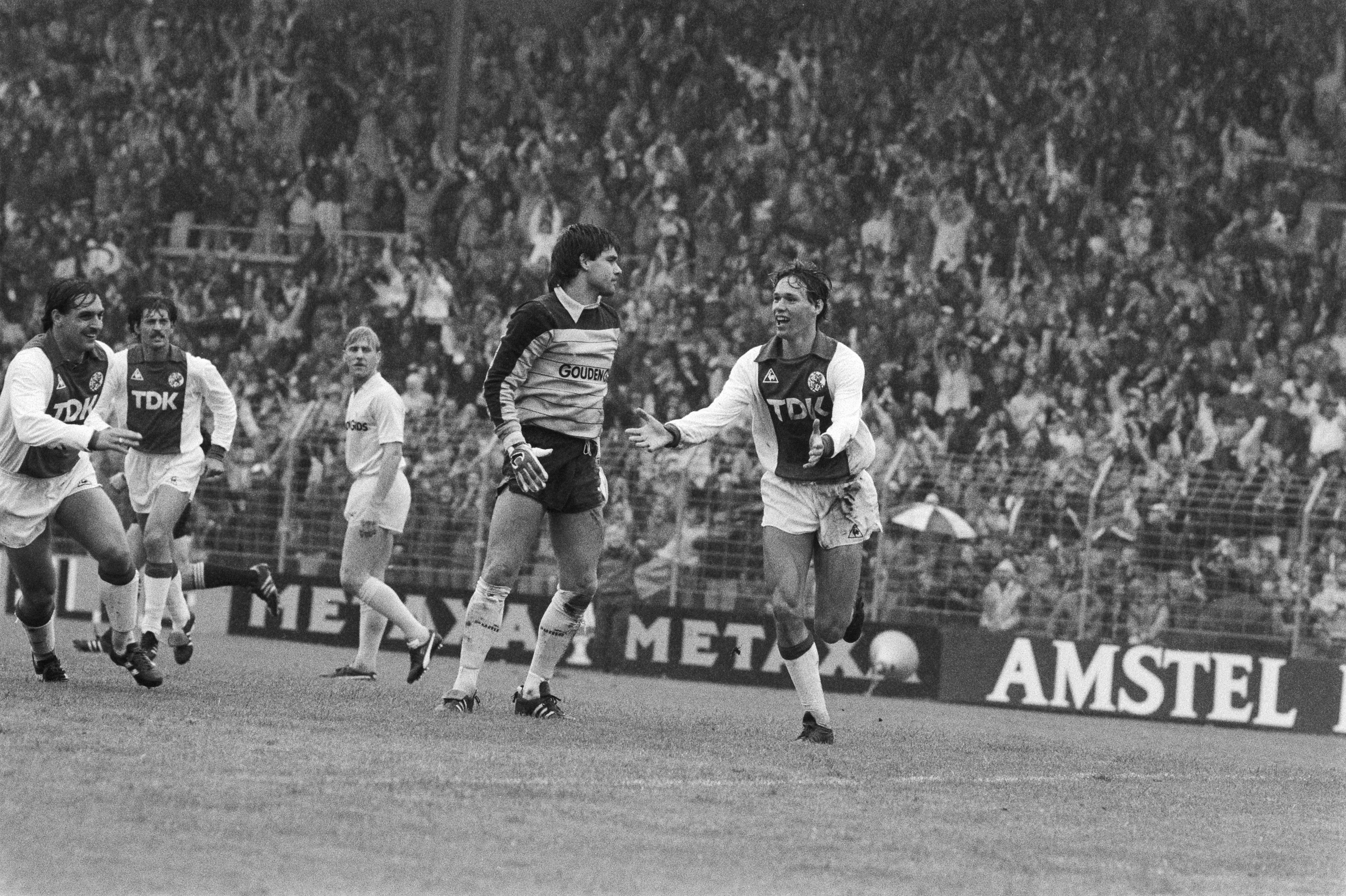
18-9-1983. Topduel Ajax-Feyenoord 8-2. Marco van Basten (geheel rechts) bejubelt 1 van zijn 3 treffers (2-0). Geheel links Edo Ophof en Felix Gasselich. Ook Hans Galjé, Sonny Silooy, Ronald Koeman, Frank Rijkaard, Peter Boeve, Jan Mølby, Gerald Vanenburg, Jesper Olsen, Keje Molenaar en John van 't Schip speelden in dit duel, waarin Ajax zijn grootste zege op Feyenoord ooit boekte. Ruim 27 jaar lang was dit de grootste nederlaag van Feyenoord, tot 24 oktober 2010 (PSV-Feyenoord 10-0).

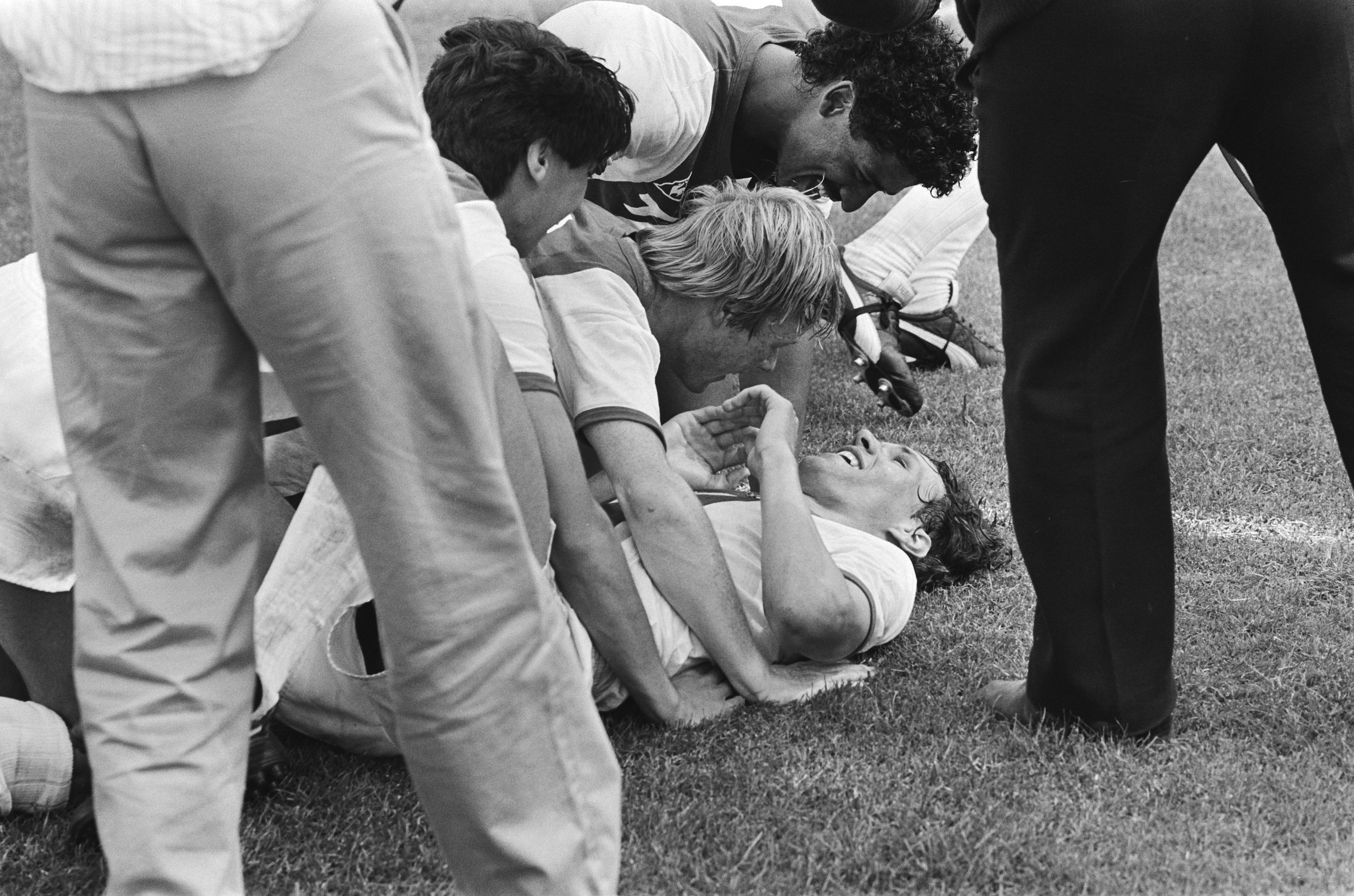
19-5-1985. Ajax-Feyenoord 4-2. Marco van Basten wordt bedolven onder medespelers Sonny Silooy, Frank Rijkaard en Ronald Koeman, nadat hij 4-2 heeft gescoord.

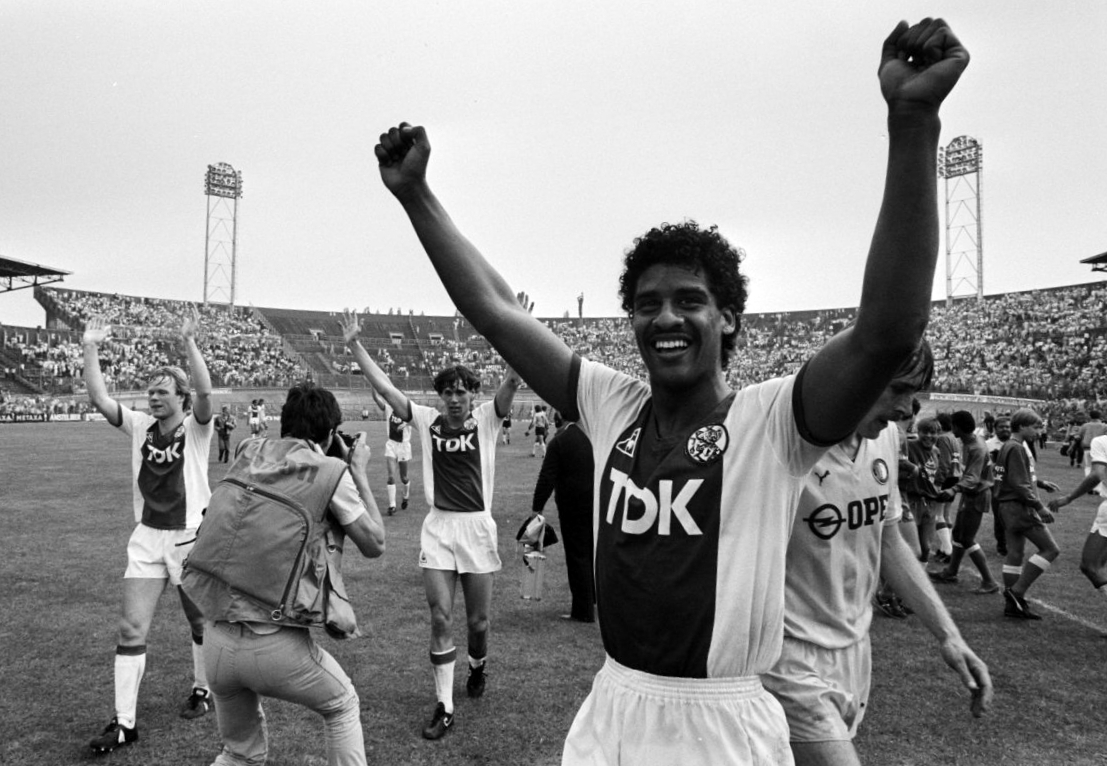
19-5-1985. Ajax-Feyenoord 4-2. Ajax weer stap dichter bij landstitel 1984/85. Frank Rijkaard, die 2 maal scoorde, verlaat juichend het veld. Uiterst links van hem Ronald Koeman, in het midden Marco van Basten.

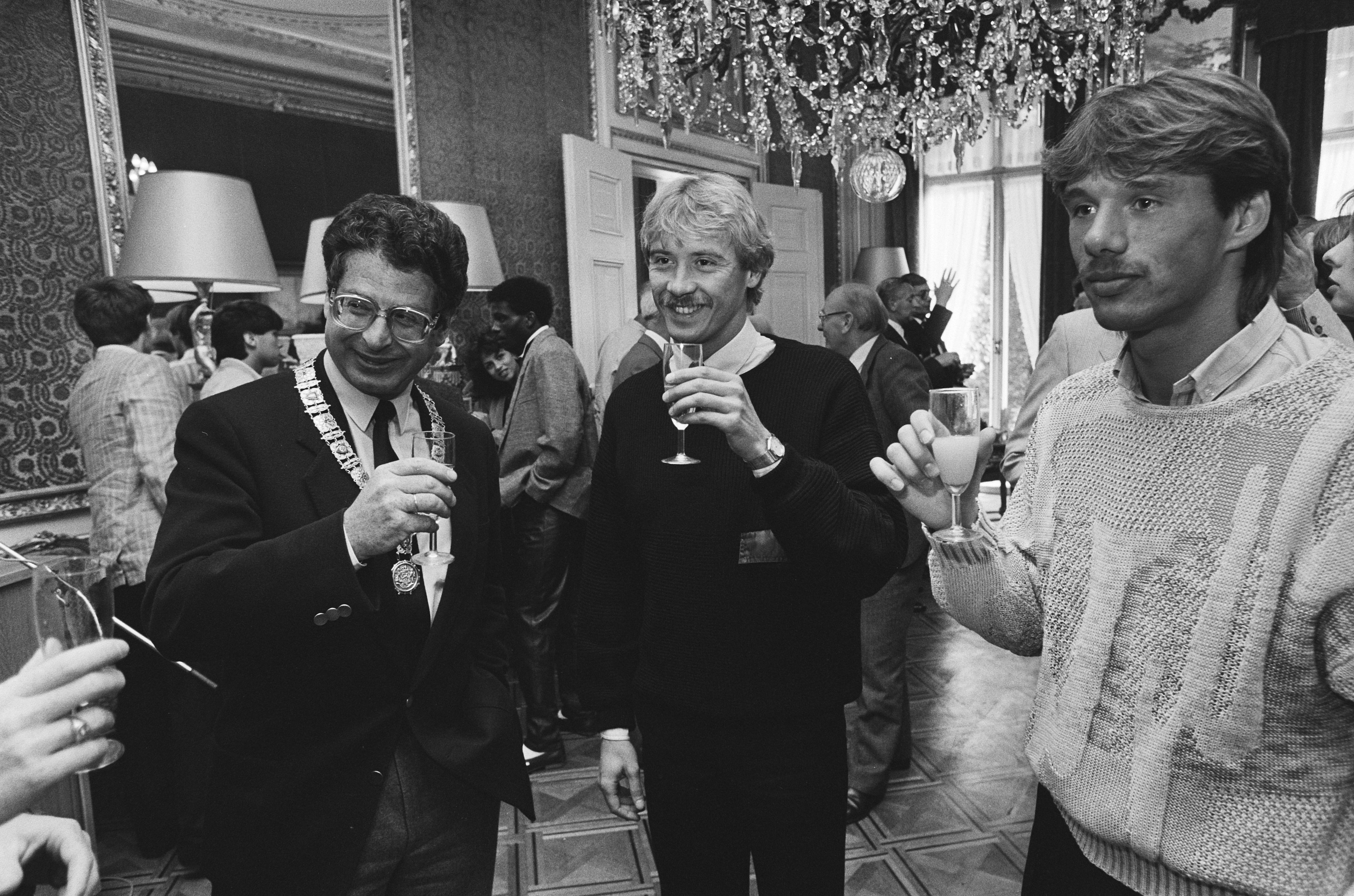
13-6-1985. Burgemeester van Thijn van Amsterdam ontvangt selectie van Ajax1 op stadhuis wegens behalen van het kampioenschap in de eredivisie, seizoen 1984-1985 (1 juli 1984-30 juni 1985). Van links naar rechts op de voorgrond: Burgemeester Ed van Thijn, aanvoerder Dick Schoenaker en Rob de Wit. Op de achtergrond zijn links respectievelijk rechts van van Thijn nog net Sonny Silooy en Stanley Menzo te herkennen.

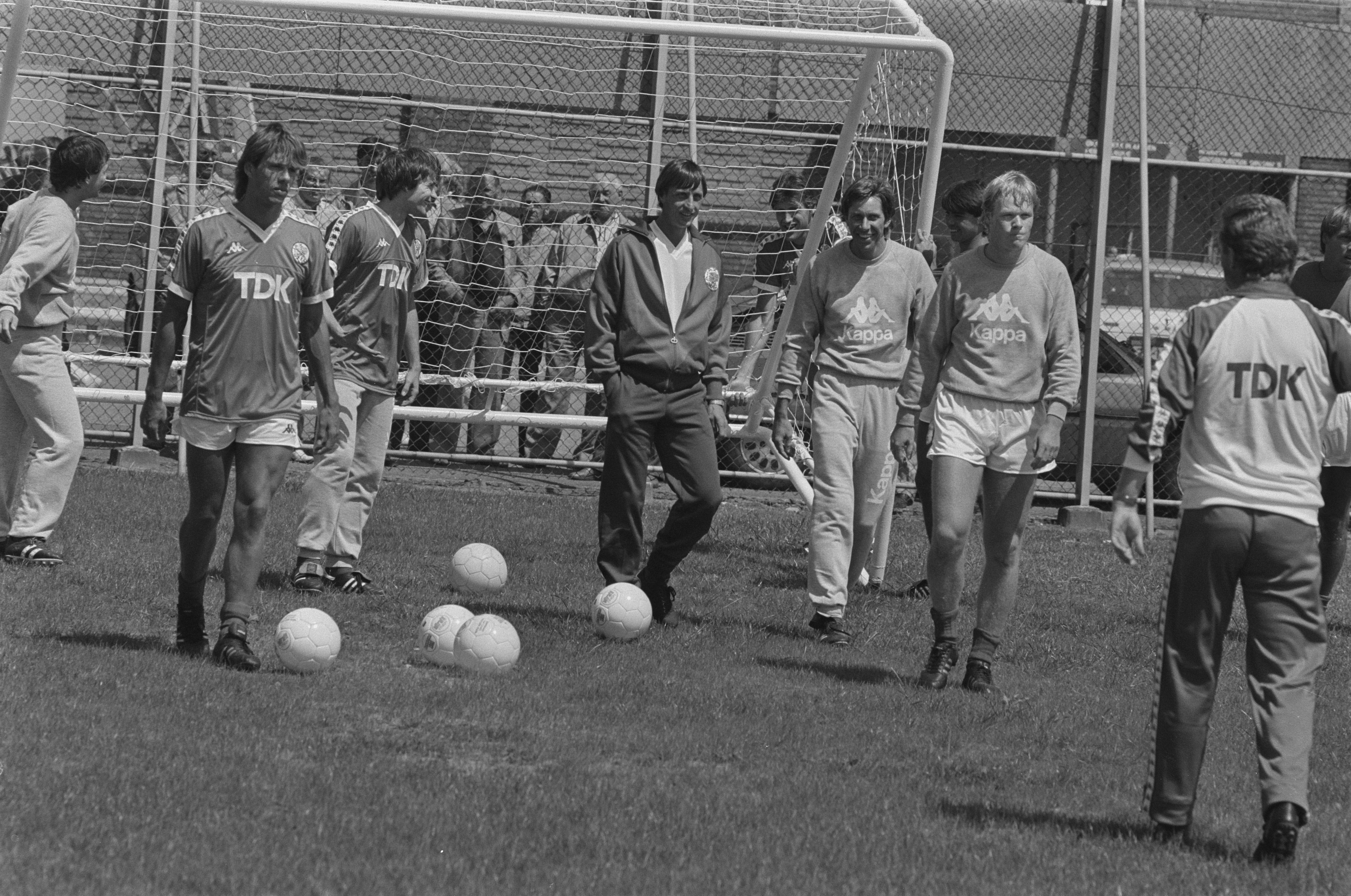
8-7-1985, 1e training Ajax 1985/86, v.l.n.r. Rob de Wit (TDK-shirt), Peter Boeve, coach Johan Cruijff, (Ronald Spelbos), Arnold Mühren, Sonny Silooy, Ronald Koeman, assistent Tonny Bruins Slot, en John van 't Schip.

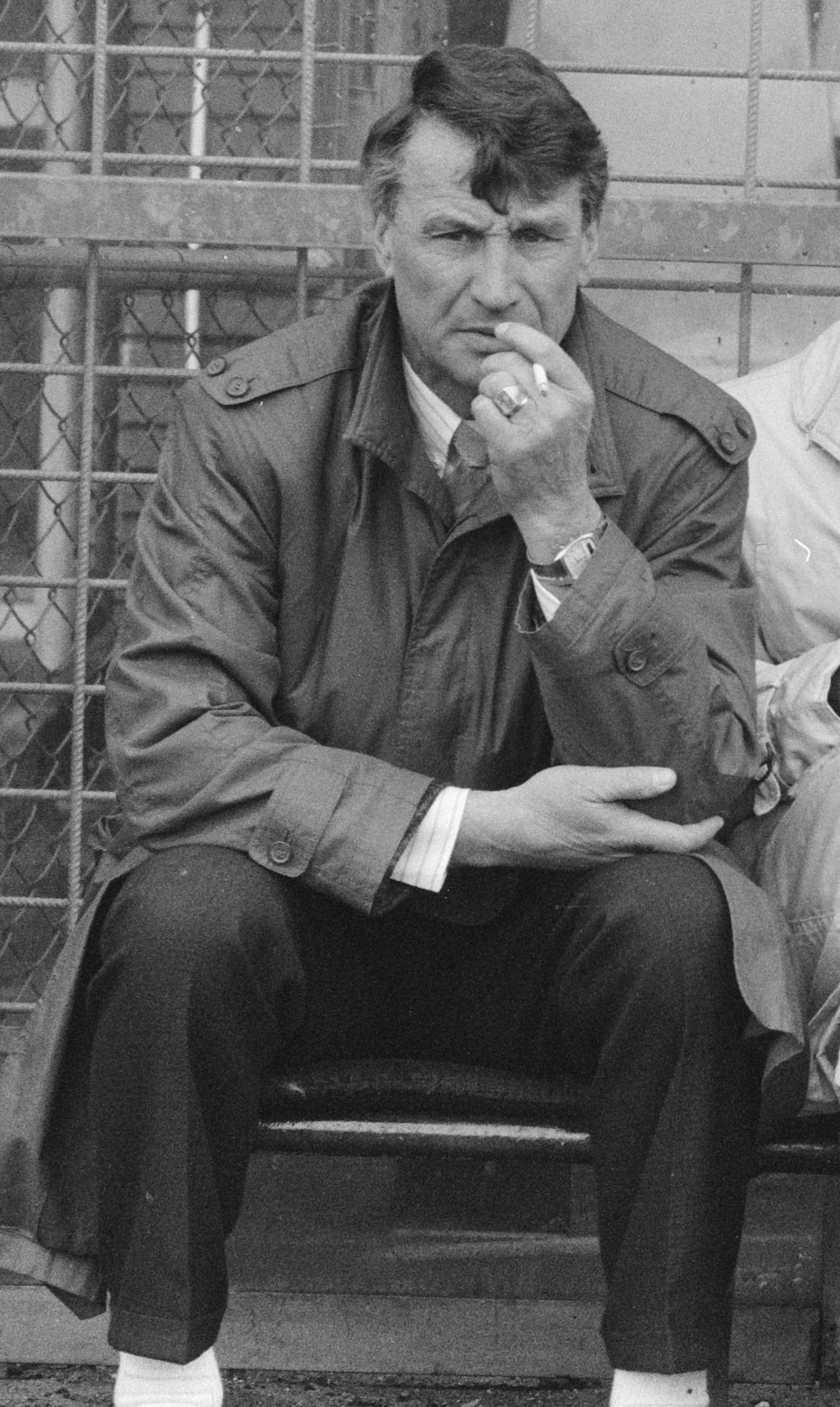
24-1-1988. Ajax-trainer Spitz Kohn, tijdens Ajax-Sparta 4-0. Kohn was als assistent-, interim- en hoofdtrainer ruim 6 jaar bij Ajax werkzaam van lente 1984 tot en met juni 1990.

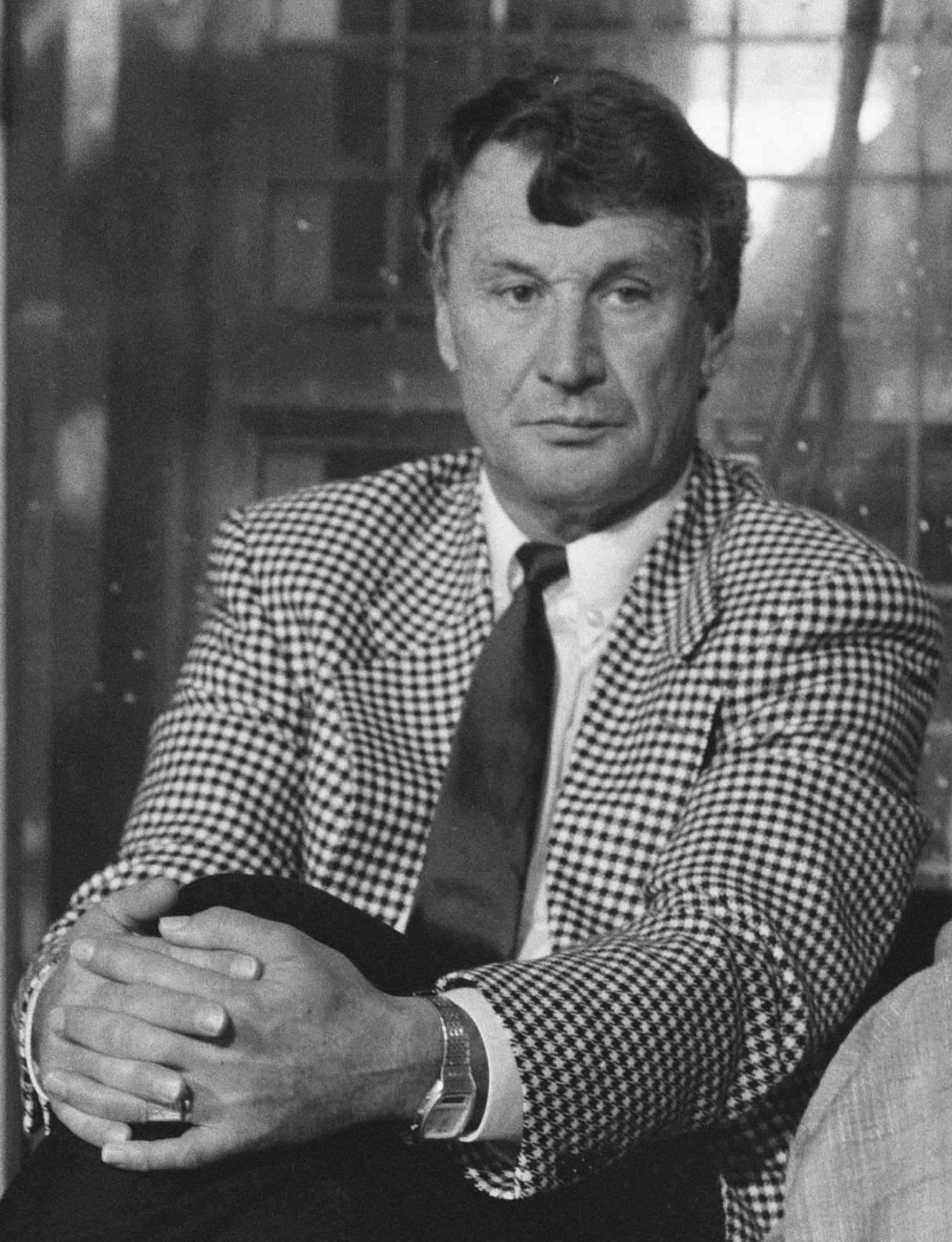
5-10-1988. Ajax-trainer Spitz Kohn tijdens Ajax-Sporting Lissabon 1-2.

Het huishoudboekje werd door het nieuwe bestuur (half 1978-eind 1988) onder leiding van Ton Harmsen en Arie van Eijden tot aanvaardbare proporties teruggebracht. Zo werden tussen half 1980 en half 1983 Ruud Krol, Simon Tahamata, Frank Arnesen, Henning Jensen, Tscheu La Ling, Piet Schrijvers, en Søren Lerby verkocht.
Na het vertrek van Ruud Krol en Simon Tahamata medio 1980 begon Ajax aan het bouwen van een nog jonger team (21-23 jaar gemiddeld) met veel spelers uit de eigen jeugdopleiding, zoals achtereenvolgens Wim Kieft, Frank Rijkaard, Gerald Vanenburg, Sonny Silooy, John van 't Schip, Marco van Basten, John Bosman, Stanley Menzo, Aron Winter, Rob Witschge en Dennis Bergkamp. Ook werden vanaf medio 1979 enkele jonge spelers van elders aangetrokken, zoals onder andere Peter Boeve, Keje Molenaar, Hans Galjé, Jesper Olsen, Jan Mølby, Ronald Koeman, Rob de Wit en Alistair Dick. Voor enige routine zorgden Dick Schoenaker, Wim Jansen, Johan Cruijff, Felix Gasselich, Ronald Spelbos en ten slotte Arnold Mühren. De coaching verzorgden achtereenvolgens Leo Beenhakker, Aad de Mos, Kurt Linder, opnieuw Aad de Mos, de interim-trainers Spitz Kohn, Tonny Bruins Slot en Cor van der Hart, en ten slotte Johan Cruijff.
Johan Cruijff werd door het Ajax-bestuur gestrikt als adviseur (november 1980-februari 1981), toen Ajax bijna halverwege de competitie 1980/81 op de 8e plaats in de middenmoot van de eredivisie stond, en in het Europa Cup I-toernooi al in de 2e ronde uitgeschakeld werd door Bayern Munchen. De verjonging, doorgevoerd door trainer Leo Beenhakker, liep aanvankelijk niet zoals verwacht. Johan Cruijff kreeg Ajax evenwel weer op de rails, na onder meer libero Wim Jansen van de Washington Diplomats eind november 1980 mee te nemen naar Ajax, als opvolger voor de eerder vertrokken libero en aanvoerder Ruud Krol. Op 10 maart 1981 werd Aad de Mos interim-trainer, als opvolger voor de naar Real Zaragoza vertrokken trainer Leo Beenhakker. Ajax eindigde in 1980/81 nog als 2e na 15 zeges in de laatste 18 duels, met grote achterstand op nummer 1, AZ'67. Wel stond Ajax voor het 4e achtereenvolgende seizoen in de KNVB Beker-finale. Van deze 4 bekerfinales sedert 1977/78 zou de finale in het seizoen 1978/79 de enige gewonnen finale blijven. De KNVB Beker-finale in het seizoen 1980/81 werd in Amsterdam met 1-3 van landskampioen en verliezend UEFA Cup-finalist AZ'67 verloren.
In 1981/82 werd Kurt Linder trainer en Aad de Mos zijn assistent; vanaf dit seizoen was Ajax tot en met 1986 zeer succesvol in de competitie. Johan Cruijff keerde op 6 december 1981 terug als speler bij Ajax Amsterdam, tot en met medio 1983.
In de seizoenen 1982/83, 1983/84 en 1984/85 werd Ajax door Aad de Mos gecoacht. Op 6 juni 1985, werd Cruijff aangesteld als technisch directeur. Hij had, na een conflict met Ajax-voorzitter Ton Harmsen in het laatste kwart van de competitie 1982/83, in het seizoen 1983/84 nog voor aartsrivaal Feyenoord gespeeld. Eigenlijk was Cruijff bij Ajax gewoon trainer, maar omdat hij geen diploma had en nog geen dispensatie had gekregen in de seizoenen 1984/85 en 1985/86, noemde de club hem een technisch directeur.
Na 1 seizoen (1983/84) zonder prijzen en ook zonder tweede positie bij de finish in de eredivisie, het KNVB Bekertoernooi en de Europa Cup-toernooien, met de jongste selectie ooit (gemiddeld circa 21 jaar op 18 juli 1983, ten tijde van de perspresentatie 1983/84), stond Ajax in het seizoen 1984/85 29 van de 34 ronden op de eerste plaats in de eredivisie, met een kleine voorsprong op PSV en een ruimere voorsprong op Feyenoord. 4 Ronden stond Ajax tweede achter PSV, 1 ronde vierde. Waren er niet 3 afgelastingen voor Ajax geweest tussen 12 en 30 september 1984 (NAC uit, Fortuna thuis, Den Bosch uit), hetgeen sterke vertekeningen in de ranglijst gaf tussen 23 september en 30 oktober 1984, dan zou Ajax de eerste club sinds de invoering van de eredivisie in het seizoen 1956/57 zijn geweest, die alle 34 ronden de eerste plaats bezette, in dit seizoen 1984/85 (nadien zijn er 2 teams geweest, die wel alle 34 ronden de eerste plaats bezetten: Ajax 1997/1998 en Feyenoord 2016/2017). Ajax werd uiteindelijk landskampioen, na een zeer sterke competitiestart de eerste 16 ronden (2-9-1984 – 9-12-1984), waarin alle wedstrijden werden gewonnen, op 2 gelijke spelen in uitduels na. De eerste 9 ronden, tot en met 13/14 oktober 1984, won Ajax alle 7 gespeelde duels, met nog 2 inhaalduels te goed. De topper tegen Feyenoord werd tweemaal gewonnen. Uit met 1-3 op 25 november 1984, de eerste uitzege na 13 seizoenen. Thuis op 19 mei 1985 met 4-2, waardoor Ajax op de drempel stond het landskampioenschap binnen te halen, daar MVV-PSV op 18 mei 1985 in 1-1 eindigde. Voor het eerst sinds het seizoen 1971/72, won Ajax zowel uit als thuis van Feyenoord. Het vijftigjarig bestaan van stadion De Meer werd op 2 december 1984 gevierd met een 7-0 zege op middenmoter Roda JC. 7 Goals verschil, niet alleen de grootste zege in de 34 eredivisieduels van Ajax in 1984/1985, maar ook de grootste zege in alle 306 duels van alle clubs in de eredivisie in 1984/1985, en tevens de grootste overwinning van Ajax op Roda JC ooit. Desondanks was 1984-1985 een zeer turbulent seizoen voor Ajax, zeker in de tweede competitiehelft. Het seizoen 1984-1985 begon al wat onrustig en onzeker in juli 1984 toen de geroutineerde 33-jarige libero en Belgisch veelvuldig international Walter Meeuws op 30 juli 1984 definitief zijn handtekening onder een contract zette, terwijl tegelijkertijd er een fotosessie was van de selectie van Ajax op het speelveld buiten. Centrumverdediger Meeuws was eigenlijk al op 30 april 1984 gecontracteerd, op voorwaarde dat hij niet zou worden geschorst voor zijn rol in de omkoop-affaire bij het Belgische Standard Luik in het seizoen 1981-1982. Ajax had ook al een andere geroutineerde centrumverdediger gecontracteerd, de 30-jarige ex-AZ-speler, international en voorstopper Ronald Spelbos. Er waren eerder op deze dagen, 29 en 30 juli 1984, al fotosessies tijdens de perspresentatie voor het nieuwe seizoen 1984/85 gemaakt met Jan Mølby maar zonder Meeuws, later op 30 juli 1984 werd er een fotosessie met zowel Mölby als Meeuws gemaakt. Uiteindelijk werd Meeuws tóch geschorst, en wel voor een half jaar, de hele tweede helft van 1984, de hele eerste competitiehelft van het seizoen 1984-1985; pas vanaf 3 januari 1985 was Meeuws speelgerechtigd. De jonge, talentvolle centrumverdediger Mölby, die ook veelvuldig als middenvelder werd ingezet en zeker niet alleen als libero of voorstopper kon spelen, trainde en speelde in de voorbereiding op het seizoen 1984-1985 in juli en augustus 1984 nog mee met Ajax. Ondanks al het hiervoor genoemde werd Mölby door Ajax-trainer Aad de Mos op 22 augustus 1984 verkocht aan het Engelse Liverpool. Mölby vertrok op 25 augustus 1984 en maakte op 26 augustus 1984 zijn debuut bij Liverpool, 1 week vóór de start van de Nederlandse Eredivisie. Trainer Aad de Mos kenmerkte zich vooral dit seizoen door openlijk spelers onder druk te zetten en af te vallen. Ook stelde De Mos op 7 november 1984 na afloop van de uitschakeling in Tsjechoslowakije tegen Bohemians Praag, dat Frank Rijkaard, Gerald Vanenburg en Marco van Basten door de mand waren gevallen, en spelers waren waarmee je de oorlog niet kon winnen. Aad de Mos en Gerald Vanenburg kwamen vlak na de wedstrijd tot een botsing. Vanenburg pikte het niet om als nieuwe zondebok aangewezen te worden voor slechte resultaten, iets wat De Mos in zijn ogen al eerder had gedaan met Jan Mølby, Keje Molenaar, Winston Haatrecht en Hans Galjé in de slotfase van het vorige seizoen 1983/84 (Eindstand bovenste 3 clubs van de 18 in de Eredivisie 1983/84, na 34 ronden: 1. Feyenoord 57 punten, doelsaldo +65 (96-31), 2. PSV 52 punten, doelsaldo +56 (88-32), 3. Ajax 51 punten, doelsaldo +54 (100-46). Hoogtepunt van het seizoen 1983/84 was de historische overwinning op 18 september 1983 in ronde 7, thuis tegen Feyenoord, met 6 goals verschil (8-2). Marco van Basten (3x), Jesper Olsen (2x), Peter Boeve (1x), Keje Molenaar (1x) en Ronald Koeman (1x; penalty) scoorden voor Ajax, Peter Houtman (1x) en Henk Duut (1x) voor Feyenoord. De Ajacieden Jesper Olsen, Marco van Basten en Edo Ophof waren de uitblinkers; volgens Rinus Michels ook Ajacied Ronald Koeman. Op 21 april 1984 eindigde ook de topper Ajax-PSV in een overwinning, zij het een kleine, 1-0, met doelman Stanley Menzo in zijn tweede duel als held. Ondanks het feit dat Ajax op 25 februari 1984 nog de eerste plaats op de ranglijst bezette en Ajax tot en met 10 maart 1984 – soms afgewisseld door PSV – het beste doelsaldo in de eredivisie had, verspeelde Ajax uiteindelijk het landskampioenschap aan Feyenoord, door 3 zwakke reeksen: 24/9/1983-16/10/1983 (3 duels, 0 zeges, 2 x gelijk, 1 x verloren, doelsaldo -3, met name de 3-0 uitnederlaag op 16/10/1983 tegen FC Den Bosch, dat onderaan in de middenmoot stond, was onnodig); 26/2/1984-18/3/1984 (3 duels, 0 zeges, 1 x gelijk, 2 x verlies, doelsaldo -6); 15/4/1984-6/5/1984 (5 duels, 2 zeges, 2 x gelijk, 1 x verlies, doelsaldo +2). Daar kon het laatste duel, Ajax-DS'79 7-2 op de laatste speeldag, 13-5-1984, geen verandering meer in brengen. Doelman Hans Galjé werd in de laatste 7 wedstrijden in de eredivisie, tussen 8 april en 13 mei 1984, vervangen door Sjaak Storm (1 wedstrijd) en vervolgens door Stanley Menzo.  Jan Mølby en Keje Molenaar mochten niet mee op trip naar Canada eind mei 1984, hun tassen waren niet klaargezet. Molenaar vertrok vervolgens na 4 jaar voor Ajax te hebben gespeeld per 1 juli 1984 naar FC Volendam, uit onvrede met zijn rol als 13de speler (Jan Molby was de 12de). Winston Haatrecht werd in het hele seizoen 1984/85 uitgeleend aan Willem II in Tilburg, hem werd de 0-3 thuisnederlaag tegen Haarlem op 18 maart 1984 deels in de schoenen geschoven, hij werd in de 2de helft als libero vervangen door Molby.). Weer maakte Aad de Mos via de pers enkele keren verwijten naar een speler, wat niet werd gepikt. Marco van Basten haalde in de pers hard uit naar Aad de Mos. Op 6 mei 1985 werd De Mos na diverse conflicten met spelers ontslagen, daags na een 1-0 nederlaag in Haarlem. Het merendeel van de spelersgroep stemde tegen een langer aanblijven van De Mos, die Marco van Basten en John van 't Schip tegen Haarlem buiten de ploeg had gelaten. De voormalig assistenten Spitz Kohn en Tonny Bruins Slot werden interim-trainers, en Cor van der Hart werd aan de technische staf toegevoegd, zodat een trio ontstond. Tonny Bruins Slot werd interim-hoofdtrainer. Voorgenoemd trio coachte Ajax in de laatste 5 duels naar het kampioenschap van de Eredivisie. Op 6 juni 1985 werd Cruijff aangesteld als technisch directeur.
Tijdens de periode tussen 1980/81 en 1986/87 werd drie keer het kampioenschap (1981/82, 1982/83, 1984/85) en drie keer de KNVB Beker (1982/83, 1985/86, 1986/87) gewonnen. Ook won Ajax het nationale zaalvoetbaltoernooi in 1984/1985 in Rotterdam Ahoy, gehouden eind december 1984, Ajax had alle 9 wedstrijden gewonnen. Gerald Vanenburg werd tot beste speler van het toernooi uitgeroepen. Danny Blind, toen nog bij Sparta, was topscorer van het toernooi. Ajax had 1 jaar eerder, eind december 1983, ook al deelgenomen aan een zaalvoetbaltoernooi in sporthal Amsterdam-Zuid (uitslagen: Ajax-All Stars 11-1, Ajax-PEC Zwolle 13-2, Ajax-Nederland 6-5, Ajax-Haarlem 3-6. Uitblinkers: Gerald Vanenburg, Winston Haatrecht (beiden Ajax). Topscorer toernooi: Piet Keur (Haarlem)). Ajax was tijdens de periode 1981/82-1985/86 de meest trefzekere club van Europa (Wales buiten beschouwing gelaten), want in vijf seizoenen werd er 536 keer gescoord in de competitie; het totale doelsaldo in de competitie bedroeg in deze periode +326 (536-210), gemiddeld was dit +65 (107-42) per seizoen (beste seizoen: het 1e seizoen dat Ajax werd getraind door Johan Cruijff: 1985/86: +85 (120-35)). In het seizoen 1986/87 waren PSV (99 goals) en Rapid Wien (94 goals) (alsmede de bovenste 8 van de 18 clubs in Wales, met 183 tot 94 goals) schotvaardiger in de nationale competities dan Ajax (92 goals). 
In de 6 seizoenen 1980/81 tot en met 1985/86 struikelde Ajax evenwel 4 maal in de 1e ronde en 2 keer in de 2e ronde in de diverse Europacup-toernooien. Europees gezien was het enige hoogtepunt de 14-0 thuiszege tegen het Luxemburgse Red Boys Differdange in de returnwedstrijd van de 1e ronde van het Europa Cup III-toernooi in het seizoen 1984/85, op 3 oktober 1984. Het was de grootste zege van een Nederlandse club ooit in een Europacup-toernooi. Evenaring van het Europese record, 15 goals verschil, werd net gemist (Sporting Lissabon-APOEL Nicosia 16-1, seizoen 1963/64). Voor Ajax scoorden Marco van Basten (5x), Ronald Koeman (3x), John Bosman (2x), Ronald Spelbos (1x; penalty), Frank Rijkaard (1x), Gerald Vanenburg (1x) en aanvoerder Dick Schoenaker (1x). Linkerspits Rob de Wit ontbrak dit duel.
Marco van Basten werd op de 34e en laatste speeldag van het seizoen 1983/84, op zondagmiddag 13 mei 1984, voor de eerste keer in zijn carrière topscorer in de eredivisie, door in het duel Ajax-DS'79 (7-2) maar liefst 5 keer te scoren, waarmee zijn seizoentotaal op 28 treffers in 26 duels kwam, waarmee hij tevens op 1 na beste schutter in Europa werd en de Zilveren Schoen 1983/84 won. 8 Duels moest van Basten missen, wegens de ziekte van Pfeiffer in de periode oktober 1983 tot en met januari/februari 1984. Van Basten werd ook in de 3 hierop volgende seizoenen 1984/85, 1985/86 en 1986/87 topscorer in de Eredivisie met 22, 37 en 31 goals, in totaal 118 goals. Alleen Ruud Geels heeft een vergelijkbare prestatie geleverd bij Ajax, door ook 4 maal op rij topscorer in de Eredivisie te worden, in de seizoenen 1974/75 tot en met 1977/78. Geels scoorde toen 123 maal in 4 seizoenen (30, 29, 34 en 30 goals). Ook Felix Gasselich was in het seizoen 1983/84 een periode uitgeschakeld door de ziekte van Pfeiffer, van oktober 1983 tot en met december 1983.
In het seizoen 1985/86 haalde Ajax in de eredivisie een doelsaldo van +85 (120-35), het op een na beste resultaat van een club in de Eredivisie tot dan toe; alleen het Ajax van het seizoen 1966/67 presteerde nog beter: een doelsaldo van +88 (122-34). Tevens werd in het begin van het seizoen in augustus 1985 het Amsterdam-710-toernooi gewonnen, met zeer spectaculair spel, met in de hoofdrol onder meer Rob de Wit. Verona (Italië) werd met 2-0 verslagen, gevolgd door een 4-1 zege tegen Atletico Mineiro (Brazilië).
Aanvallende middenvelder Frank Arnesen verbleef van november 1975 tot en met juni 1981 bij Ajax, en was in zijn laatste seizoen 1980/81 bij Ajax, aanvoerder. In juli 1981 vertrok hij naar Valencia, waar hij twee jaar, tot en met juni 1983 zou spelen. Hij heeft nadien nog vijfmaal in de belangstelling gestaan bij Ajax, tweemaal als speler, en driemaal als technisch directeur. In juni 1983 stond Arnesen in de belangstelling van zijn voormalige werkgever Ajax, na het vertrek van de toenmalige middenvelders en routiniers Johan Cruijff en Søren Lerby, de boezemvriend van Arnesen sinds 1973. De aankoop van Arnesen hebben het Ajax-bestuur en Ajax-trainer Aad de Mos toen evenwel niet aangedurfd, vanwege Arnesens toenmalige medische problemen door veel blessureleed bij Valencia in de seizoenen 1981/82 en 1982/83. Ook zou de door Valencia verlangde transfersom te hoog zijn geweest. Uiteindelijk verhuisde Arnesen naar RSC Anderlecht in Brussel. Supertechnicus Felix Gasselich, overgekomen van Austria Wien, werd uiteindelijk de nieuwe veelscorende routinier bij Ajax, links op het middenveld. In de tweede helft van oktober 1985 leek er wederom sprake te zijn van een terugkeer van Arnesen als speler bij Ajax, na een blessuregolf bij Ajax. Arnesen was in het seizoen 1985/86 gedegradeerd tot wisselspeler bij Anderlecht, en vreesde niet geselecteerd te worden voor het nationale team van Denemarken, dat op het WK 1986 in juni in Mexico zou spelen. Op 28 oktober 1985 was er een akkoord tussen Arnesen en Ajax (o.a. Leidse Courant, 29 oktober 1985, pagina 9; Ajax wilde Arnesen huren), maar doordat Anderlecht daarna ook met een blessure in hun selectie te maken kreeg, wilden ze geen afstand meer doen van Arnesen. Arnesen maakte tegelijk weer een topindruk wanneer hij speelde, en zijn terugkeer bij Ajax, ruim vier jaar na zijn vertrek half 1981, leek van de baan. Even later mocht Arnesen toch alsnog weg, maar toen sloeg PSV eind november 1985 snel toe, nog voor Ajax (Arnesen: 'Ik kan er ook niets aan doen, dat PSV sneller handelt dan Ajax.'). Het mislopen van Arnesen was deels ook het gevolg van een hoger gerezen transfersom, en van financiële beperkingen bij Ajax, Ajax was slechts in staat Arnesen te huren, niet te kopen. Arnesen ging per 1 december 1985 voor PSV spelen. In 2003 en begin 2011 stond Arnesen opnieuw in de belangstelling van Ajax, nu voor de functie van technisch directeur. In 2003 kon hij evenwel niet weg bij PSV, en begin 2011 koos hij, ondanks aanvankelijk een terugkeer bij Ajax niet uit te sluiten, uiteindelijk voor Hamburger SV. Ook in februari en maart 2022, na het vertrek van technisch directeur Marc Overmars bij Ajax, leek er interesse van de zijde van het management van Ajax te zijn voor een terugkeer van Arnesen, en ook Arnesen zelf leek wel oren te hebben naar een terugkeer bij zijn eerste topclub in Amsterdam, maar daarna is niets meer in de pers vernomen.

### Terug naar de Europese top: 2 Europa Cup II-finales (1986-1988)

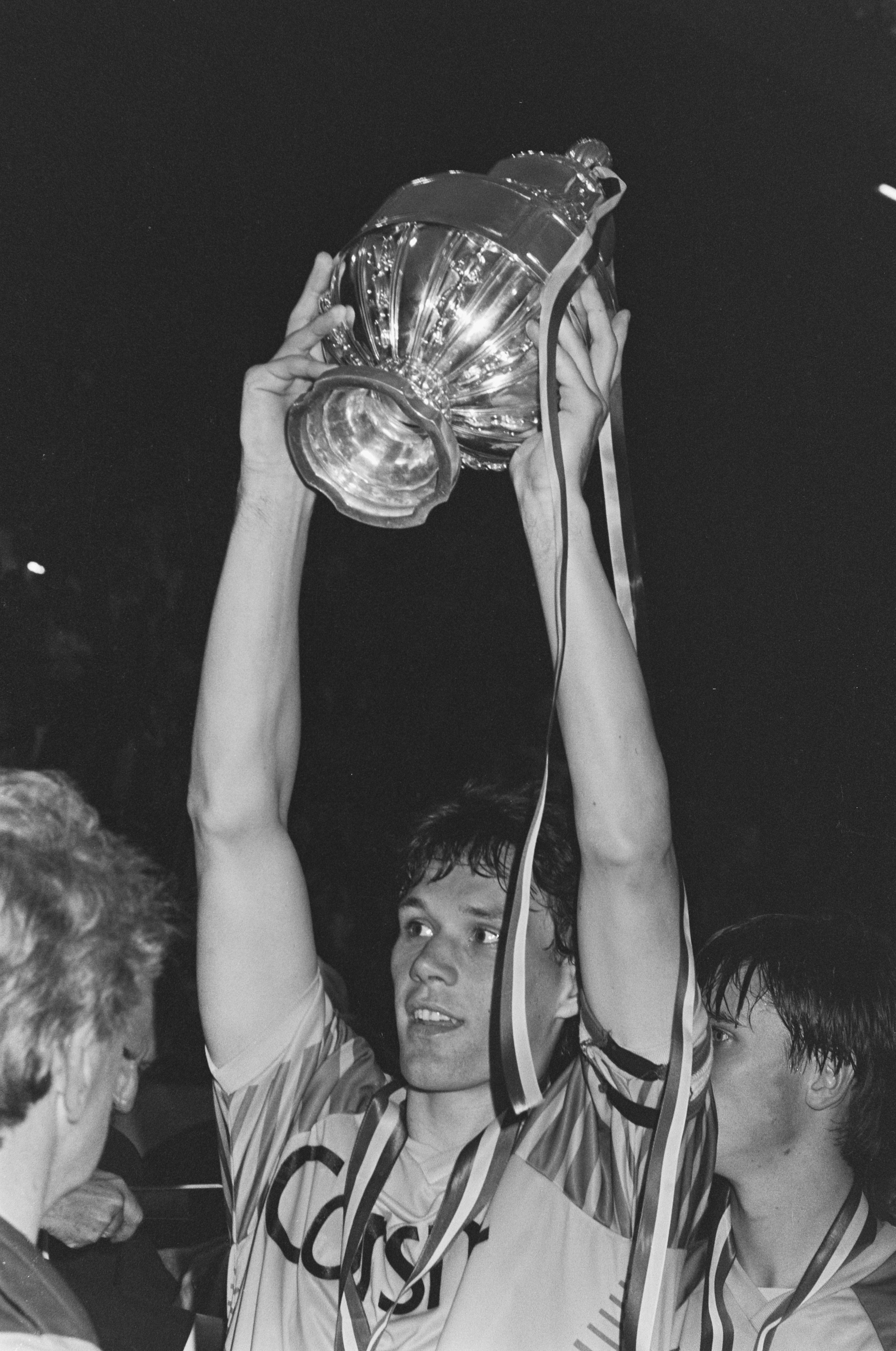
Van Basten met KNVB Beker na finale FC Den Haag-Ajax 2-4, 5 juni 1987, rechts John Bosman. Afsluiting van een succesvolle 6-jarige periode van Ajax (15-8-1981 – 5-6-1987).

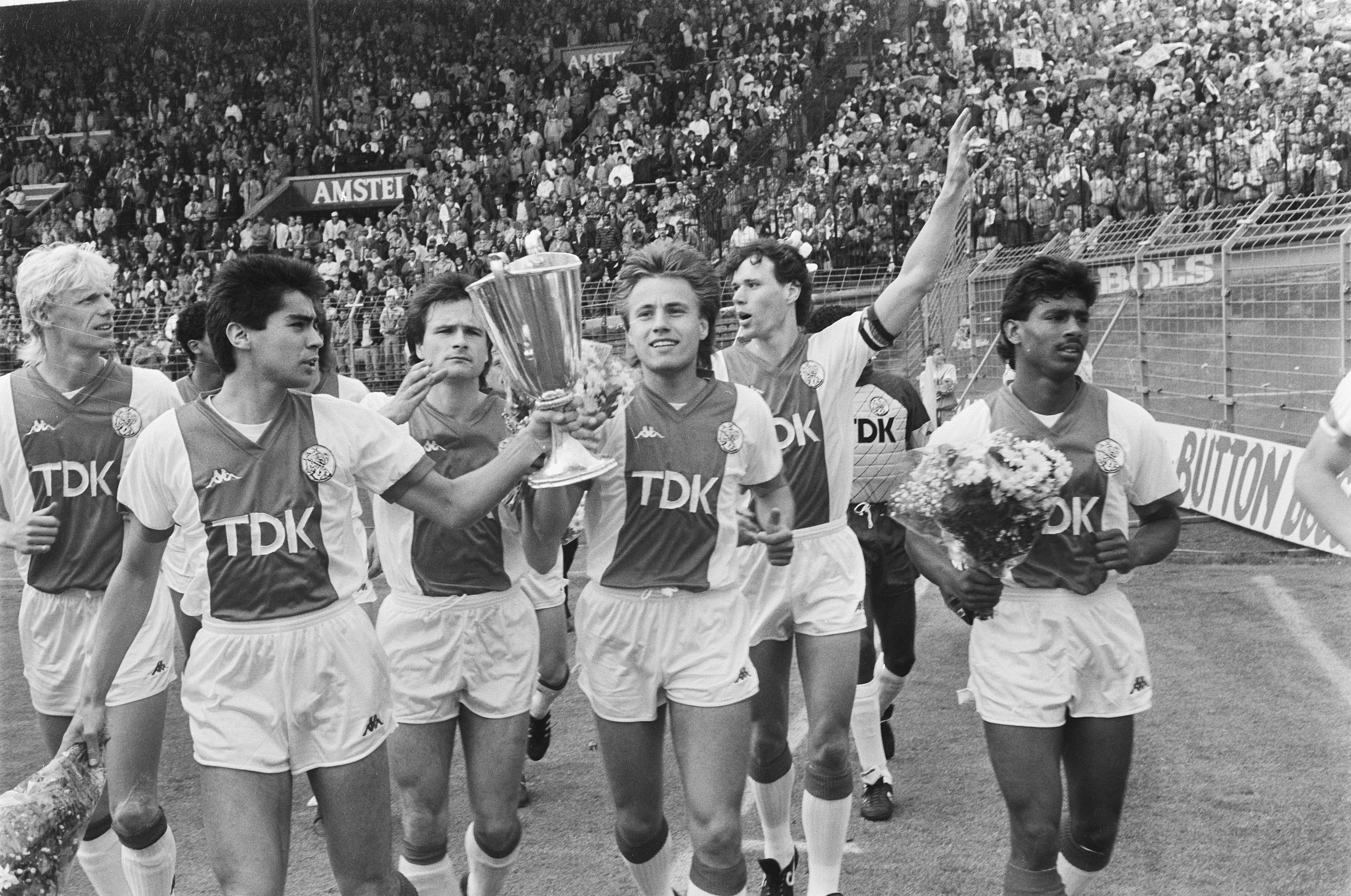
Half mei 1987, Amsterdam-Zuid, Olympisch Stadion. Ereronde Ajax met Europa Cup II (Cup winners' Cup). Van links naar rechts: Arnold Scholten, (Frank Rijkaard), Sonny Silooy, Peter Boeve, Rob Witschge, aanvoerder Marco van Basten, (doelman Stanley Menzo) en Aron Winter.

In 1986/87, won Ajax voor het eerst in veertien jaar weer eens een Europese hoofdprijs, ondanks het vertrek van Gerald Vanenburg en Ronald Koeman half 1986 naar PSV, en het wegvallen van linkerspits Rob de Wit door een hersenbloeding. Onder leiding van Cruijff werd Lokomotiv Leipzig in de finale van de Europa Cup II op 13 mei 1987 met 1-0 geklopt, met dank aan onder andere drie aankopen van Johan Cruijff: Danny Blind, Jan Wouters en Arnold Scholten. Zij moesten Ronald Koeman en Gerald Vanenburg vervangen, die half 1986 naar landskampioen PSV waren vertrokken. Ook linkerspits Rob Witschge, middenvelder Aron Winter, (centrum)verdediger Frank Verlaat en rechterspits Dennis Bergkamp waren nieuwkomers, doorgebroken uit eigen jeugd. Rob Witschge en de aangekochte Schot Alistair Dick vervingen Rob de Wit als linkerspits. Eerder in het toernooi had Ajax vanaf september 1986 achtereenvolgens Bursaspor (0-2 zege uit, 5-0 zege thuis), Olympiakos Piraeus (4-0 zege thuis, 1-1 uit), Malmö FF (1-0 nederlaag uit, 3-1 zege thuis) en Real Zaragoza (2-3 zege uit, 3-0 zege thuis) uitgeschakeld.
In 1987/88 bereikte Ajax wederom de finale van het Europa Cup II-toernooi, maar ditmaal werd met 1-0 van KV Mechelen verloren, dat getraind werd door voormalig Ajax-trainer Aad de Mos.

### Zwarte periode: Zwartgeldaffaire en staafincident (1987-1991)

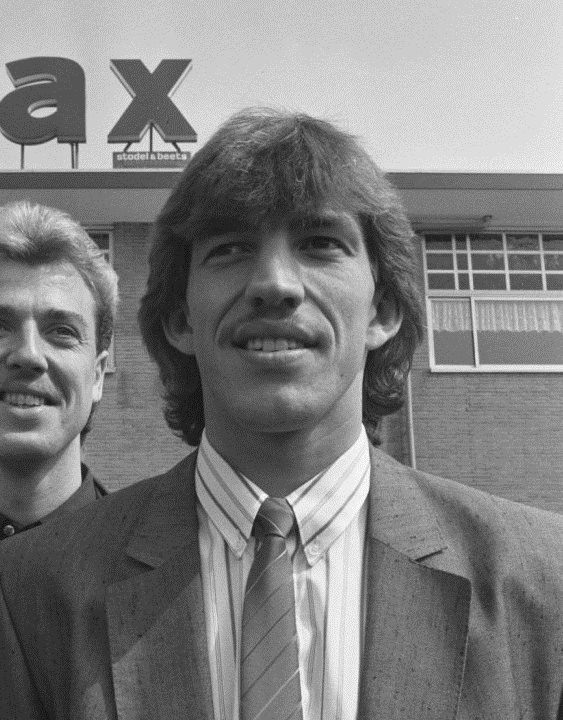
Ron Willems, half 1988.

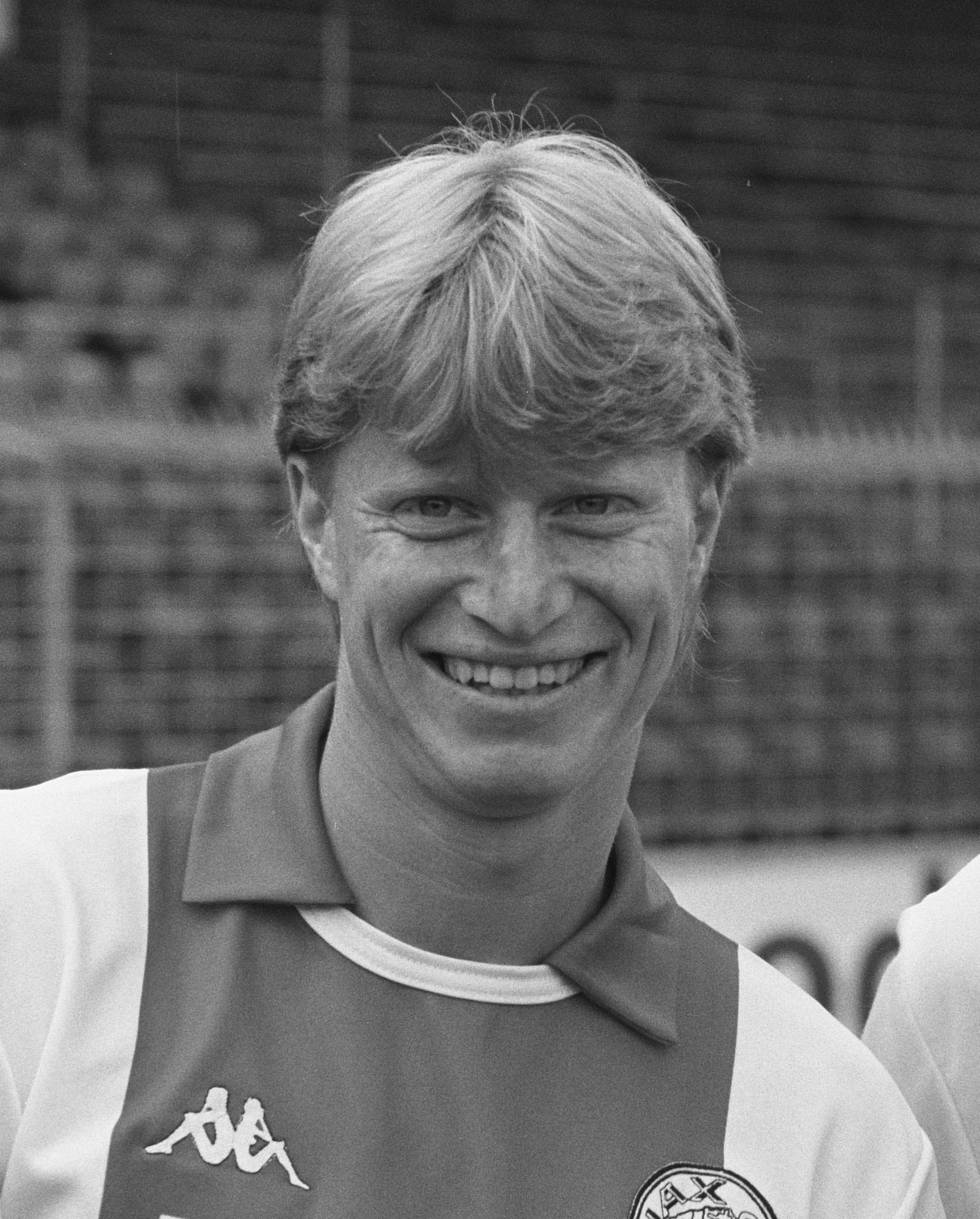
Stefan Pettersson, 18-7-1988.

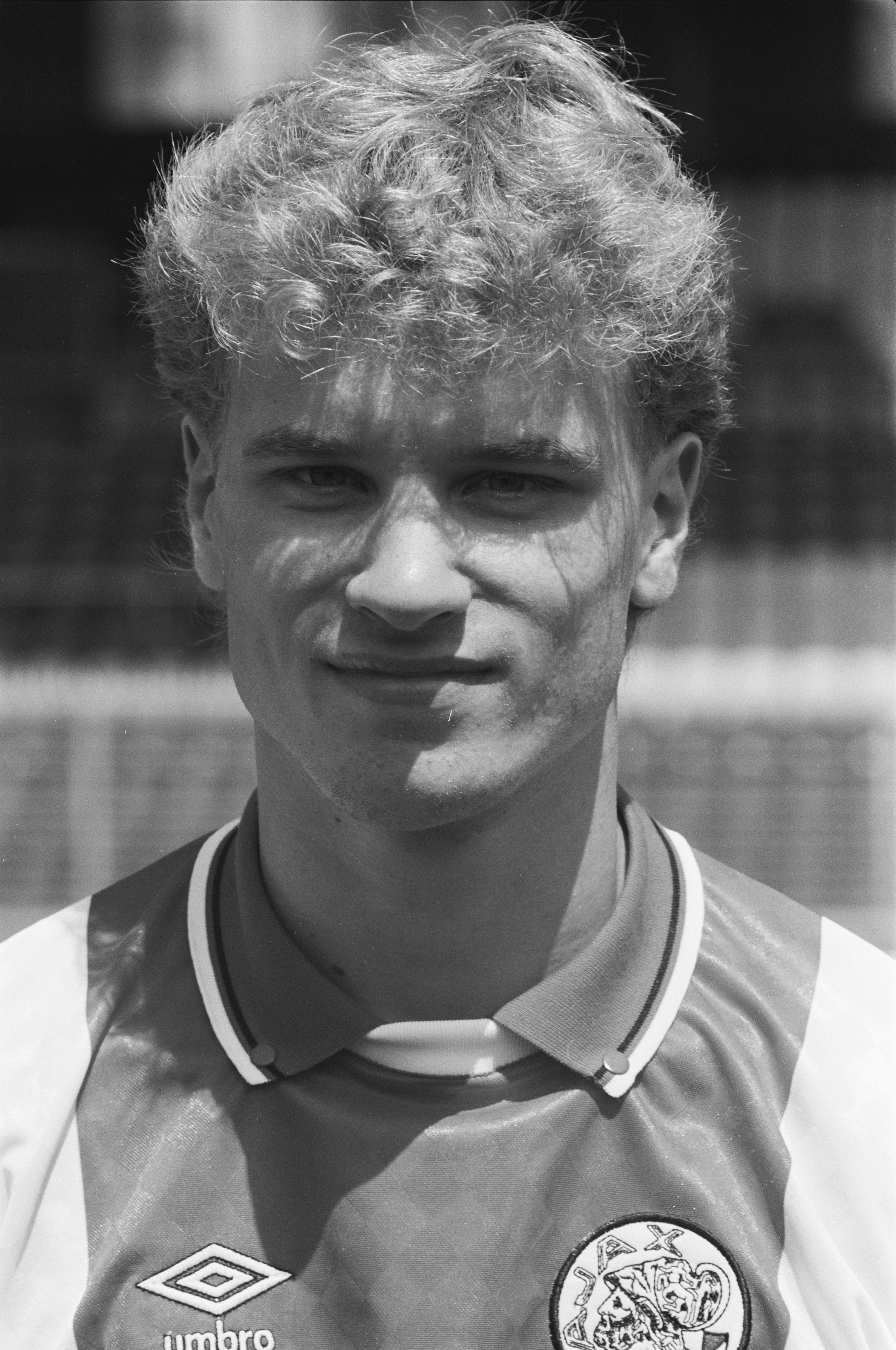
Dennis Bergkamp, 3-7-1989, begin vierde seizoen Ajax.

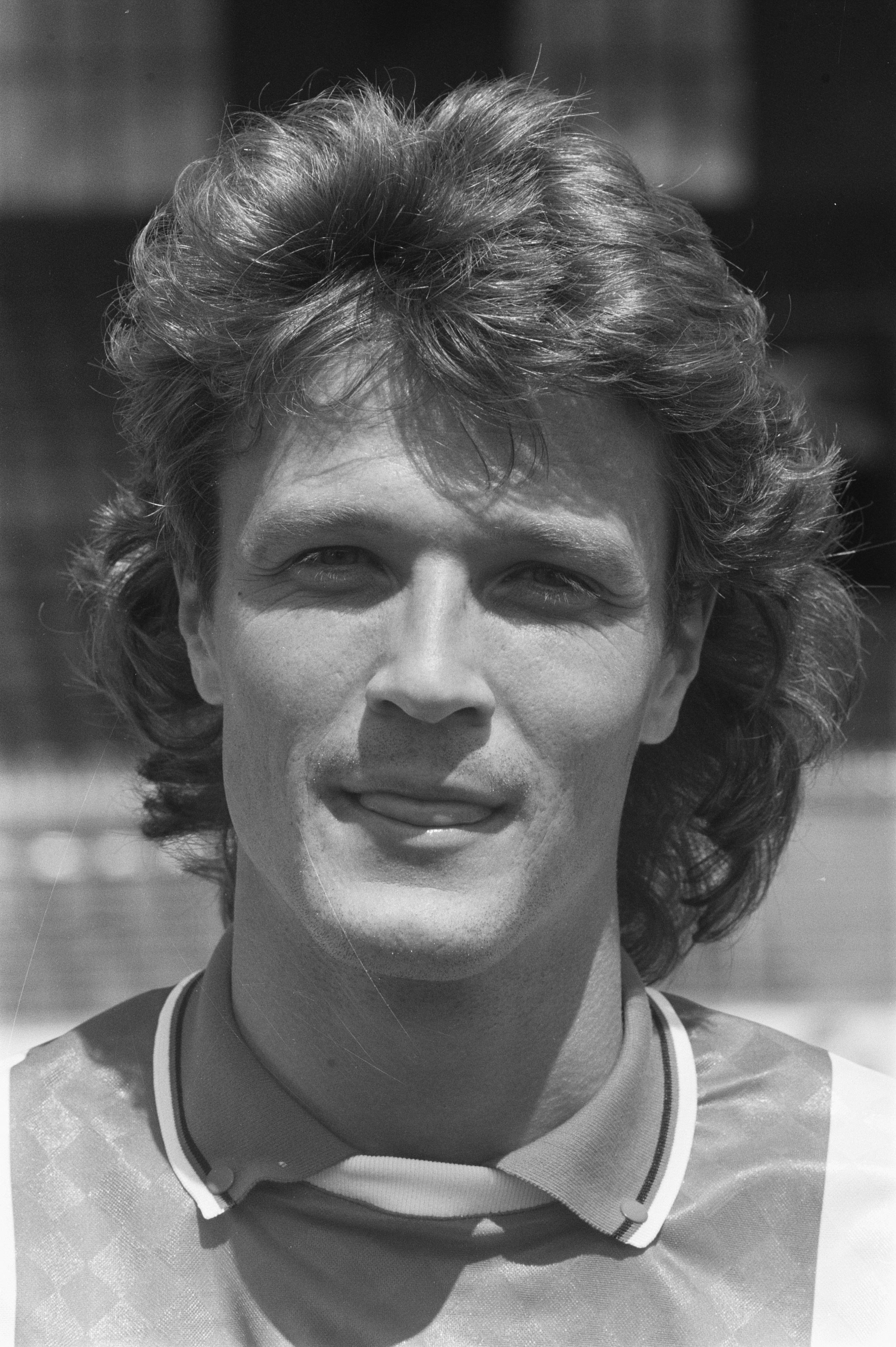
Mark Verkuijl, 3-7-1989.

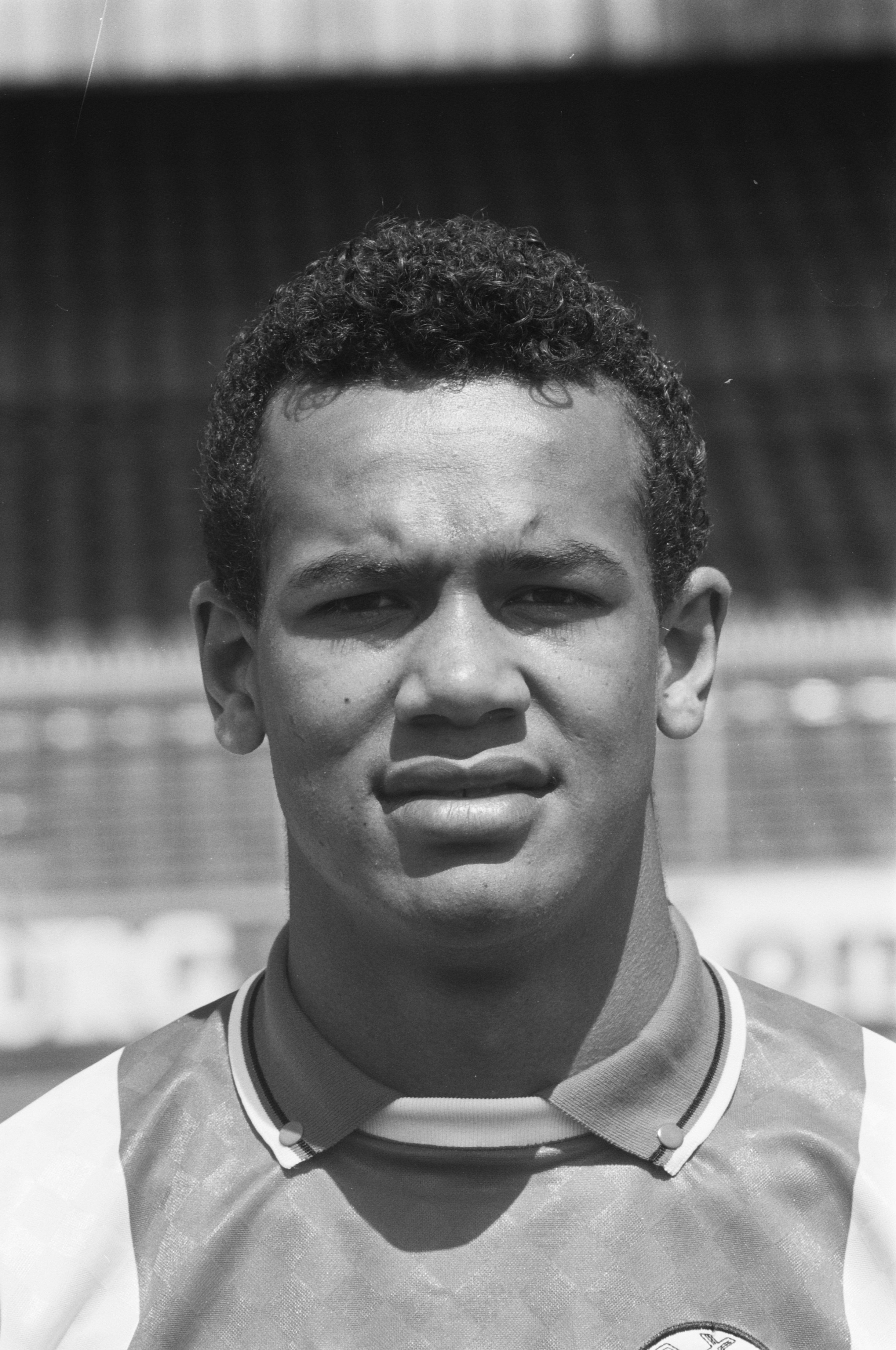
Marciano Vink, 3-7-1989.

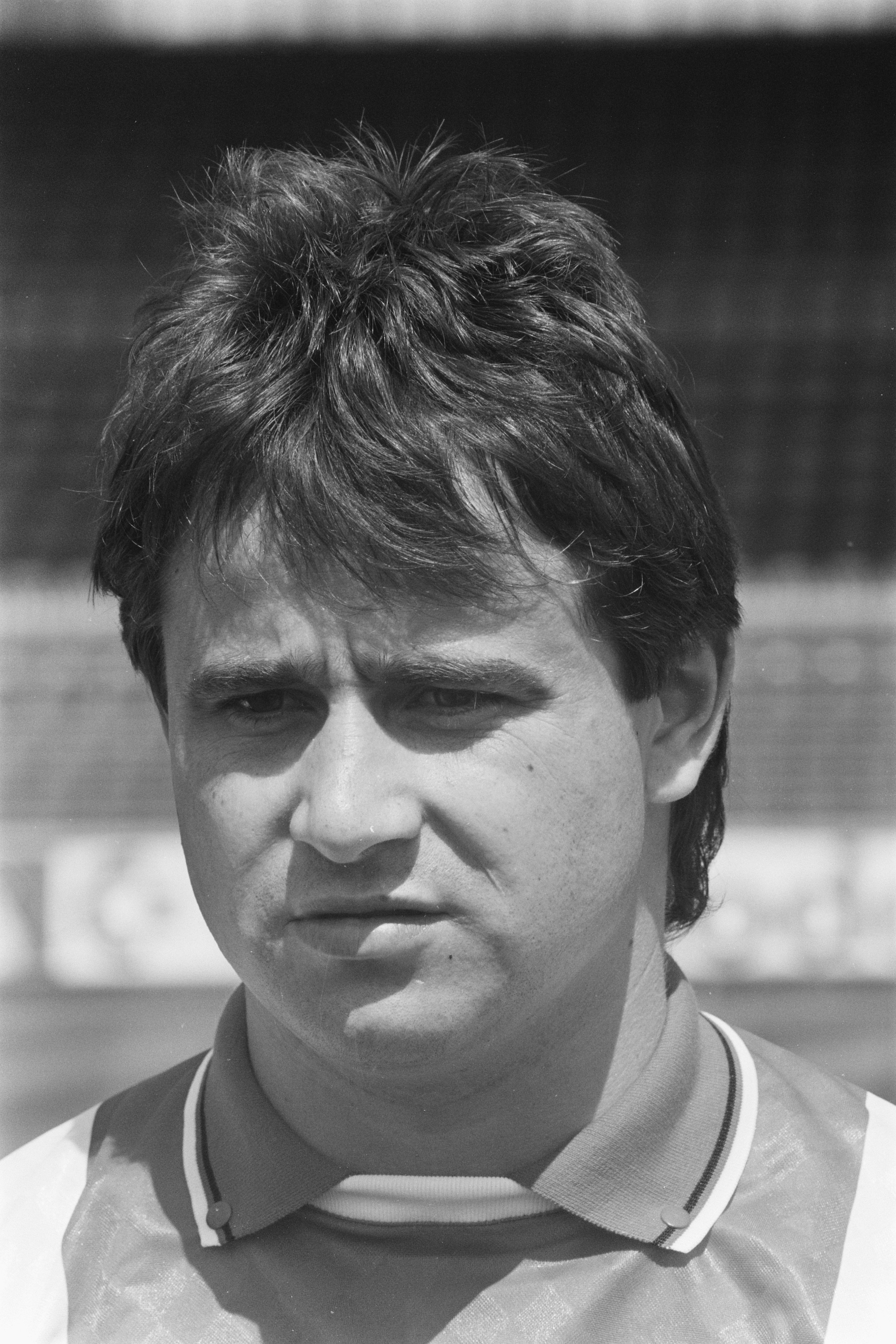
Pál Fischer, 3-7-1989.

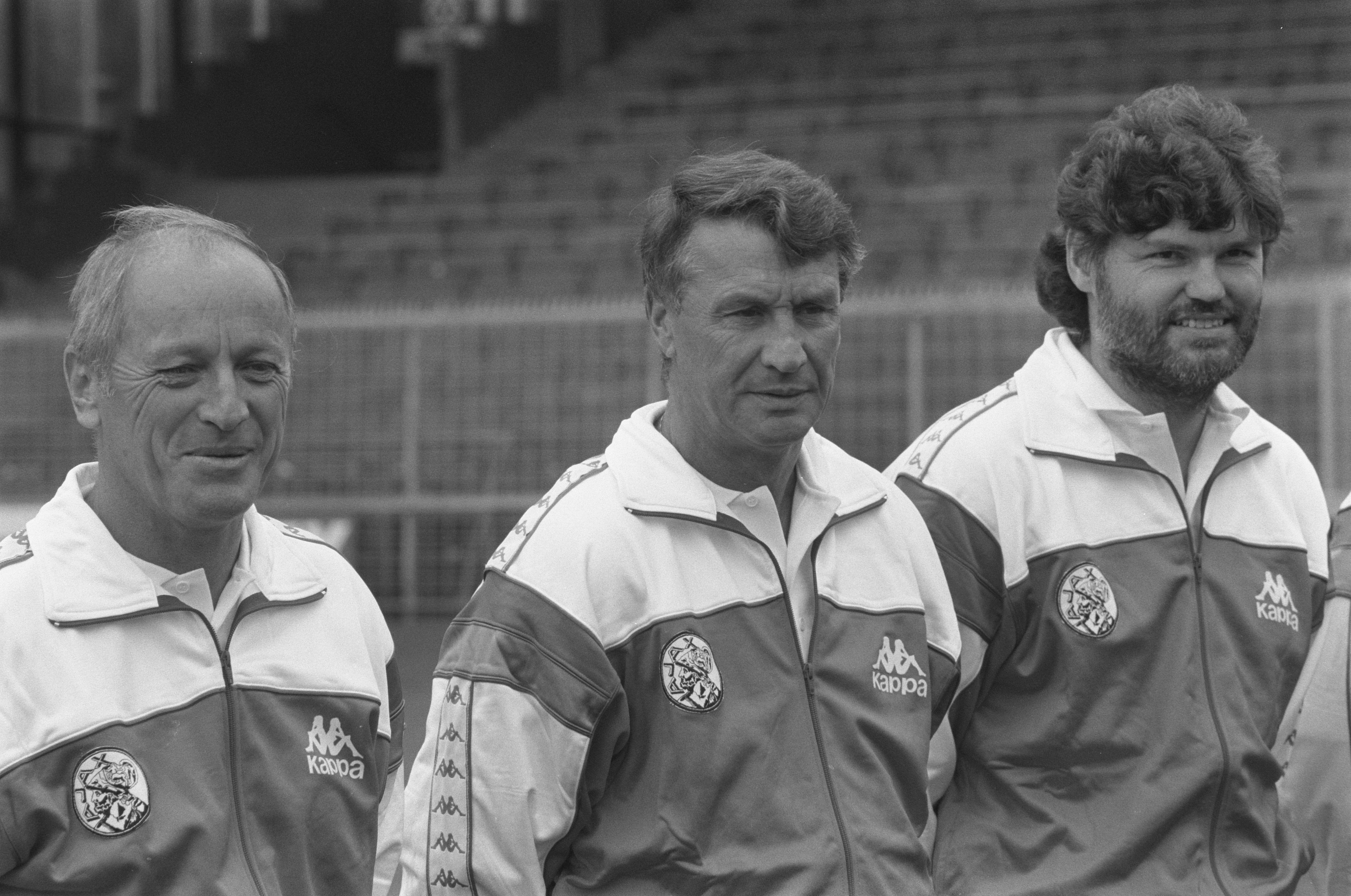
Ajax-trainerstrio: Kurt Linder, Spitz Kohn en Barry Hulshoff. 18-7-1988, persdag Ajax.

Eind jaren tachtig brak er weer een wat mindere periode aan voor Ajax, die ingeleid werd door het vertrek van sterspeler en topscorer Van Basten naar AC Milan, medio 1987. Ook Silooy en vervolgens Rijkaard, verlieten Ajax. PSV, met de oud-Ajacieden Arnesen, Lerby, Kieft, Vanenburg en Ronald Koeman in de gelederen, nam vanaf het seizoen 1987/88 definitief de macht over. Weliswaar eindigde Ajax in het seizoen 1987/88 nog als 2e, met 50 punten en een doelsaldo van +38 (78-40), maar het klassenverschil met PSV, dat met 59 punten en een doelsaldo van maar liefst +89 (117-28) landskampioen werd, was gigantisch, 51 doelsaldo-eenheden (heel anders dan in het seizoen 1983/84, toen Ajax ondanks slechts een derde plaats, de sportieve schade veel beperkter hield en pas op driekwart van de competitie op 11 en 18 maart 1984 qua punten enigszins afhaakte in de race om de eerste plaats, en ook aan het slot half mei 1984, niet meer dan 11 doelsaldo-eenheden achterstond op kampioen Feyenoord, +54 tegen +65, en 2 doelsaldo-eenheden achterstond op nummer 2, PSV, +54 versus +56.)! Half 1987 voegden zich Henny Meijer, Lloyd Doesburg, Richard Witschge en Bryan Roy zich bij de selectie, eind 1987 kwamen daar nog Frank de Boer en Peter Larsson bij. Half 1988 waren Ron Willems, Wim Jonk, Mark Verkuijl, Stefan Pettersson, Marciano Vink en Ronald de Boer nieuwkomers. Nadat Ajax in 1988/89 na zes wedstrijden veertiende stond, trokken de trainer Kurt Linder en het bestuur hun consequenties en stelden hun positie ter beschikking. Trainer Kurt Linder nam op 20 september 1988 ontslag.
Niet alleen sportief ging het bergafwaarts, er waren nog veel serieuzere problemen. Het staafincident tijdens een UEFA Cup-wedstrijd tegen Austria Wien in september 1989 leidde tot een seizoen (1990/91) uitsluiting uit Europese toernooien. Dit volgde vlak na een zwartgeldaffaire, waarbij 9 ex-spelers uit de periode 1976-1988 betrokken zouden zijn geweest en waarvoor de FIOD eind september 1988 reeds een inval had gedaan. Deze combinatie leidde bijna tot de ondergang van de club. Sinds het seizoen 1966/67 tot en met het huidige seizoen 2023/24, is het seizoen 1990/91 het enige seizoen geweest, waarin Ajax geen Europees voetbal heeft gespeeld.
Sportief gezien begon het weer beter met de club te gaan toen Spitz Kohn op 8 oktober 1988 als interim-trainer werd aangesteld. Jeugdtrainer Louis van Gaal werd zijn assistent. In het seizoen 1988/89 werden na een dramatisch begin in de eerste 7 ronden (4 nederlagen en 1 gelijkspel, doelsaldo −2), toch nog 11 competitiewedstrijden in een reeks van 12 duels gewonnen (8/10/1988-29/1/1989, de 12 ronden 8 tot en met 19, enige puntverlies uit tegen FC Utrecht in ronde 11, 1-1 op 30/10/1988), waardoor de tweede plaats nog werd bereikt (11/12/1988 – 21/5/1989), met een geringe achterstand op nummer 1, PSV. Ajax was nu 4 keer op rij als 2de geëindigd in de Eredivisie, steeds achter nummer 1, PSV (seizoenen 1985/1986 tot en met 1988/1989). Eindigde Ajax in de jaren '70 nog 3 maal op rij beneden de top 2 in de Eredivisie als derde (in het tweede trimester van de jaren '70, in de midden jaren '70: in 1973/74, 1974/75 en 1975/76, met als doelsaldi successievelijk +58, +42 en +36), in de jaren '80 beperkte Ajax de schade door slechts eenmaal buiten de top 2 te vallen: in 1983/84 eindigde Ajax als derde, met een nog vrij hoog doelsaldo van +54 (100-46). Op 16 januari 1989 trad tevens een nieuw bestuur aan, onder leiding van Michael van Praag, zoon van oud-voorzitter Jaap van Praag. De eerste daad van het nieuwe bestuur was per 1 juli 1989 een ervaren trainer aan te stellen: Leo Beenhakker. Spitz Kohn en Louis van Gaal werden zijn assistenten. Half 1989 werden Pál Fischer en Edwin van der Sar aan de selectie toegevoegd. In 1989/90 werd Ajax na 5 seizoenen eindelijk weer eens kampioen (zij het met een duidelijk zwakker doelsaldo dan nummer 2, PSV: +44 tegen +58), met onder andere spelers als Dennis Bergkamp, Stefan Pettersson, de broertjes Rob en Richard Witschge, Bryan Roy, Aron Winter en Marciano Vink. Het daaropvolgende seizoen 1990/1991, mocht door het staafincident geen Europees voetbal worden gespeeld en Ajax werd ook net geen kampioen. Samen met PSV eindigde de club in 1990/91 bovenaan (beiden 53 punten), maar de Eindhovenaren hadden een iets beter doelsaldo (+56 versus +54). In de voorafgaande zomer van 1990 werden geen nieuwe spelers via aankoop of uit eigen jeugd gecontracteerd. Wèl werd Gerard van der Lem als assistent-trainer gecontracteerd, hij zou 7 jaar blijven, tot en met half 1997. Van der Lem volgde Spitz Kohn op, die na ruim 6 jaar bij zijn laatste club Ajax werkzaam te zijn geweest vanaf lente/zomer 1984, stopte als (assistent-)trainer en met pensioen ging. Met de komst van Beenhakker, van Gaal en iets later van der Lem, vlogen de toeschouwersaantallen bij eredivisiewedstrijden omhoog, van 12.000 per duel in 1988/89 naar 17.000 per duel in 1989/90 en naar 22.000 in 1990/91, op welk laatste niveau de toeschouwersaantallen zouden blijven tot en met 1995/96, het laatste seizoen, dat Ajax in stadion De Meer speelde.
Op 28 september 1991 meldde Michael van Praag dat trainer Leo Beenhakker terug zou gaan naar Real Madrid. Vlak daarvoor had hij zijn contract nog verlengd, waardoor zijn vertrek als een verrassing kwam. Het bestuur gaf de jonge assistent Louis van Gaal het vertrouwen. Dit bleek achteraf een uitstekende keuze.

### Het tijdperk Van Gaal en Van der Lem, laatste jaren in De Meer (1991-1997)

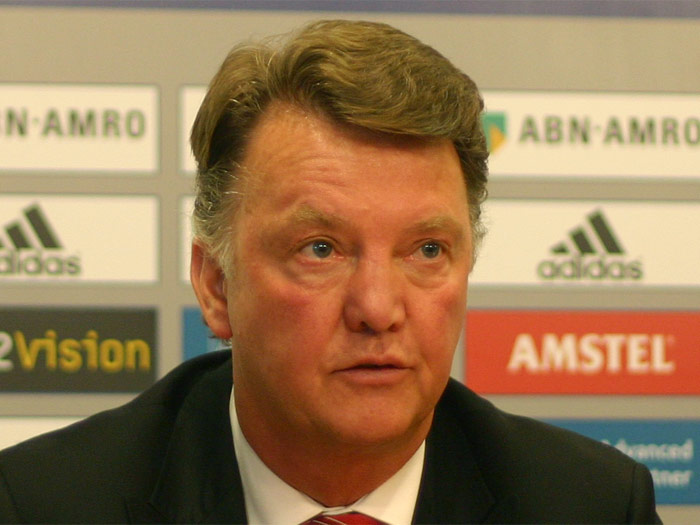
Louis van Gaal

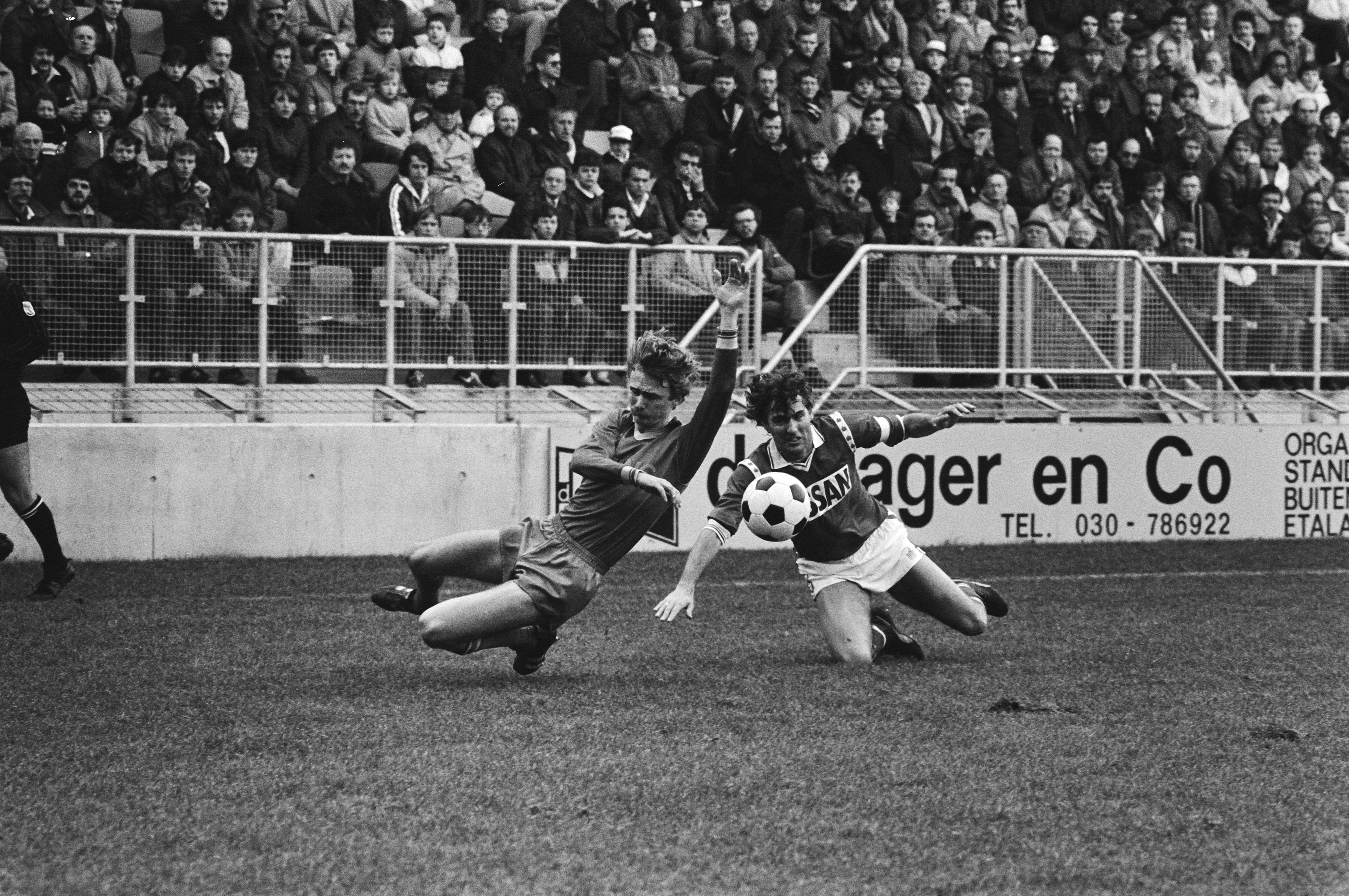
16-1-1983. FC Utrecht-Sparta 0-3. Gerard van der Lem (FC Utrecht, rechts, Nissan shirtreclame) in duel met Adri van Tiggelen.

Voor pers en publiek was Louis van Gaal als trainer totaal onbekend. Hij had voor zijn aanstelling als hoofdtrainer als assistent gewerkt bij AZ en Ajax. Dáárvoor was hij speler geweest: onder meer bij Ajax (1972-1973, als reserve), en voornamelijk bij FC Antwerp (1973-1977) en Sparta (1978-1986). Tijdens zijn eerste seizoen (1991/92) won de nieuwe trainer samen met zijn assistent Gerard van der Lem meteen de UEFA Cup, door Torino FC in de finale te verslaan (0-0 thuis, 2-2 uit). Door deze prestatie had Ajax in zijn geschiedenis alle Europacups minimaal een keer gewonnen. Op dat moment had alleen Juventus deze prestatie geleverd. Later kwamen daar Bayern München, Chelsea en Manchester United bij. Half 1991 waren Rob Alflen, Alfons Groenendijk, John van Loen en Dan Petersen door de vorige trainer Leo Beenhakker gecontracteerd. Zij zouden ieder voor slechts circa 2 jaar bij Ajax blijven. Ook Louis van Gaal kreeg te maken met de grote Europese topclubs, die belangrijke spelers van Ajax wilden overnemen. Zo vertrokken tussen eind 1991 en half 1992 onder andere Dennis Bergkamp, Wim Jonk (beide naar Internazionale), Bryan Roy (Foggia) en Jan Wouters (Bayern München). Als voormalig jeugdtrainer kende Louis van Gaal de kwaliteiten en de mogelijkheden van heel veel jeugdspelers van Ajax. Hij liet spelers als Edgar Davids, Clarence Seedorf en Patrick Kluivert debuteren in het eerste elftal. Verder werden ook Ronald en Frank de Boer opgesteld en werd de Fin Jari Litmanen half 1992 gehaald als vervanger voor Bergkamp, alsmede Marc Overmars. Nadat doelman Stanley Menzo blunderde in de uitwedstrijd tegen AJ Auxerre (maart 1993, 4-2 nederlaag) kreeg ook Edwin van der Sar, die al sinds half 1989 deel uitmaakte van de selectie, zijn kans. Half 1993 voegden zich John van den Brom, Finidi George, Nwankwo Kanu, Peter van Vossen, Patrick Kluivert en Nordin Wooter zich bij de selectie, evenals de teruggekeerde Frank Rijkaard. Half 1994 waren Winston Bogarde, Kiki Musampa en Michael Reiziger nieuwkomers. Half 1995 werd Peter Hoekstra gecontracteerd, en keerde Arnold Scholten weer bij Ajax terug. Half 1996 ten slotte slaagde Ajax erin Tijjani Babangida en het grote Portugese talent Dani (=Daniel da Cruz Carvalho) te contracteren.
Van Gaal werd met zijn enigszins jeugdige elftal 1 van de meest succesvolle trainers uit de geschiedenis van Ajax. Tijdens zijn zes jaar bij de club werd hij drie keer landskampioen (1993/94, 1994/95, 1995/96) en won hij verder de KNVB Beker, de UEFA Cup (1991/92), de Europese Supercup en drie keer de Nederlandse Supercup. In het seizoen 1994/95 beleefde hij zijn hoogtepunt, door met voornamelijk jeugdspelers de Champions League (de opvolger van de Europacup I) te winnen. In de finale werd het grote AC Milan verslagen. Patrick Kluivert maakte vlak voor tijd het enige doelpunt van de wedstrijd. Later dat jaar ging het succes van de jonge ploeg nog even verder. Op 28 november 1995 mocht de club aantreden voor de Wereldbeker voor clubs. De tegenstander in deze wedstrijd was Gremio en na een 0-0-eindstand werd deze wedstrijd gewonnen na strafschoppen. Een seizoen later, 1995/96, werd wederom de finale van de Champions League bereikt, maar deze keer was Juventus na strafschoppen te sterk. In december 2005 was er even sprake van dat Ajax deze beker alsnog zou krijgen, omdat Juventus in die periode werd verdacht van doping. Na het seizoen 1995/96 begonnen er weer spelers te vertrekken. Sonny Silooy ging naar Arminia Bielefeld, Edgar Davids en Michael Reiziger vertrokken naar AC Milan en ook de Nigerianen Nwankwo Kanu (Inter) en Finidi George (Real Betis Sevilla) keerden Ajax de rug toe. Ajax haalde in 1996/97 nog wel de halve finale van de Champions League, maar eindigde in de competitie 1996/97 slechts 4e (doelsaldo +24, 61 punten bij 3 punten voor zege, 44 punten bij 2 punten voor zege, slechts 17 overwinningen in 34 duels). Een dergelijke lage eindklassering was sinds half 1965, sinds het seizoen 1965/66 nooit meer voorgekomen. De 2e plaats was de laagste eindklassering in de 8 seizoenen 1965/66 tot en met 1972/73. De 3e plaats was de laagste eindklassering in de 23 seizoenen 1973/74 tot en met 1995/96, 5 maal gebeurde dit, in de seizoenen 1973/74, 1974/75, 1975/76, 1983/84 en 1992/93 (doelsaldi respectievelijk +58, +42, +36, +54, +57; aantal punten respectievelijk 51, 49, 50, 51, 49 op een maximaal haalbaar aantal punten van 68, in 34 duels, bij 2 punten voor een zege). De laatste 31 jaar in stadion De Meer waren sportief uiterst succesvol geweest voor Ajax, het was een briljante periode in de historie van de club, met 16 landskampioenschappen, 10 tweede plaatsen en vijf derde plaatsen in de eindrangschikkingen van de eredivisie in de 31 seizoenen 1965/66 tot en met 1995/96. Nimmer eindigde Ajax lager dan als derde (1973/74, 1974/75, 1975/76, 1983/84, 1992/93), en nimmer haalde Ajax in die periode in de eredivisie een doelsaldo lager dan +34 (1980/81). De enige noemenswaardige wat langdurige dip was in de 3 achtereenvolgende seizoenen 1973/74, 1974/75 en 1975/76, toen Ajax in het tweede en middelste trimester van de jaren zeventig, driemaal op rij als derde eindigde in de eredivisie. In de jaren tachtig eindigde Ajax slechts 1 maal als derde (1983/84), de andere 9 seizoenen finishte Ajax altijd als eerste of tweede. 52 % Van de 31 seizoenen 1965/66 tot en met 1995/96, ruim de helft, eindigde Ajax als eerste. 32 % Van de seizoenen, bijna 1/3, was de eindnotering tweede. 16% Van de seizoenen (1/6 deel) finishte Ajax als derde. Ook behaalde Ajax in de helft van de 31 seizoenen 1965/66 tot en met 1995/96, 15 maal, minimaal een 1/4 finale in 1 van de Europacup-toernooien. 6 Maal won Ajax een toernooi (Europacup I voor landskampioenen 3 x: 1970/71, 1971/72, 1972/73; Champions League voor landskampioenen 1 x: 1994/95. Europacup II voor bekerwinnaars 1 x: 1986/87. UEFA Cup: 1 x: 1991/92).  3 Maal was Ajax verliezend finalist (Europacup I voor landskampioenen 1 x: 1968/69; Champions League voor landskampioenen 1 x: 1995/96. Europacup II voor bekerwinnaars 1 x: 1987/88). 2 Keer behaalde Ajax een 1/2 finale (Europacup I voor landskampioenen 1 x: 1979/80. Jaarbeursstedenbeker 1 x: 1969/70). 4 Maal schopte Ajax het tot een 1/4 finale (Europacup I voor landskampioenen 2 x: 1966/67, 1977/78. Europacup II voor bekerwinnaars 1 x: 1993/94. UEFA Cup 1 x: 1992/93). Medio 1997 vertrokken ook Kluivert en Winston Bogarde na een sportief moeilijk eerste seizoen met Ajax in de Amsterdam Arena (1996/97), naar AC Milan en ook de succestrainer vertrok, naar FC Barcelona.

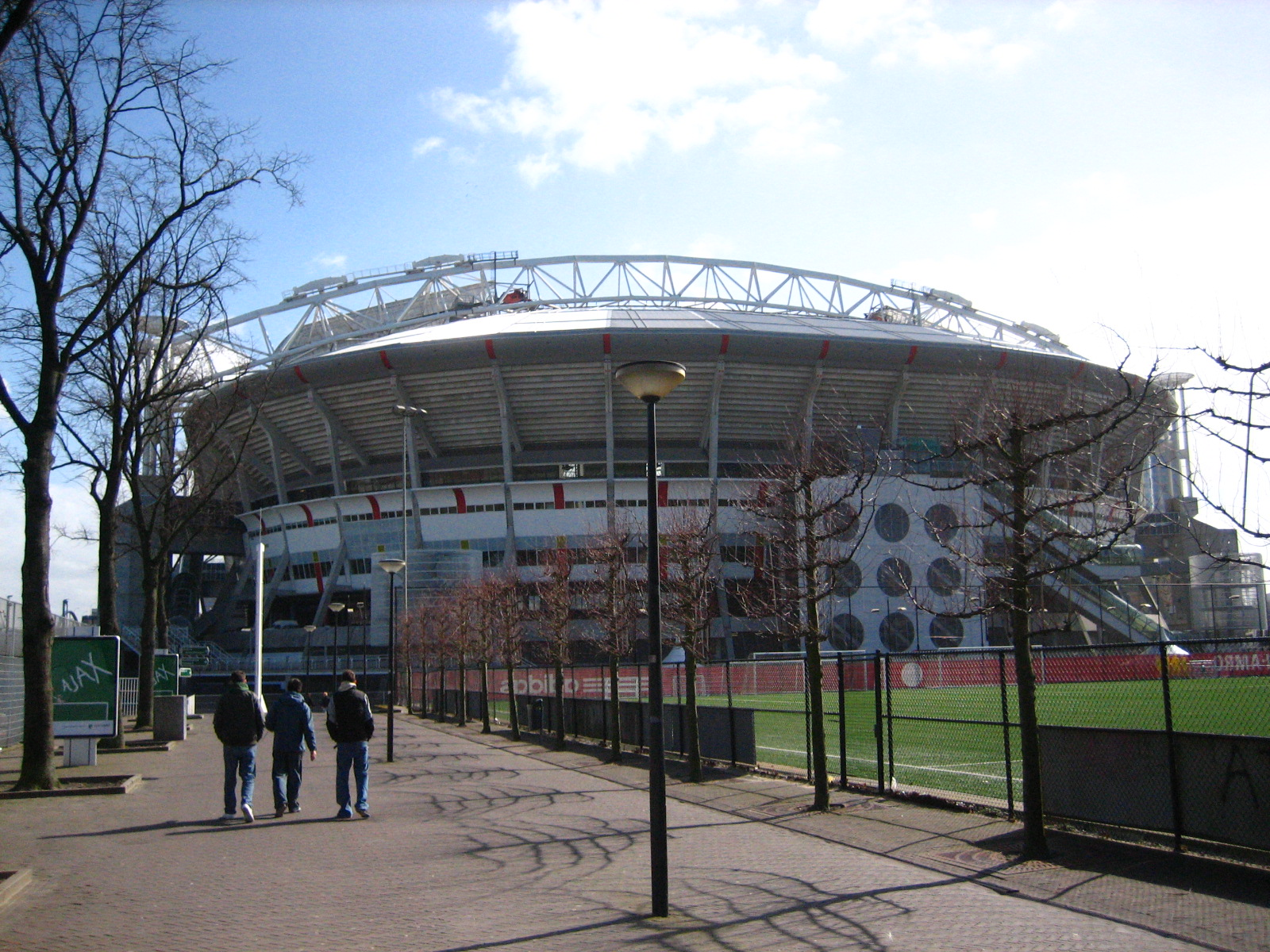
Amsterdam ArenA

In april 1996 werd afscheid genomen van stadion De Meer, waar Ajax als hoogste toeschouwersaantallen gemiddeld circa 22.000 tot 23.000 per eredivisieduel had, in 1981/82 (Cruijff-effect) en in de 6 seizoenen 1990/91 tot en met 1995/96. Een veel moderner stadion met veel meer plaatsen werd neergezet: De Amsterdam ArenA, waar Ajax gemiddeld 48.000 toeschouwers per Eredivisieduel ontving. In de seizoenen 2018/19 en 2019/20 lag het gemiddelde zelfs op 53.000. Op 28 april 1996 werd de laatste wedstrijd in De Meer gespeeld (Ajax – Willem II 5-1).
Het seizoen 1995/96 was de afsluiting van een in sportief opzicht excellente periode van Ajax in de laatste 31 jaar in stadion De Meer, de 31 seizoenen 1965/66 – 1995/96, 1 augustus 1965 tot en met 30 april 1996. Van 1965/66 tot en met 1995/96 werd Ajax 16 maal eerste, 10 keer tweede en 5 maal derde in de eindrangschikkingen in de eredivisie. 52% Van die seizoenen eindigde Ajax als eerste, 32% als tweede, en 16% als derde. Ajax eindigde dus circa de helft (1/2 deel) van de seizoenen als eerste, 1/3 deel als tweede, en 1/6 deel als derde. Ajax eindigde nimmer lager dan als derde (1973/74, 1974/75, 1975/76, 1983/84, 1992/93), en haalde nimmer een doelsaldo lager dan +34 in de Eredivisie (1980/81). Ook behaalde Ajax in de helft van de 31  seizoenen 1965/66 tot en met 1995/96, 15 maal, minimaal een 1/4 finale in 1 van de Europacup-toernooien: 6 maal won Ajax een toernooi (Europacup I voor landskampioenen 3 x: 1970/71, 1971/72, 1972/73; Champions League voor landskampioenen 1 x: 1994/95. Europacup II voor bekerwinnaars 1 x: 1986/87. UEFA Cup 1 x: 1991/92). 3 Maal was Ajax verliezend finalist (Europacup I voor landskampioenen 1 x: 1968/69; Champions League voor landskampioenen 1 x: 1995/96. Europacup II voor bekerwinnaars 1 x: 1987/88). 2 Keer behaalde Ajax een 1/2 finale (Europacup I voor landskampioenen 1 x: 1979/80. Jaarbeursstedenbeker 1 x: 1969/70). 4 Maal schopte Ajax het tot een 1/4 finale (Europacup I voor landskampioenen 2 x: 1966/67, 1977/78. Europacup II voor bekerwinnaars 1 x: 1993/94. UEFA Cup 1 x: 1992/93). Tevens haalde Ajax in 13 van de 31 seizoenen 1965/66-1995/96 de KNVB Bekerfinale, een score van 42%. 9 Keer finishte Ajax als eerste in het KNVB Bekertoernooi (1966/67, 1969/70, 1970/71, 1971/72, 1978/79, 1982/83, 1985/86, 1986/87, 1992/93), 4 keer als tweede, als runner-up (1967/68, 1977/78, 1979/80, 1980/81).

### Opnieuw opbouwen, slechts plaats 4 tot en met 6 (1997-2000)
Na de periode onder Louis van Gaal moest Ajax opnieuw worden opgebouwd. Er waren veel belangrijke spelers vertrokken en stadion De Meer werd niet meer gebruikt. De opvolger van Van Gaal werd Morten Olsen en er werden ook een aantal nieuwe spelers gekocht, waaronder Michael Laudrup, Jesper Grønkjær, Sunday Oliseh, Benny McCarthy,Wamberto de Jesus Sousa Campos, Ferdi Vierklau, Cedric van der Gun, John O'Brien en Sjota Arveladze. In 1997/98 werd Ajax weer kampioen, met maar liefst zeventien punten voorsprong op PSV en een doelsaldo van +90 (record). Na onder meer een 5-0-overwinning in het laatste duel, de finale, op de PSV'ers uit Eindhoven, won Ajax dat seizoen 1997/98 ook de beker. In de UEFA Cup ging het in 1997/98 iets minder voorspoedig. In de kwartfinale in maart 1998 verloor Ajax van Spartak Moskou. Dit seizoen 1997/98 was een zeer positieve uitschieter in de sportief moeilijkste fase voor Ajax, gerekend vanaf het seizoen 1965/66. In 1996/97, 1998/99 en 1999/2000 eindigde Ajax slechts als 4e, 6e en 5e in de Eredivisie, hetgeen sinds het seizoen 1965/66 nooit meer was voorgekomen. Qua toeschouwersaantallen waren de eerste 4 jaar in de Amsterdam Arena een groot succes, maar sportief waren de 4 beginjaren dus zeer moeilijk, met uitzondering van het voor Ajax zeer succesvolle seizoen 1997/98.
Buiten het veld probeerde Ajax de concurrentie een stap voor te blijven. Op 11 mei 1998 ging Ajax als eerst Nederlandse voetbalclub naar de beurs. Aan het einde van het jaar 1998 ontstond er weer een incident toen Frank en Ronald de Boer niet meer voor Ajax wilden spelen. De tweeling wilde een transfer naar Barcelona maken en spande een arbitragezaak aan tegen Ajax. De broertjes verloren deze zaak echter en moesten bij Ajax blijven spelen. Later zei Frank de Boer dat hij spijt had van de arbitragezaak. Van eenheid binnen de ploeg was geen sprake meer en op 12 december zette Ajax zijn trainer Morten Olsen op non-actief. Jan Wouters nam de leiding over en hij eindigde met zijn spelers zesde in de competitie, de laagste eindklassering vanaf het seizoen 1965/66. Ook eindigde Ajax onderaan in de poulefase van de Champions League. Wouters won met Ajax nog wel de KNVB Beker in 1998/99.
Na dit seizoen 1998/99 namen er weer een aantal spelers afscheid. Jari Litmanen volgde Louis van Gaal naar Barcelona, Edwin van der Sar vertrok naar Juventus en Danny Blind en Michael Laudrup beëindigden hun carrière.
Het seizoen 1999/00 begon met Jan Wouters nog steeds als coach. Hij begon met het verwijderen van zes spelers uit de selectie, waaronder Giorgi Kinkladze en Dean Gorré. Als vervangers en extra spelers haalde Wouters Nikos Machlas, Frank Verlaat, Aron Winter, Stanley Menzo, Bogdan Lobonț, Pius Ikedia, Cristian Chivu en Martijn Reuser bij de selectie. De prestaties van deze ploeg vielen echter tegen en in maart 2000 werd Wouters ontslagen, een anticlimax van wat een zo feestelijk jaar en feestelijke maand hadden moeten worden. Ajax vierde immers zijn 100-jarig jubileum (18 maart 2000). Hans Westerhof nam de leiding van het eerste elftal tijdelijk over. Ajax eindigde als 5e met een doelsaldo van +21, het laagste doelsaldo gerekend vanaf het seizoen 1965/66. Ajax haalde dat seizoen nog wel de derde ronde van de UEFA Cup.

## 21e eeuw

### Co Adriaanse als coach, begin betere fase (2000-2001)
In het nieuwe seizoen 2000/01 werd Co Adriaanse de nieuwe trainer en Leo Beenhakker werd technisch directeur (juli 2000-juni 2003). De kern werd grotendeels behouden, alleen Brian Laudrup stopte met voetballen, maar daartegenover stonden de transfers van Tomáš Galásek, André Bergdølmo en Petri Pasanen. Ook werden Andy van der Meijde, Steven Pienaar, John Heitinga, Wesley Sneijder en Rafael van der Vaart aan de selectie toegevoegd. Later, half 2001, kregen Zlatan Ibrahimović, Maxwell Scherrer Cabelino Andrade, Mido, Hatem Trabelsi, Nigel de Jong en Maarten Stekelenburg een contract aangeboden.

### Ronald Koeman als trainer (2001-2005)

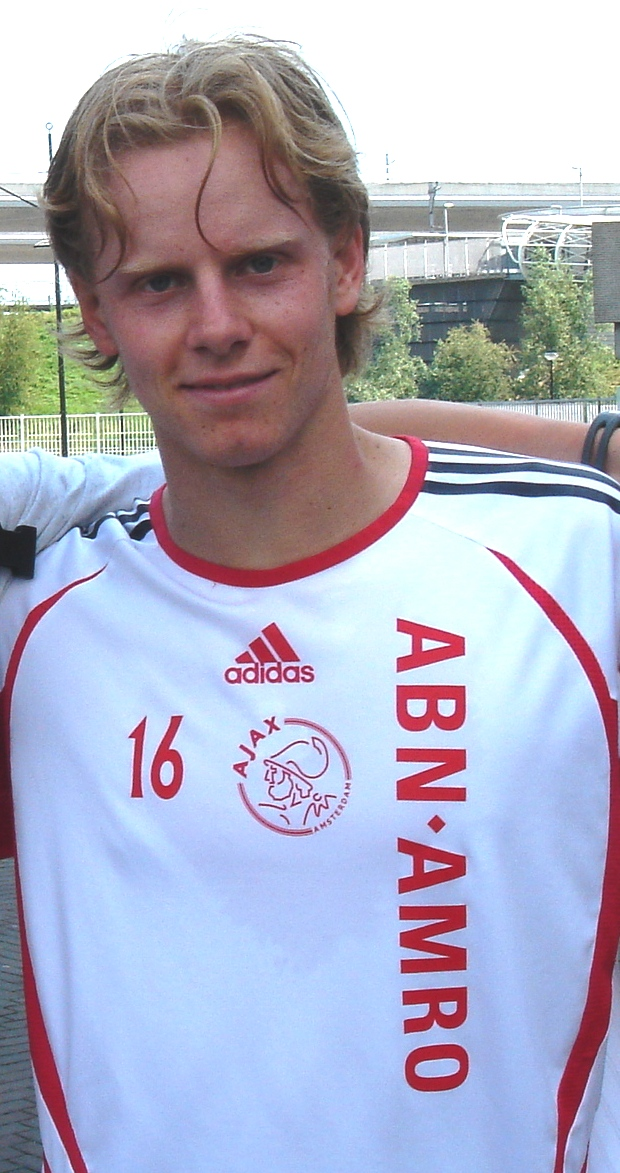
Tom de Mul, 25-5-2007. De Mul speelde bij Ajax van 2004 t/m 2007.

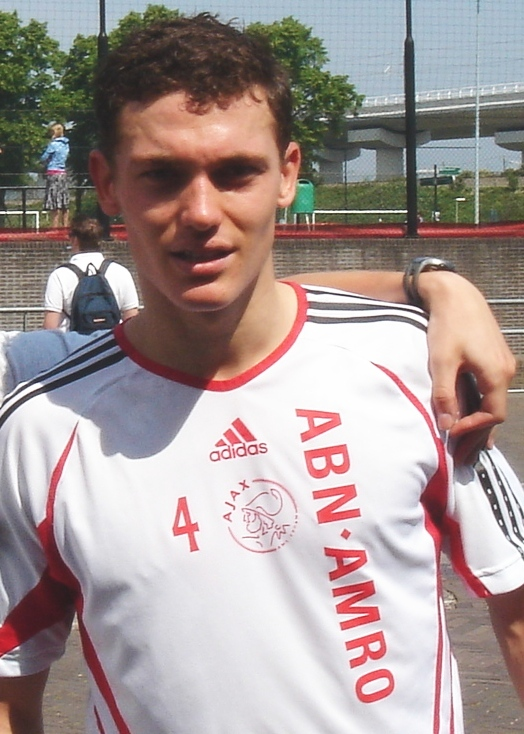
Thomas Vermaelen, 25-5-2007. Ajax 2004-2009, doorbraak 2005/06.

Het seizoen 2001/02 begon voor Ajax zeer teleurstellend. In de UEFA Cup werd Ajax al snel uitgeschakeld door FC Kopenhagen, een paar dagen later speelde de club gelijk tegen De Graafschap en de volgende wedstrijd werd verloren van PSV. Op 28 november 2001 speelde Ajax de laatste wedstrijd onder Adriaanse, een thuiswedstrijd die de club ternauwernood met 3-2 wist te winnen.
Binnen 24 uur na het ontslag van Adriaanse had Ajax alweer een nieuwe trainer en een assistent. Oud-speler Ronald Koeman werd aangesteld als trainer en oud-speler en oud-aanvoerder Ruud Krol werd zijn assistent.
In het seizoen 2001/02 kwam ook het tweede elftal van Ajax in het nieuws. Deze ploeg bereikte namelijk de halve finale van de KNVB Beker. Na onder andere de eerste elftallen van FC Twente en Stormvogels Telstar te hebben verslagen, speelde Ajax 2 in de halve finale tegen FC Utrecht. Deze wedstrijd werd na strafschoppen verloren, waardoor het eerste elftal van Ajax het in de finale tegen deze ploeg moest opnemen.
Het seizoen 2001/02 werd door Ajax afgesloten met het landskampioenschap en de beker. Op 5 mei werd N.E.C. verslagen, waardoor de club inmiddels voor de 28e keer landskampioen werd. In de bekerfinale werd wraak genomen op FC Utrecht, door een late gelijkmaker van Wamberto (uit buitenspelpositie) en een golden goal van Zlatan Ibrahimović.
Het seizoen 2002/03 werd het eerste volledige seizoen onder Ronald Koeman. Hij haalde Victor Sikora van zijn oude club Vitesse en Nourdin Boukhari van Sparta. Ook haalde hij Jari Litmanen terug naar Ajax. Rafael van der Vaart, Jari Litmanen en John Heitinga raakten tijdens dit seizoen zwaar geblesseerd. Ook braken er tijdens dit seizoen nog twee spelers van het succesvolle Ajax 2 door: Nigel de Jong en Wesley Sneijder speelden allebei regelmatig mee in het eerste elftal. In het seizoen 2002/03 was Ajax ook eindelijk weer eens succesvol in de Champions League. De ploeg bereikte de kwartfinale, waar het in de laatste minuut verloor van AC Milan. Koeman werd dat jaar trainer van het jaar, maar Ajax won geen prijzen. In de KNVB Beker verloor de club in 2002/03 de halve finale en de competitie 2002/03 werd afgesloten met een close finish op een tweede plaats (PSV 84 punten, +67; Ajax 83 punten, +64), die nog wel recht gaf op voorronde Champions League.
Deze voorronde werd in 2003/04 ook overleefd, maar tijdens het hoofdtoernooi was de club al snel uitgeschakeld. Ook de derde plaats in de poule (en daarmee een vervolg in de UEFA Cup) werd niet gehaald. Ajax werd dat seizoen 2003/04 wel weer kampioen van de Eredivisie, al had PSV een beter doelsaldo (Ajax +48, PSV +62). In dit seizoen debuteerden Zdeněk Grygera, Julien Escudé, Nicolae Mitea, Wesley Sonck en jeugdspeler Ryan Babel. Ook werden Thomas Vermaelen, Daniel de Ridder en Tom De Mul aan de selectie toegevoegd.
In het seizoen 2004/05 ging het weer bergafwaarts met Ajax, ondanks de nieuwelingen Kenneth Vermeer, Hedwiges Maduro, Urby Emanuelson, Angelos Charisteas en Mauro Rosales. De club kon niet voldoen aan de hoge verwachtingen en verloor in de Champions League uit met maar liefst 4-0 van Bayern München, en thuis tegen Bayern kwam Ajax niet verder dan een 2-2 gelijkspel. Later werd ook nog verrassend verloren van Maccabi Tel Aviv, maar Ajax eindigde wel als derde in de poule. In de UEFA Cup speelde de club tegen Auxerre. Na een 1-0 thuisoverwinning werd er uit met 3-1 verloren. Na deze wedstrijd in februari 2005 nam Koeman ontslag, nadat eerder technisch directeur Louis van Gaal (oktober 2003-oktober 2004) hetzelfde had gedaan.

### De terugkeer van Danny Blind (2005-2006)

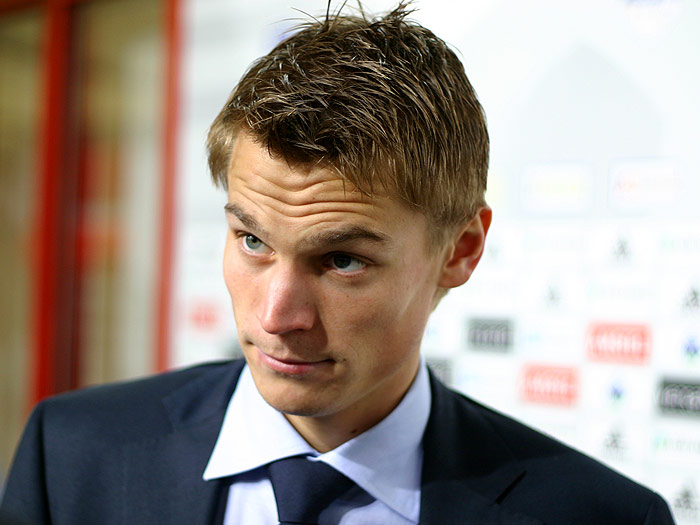
Markus Rosenberg, ± oktober 2006.

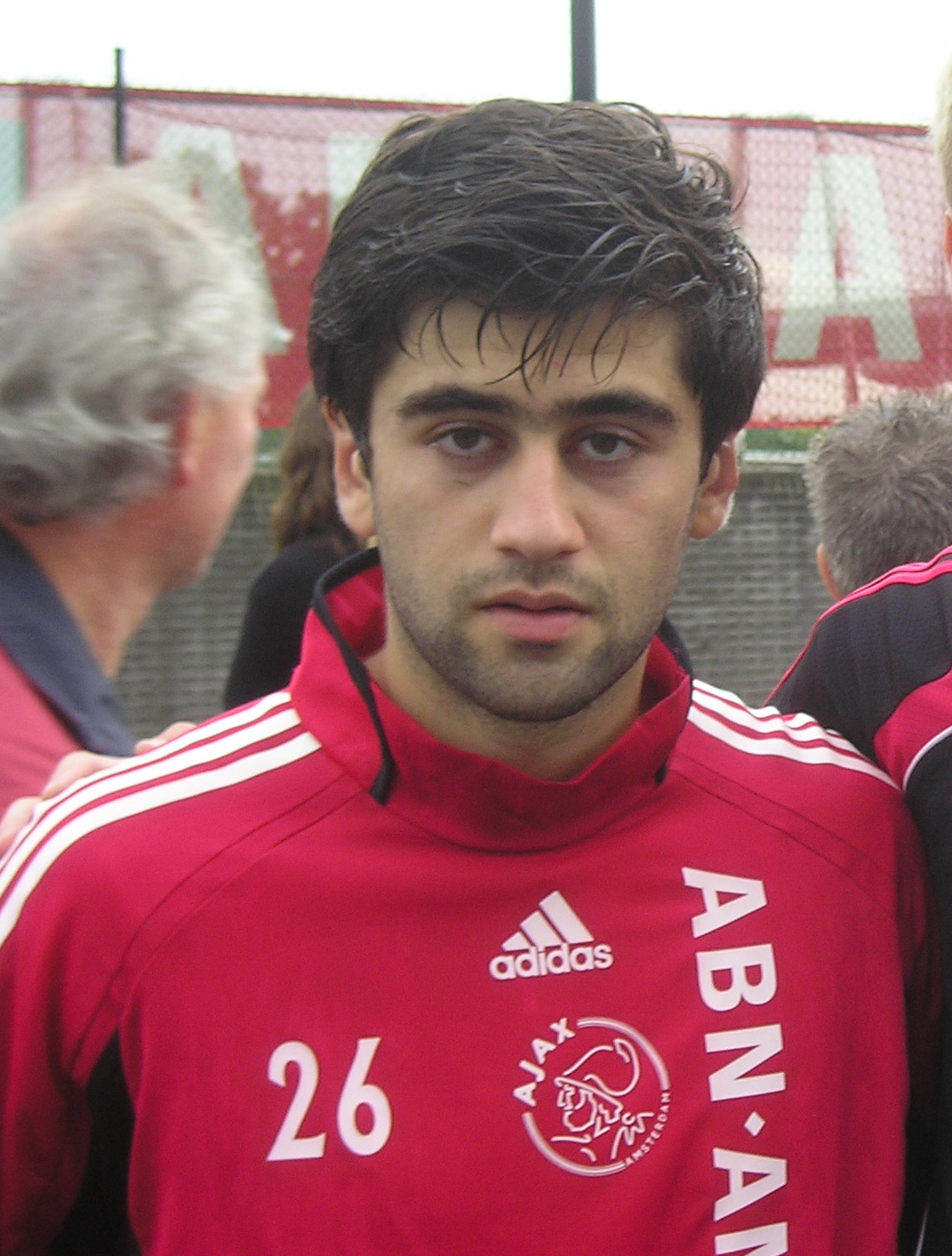
Edgar Manucharian, augustus 2006.

Na het ontslag van Koeman namen zijn assistenten Ruud Krol en Tonny Bruins Slot de leiding tijdelijk over. Na 3 kleine uitzeges werd op 14 maart 2005 Danny Blind aangesteld als nieuwe trainer. Na twee nederlagen (tegen PSV en sc Heerenveen) leek de kans dat Ajax nog bij de beste twee kon eindigen klein. Na een reeks van 8 overwinningen op een rij aan het einde van het seizoen 2004/05 eindigde Ajax echter toch nog als tweede, zij het 10 punten achter kampioen PSV. Het seizoen 2005/2006 startte Ajax met technisch directeur Martin van Geel (juli 2005-juni 2008). Halverwege het seizoen, werd Klaas-Jan Huntelaar aangetrokken. In het nieuwe seizoen 2005/06 werden de voorronde en de poulefase van de Champions League overleefd. In de eerste knock-outfase werd echter verloren van Inter Milan. In de competitie 2005/06 liep het slecht, Ajax eindigde maar nèt als 4de, maar mede dankzij de play-offs wist Ajax toch nog de voorronde van de Champions League te bereiken. Ook werd de beker in 2005/06 gewonnen, maar toch werden Danny Blind en zijn assistenten Ruud Krol en Gerard van der Lem ontslagen.

### Henk ten Cate (2006-2007) en Adrie Koster (2007-2008)

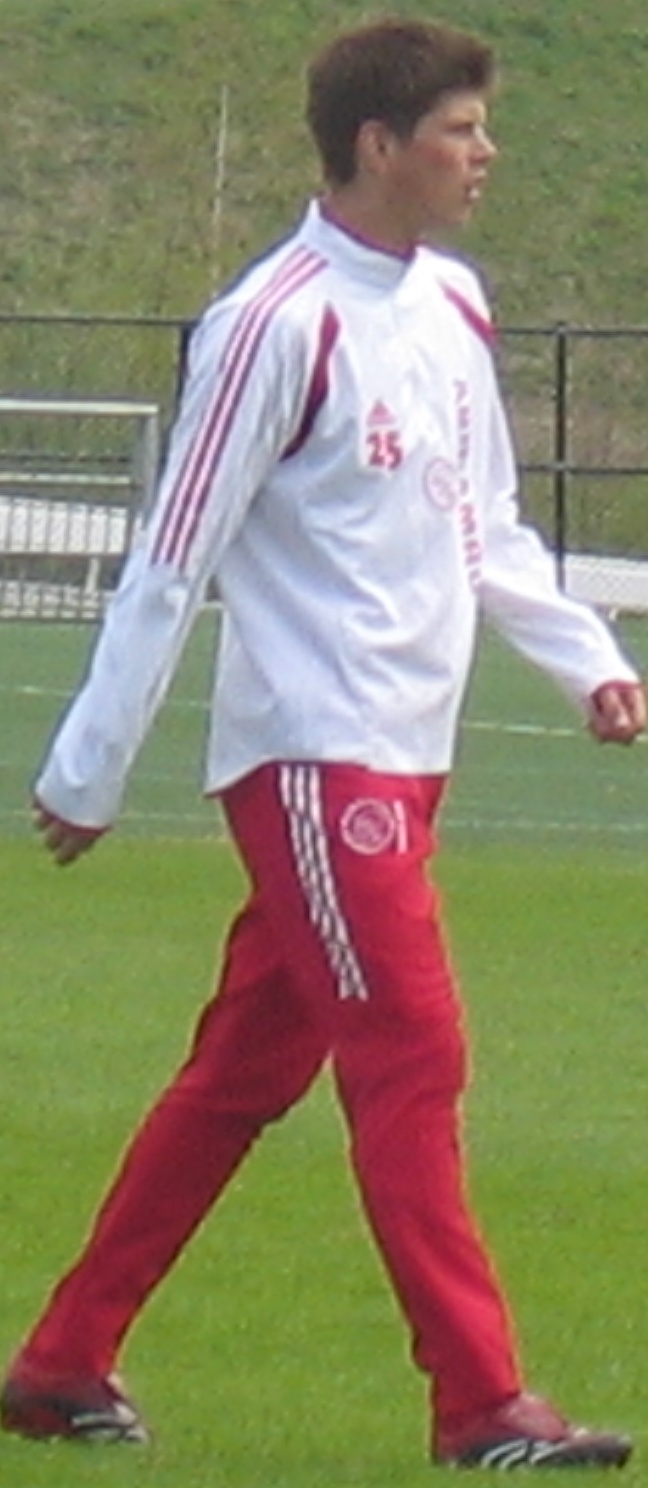
Klaas-Jan Huntelaar, april-mei 2006.

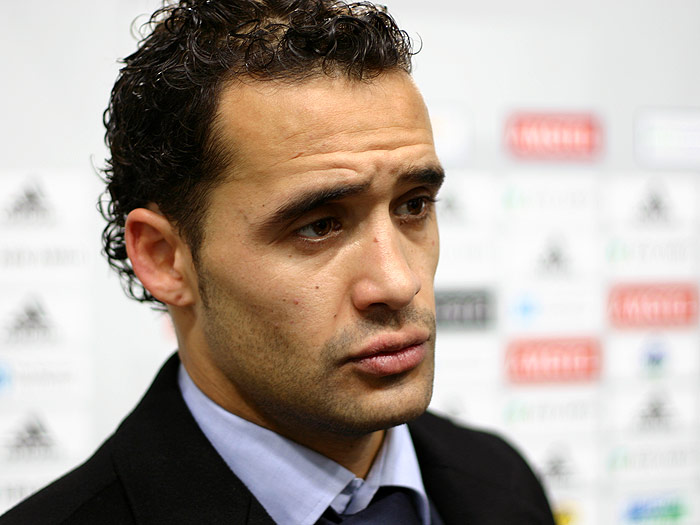
"Juanfran", ± oktober 2006.

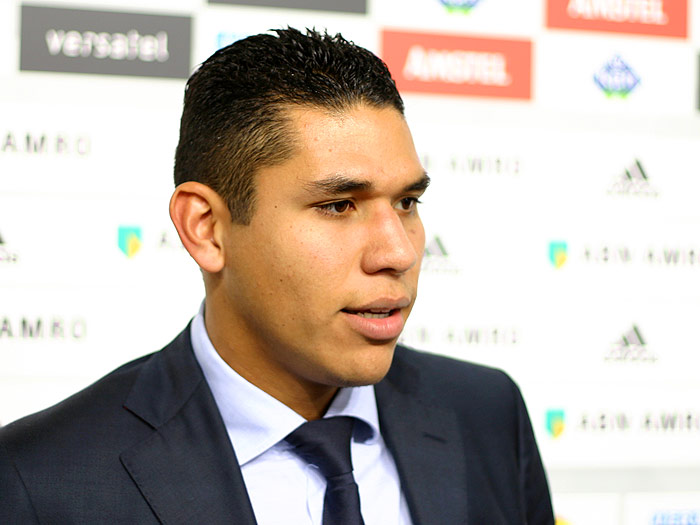
Hedwiges Maduro, ± oktober 2006.

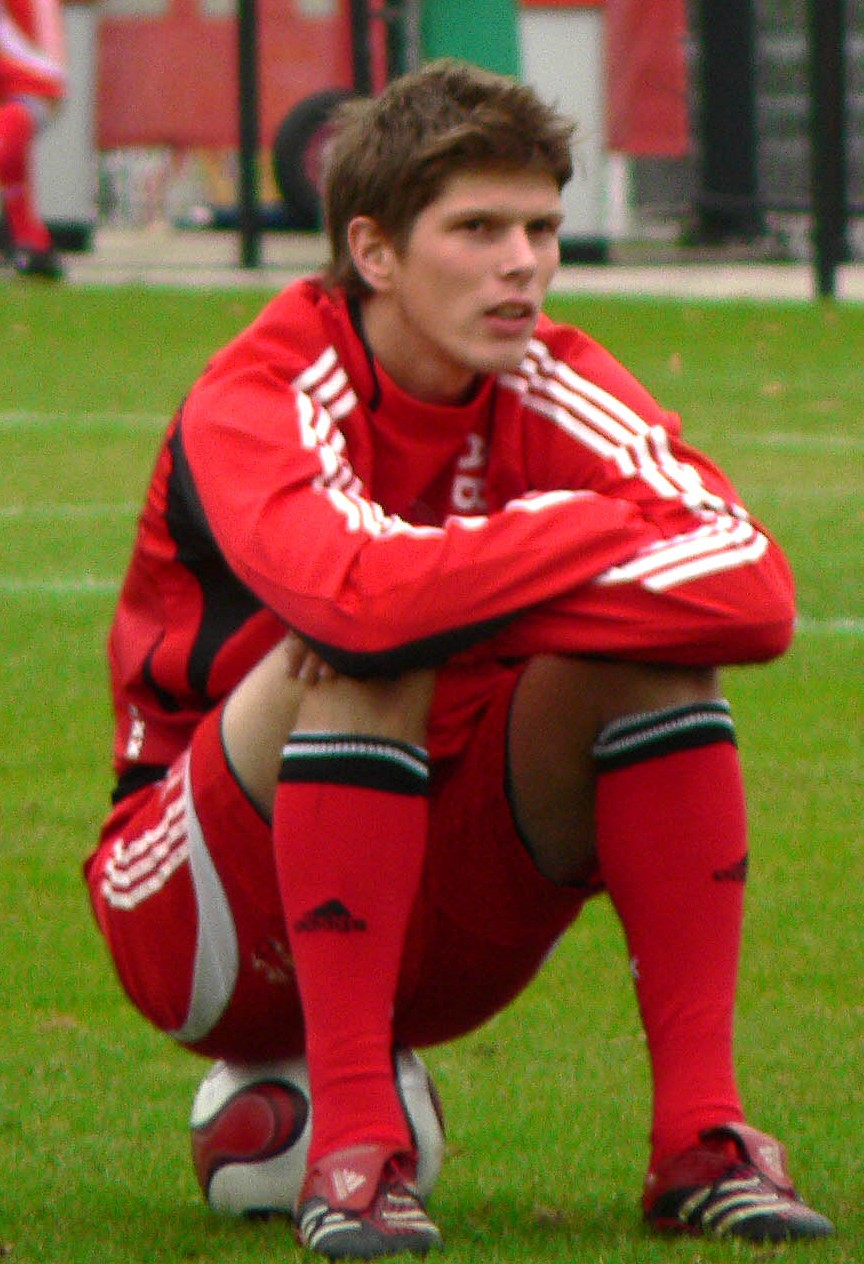
Huntelaar, ± oktober 2006.

Henk ten Cate was eerder assistent-trainer van Frank Rijkaard bij Barcelona. Al snel na het ontslag van Blind werd Ten Cate aangesteld als trainer van Ajax. Hij nam meteen de Spanjaarden Roger García en Gabri mee naar Nederland en versterkte de selectie verder met onder andere Jaap Stam en Michael Krohn-Dehli. Nadat eerst FC Kopenhagen werd verslagen in de heenwedstrijd voor de kwalificatie voor de Champions League 2006/07, werd een paar dagen later de eerste prijs onder Ten Cate gewonnen. Na een overwinning op PSV won Ajax de Johan Cruijff Schaal. Ajax werd, na een goed begin in de competitie, toch nog veroordeeld tot het spelen van UEFA Cup-voetbal, toen Kopenhagen met 0-2 won in De Arena. In de UEFA Cup 2006/07 werd verloren van Werder Bremen. Na de komst van Edgar Davids krabbelde Ajax weer op en kwam het van grote achterstand op PSV terug. Uiteindelijk kwam het één doelpunt te kort in de wedstrijd tegen Willem II. In de play-offs werden Heerenveen en AZ verslagen, waardoor Ajax weer voorronde Champions League mocht spelen. Daarna werd ook de beker in 2006/07 gewonnen, door opnieuw AZ te verslaan.
Het seizoen 2007/08 begon met dezelfde domper als 2006/07, ondanks de aankoop van Luis Suárez en het vastleggen van Dennis Rommedahl, Rasmus Lindgren, Gregory van der Wiel, Toby Alderweireld, Daley Blind en Siem de Jong. Ajax verloor weer de voorronde voor de Champions League, dit keer van Slavia Praag. In de eerste ronde van de UEFA Cup 2007/08 werd ook meteen verloren van Dinamo Zagreb, waarna Ten Cate de mogelijkheid kreeg veldtrainer te worden bij Chelsea. Op 8 oktober was de overgang definitief rond en direct daarna werd Adrie Koster aangesteld om het seizoen af te maken.
Met Adrie Koster als interim-trainer bereikte Ajax in 2007/08 via een 2de plaats in de Eredivisie, met een beter doelsaldo dan landskampioen PSV, weer de Nederlandse play-offs in de strijd voor de voorronde Champions League. Deze keer liepen deze wedstrijden echter minder goed af. Eerst werd nog wel Heerenveen verslagen, maar daarna was FC Twente te sterk, waardoor Ajax in het nieuwe seizoen UEFA Cupvoetbal moest spelen.

### Marco van Basten (2008-2009)

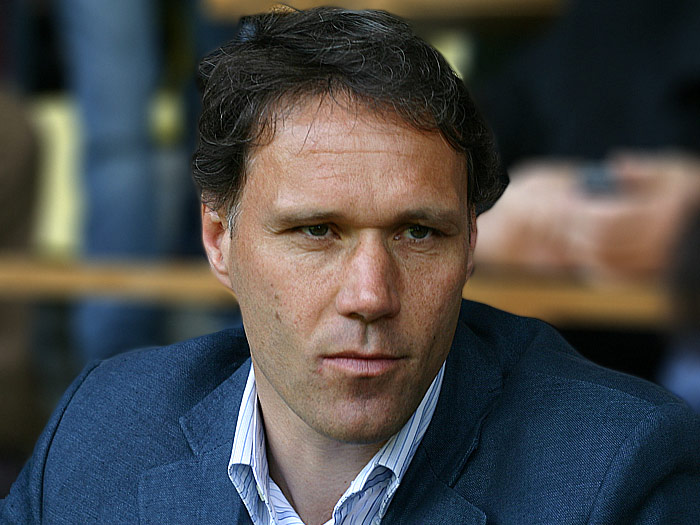
Marco van Basten.

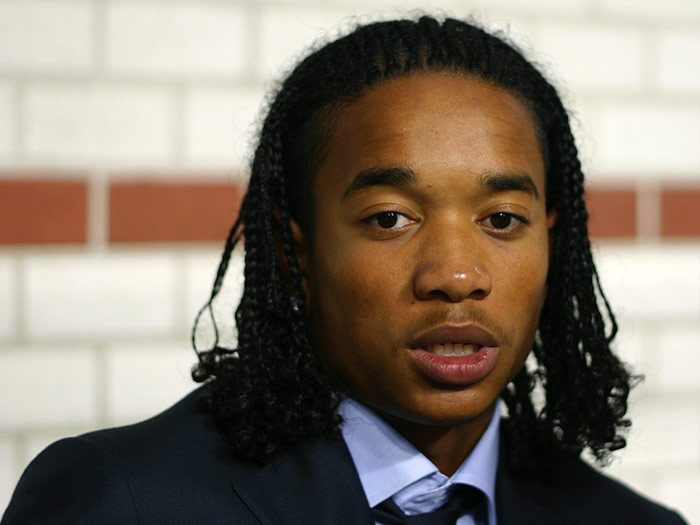
Urby Emanuelson, 2006. Bij Ajax 2004-2011.

Op 22 februari 2008 werd bekend dat Marco van Basten de nieuwe trainer van Ajax zou worden. Hij begon het seizoen 2008/09 onder technisch directeur Danny Blind, met een aantal nieuwe spelers met onder andere Darío Cvitanich, Miralem Sulejmani, Ricardo van Rhijn, Christian Eriksen en Eyong Enoh. In de winterstop vertrok Klaas-Jan Huntelaar naar Real Madrid en Rob Wielaert werd gekocht om de verdediging te versterken.
Tijdens het seizoen 2008/09 begon Ajax de competitie goed. Halverwege de competitie bezette de club de tweede plaats achter koploper AZ. Na de winterstop ging het minder goed en na enkele mindere resultaten vergrootte AZ de voorsprong naar veertien punten. Ajax werd ingehaald door FC Twente en ook PSV en Heerenveen kwamen dichterbij. Er kwam kritiek op Van Basten, maar de clubleiding bleef achter hem staan. Op 6 mei 2009 maakte Van Basten bekend dat hij er zelf mee stopte. Hij zag geen mogelijkheden meer om Ajax op een hoger plan te krijgen dan de 3de plaats.

### Martin Jol (2009-2010)
In mei 2009 werd bekend dat Martin Jol de opvolger van Marco van Basten zou worden. Hij tekende een contract voor drie jaar. Al snel nadat Jol was begonnen als trainer werd Thomas Vermaelen verkocht aan Arsenal. Onder andere linksback Thimothée Atouba en Demy de Zeeuw werden gecontracteerd als nieuwe spelers.
Toen de competitie begonnen was, kwam de nieuwe trainer tot de conclusie dat hij toch nog extra spelers nodig had. Na de eerste vijf wedstrijden, waarin Ajax wisselvallig presteerde, werden er op de laatste dag van de transferperiode nog een aantal transfers rondgemaakt. Kerlon, Marko Pantelic, Nicolás Lodeiro en Zé Eduardo kwamen het team versterken, terwijl een aantal jeugdspelers verhuurd werden.
Martin Jol had in 2010 met Ajax na een lange afwezigheid in het miljoenenbal zich weer weten te plaatsen voor de Champions League door in de voorrondes Paok Saloniki en Dynamo Kiev te verslaan. Ajax lootte op 26 augustus Real Madrid, AC Milan en Auxerre voor de poulewedstrijden van de Champions League.
Martin Jol nam per direct op 7 december 2010 afscheid als hoofdtrainer; Frank de Boer volgde hem, in eerste instantie ad interim, op.

### Fluwelen Revolutie

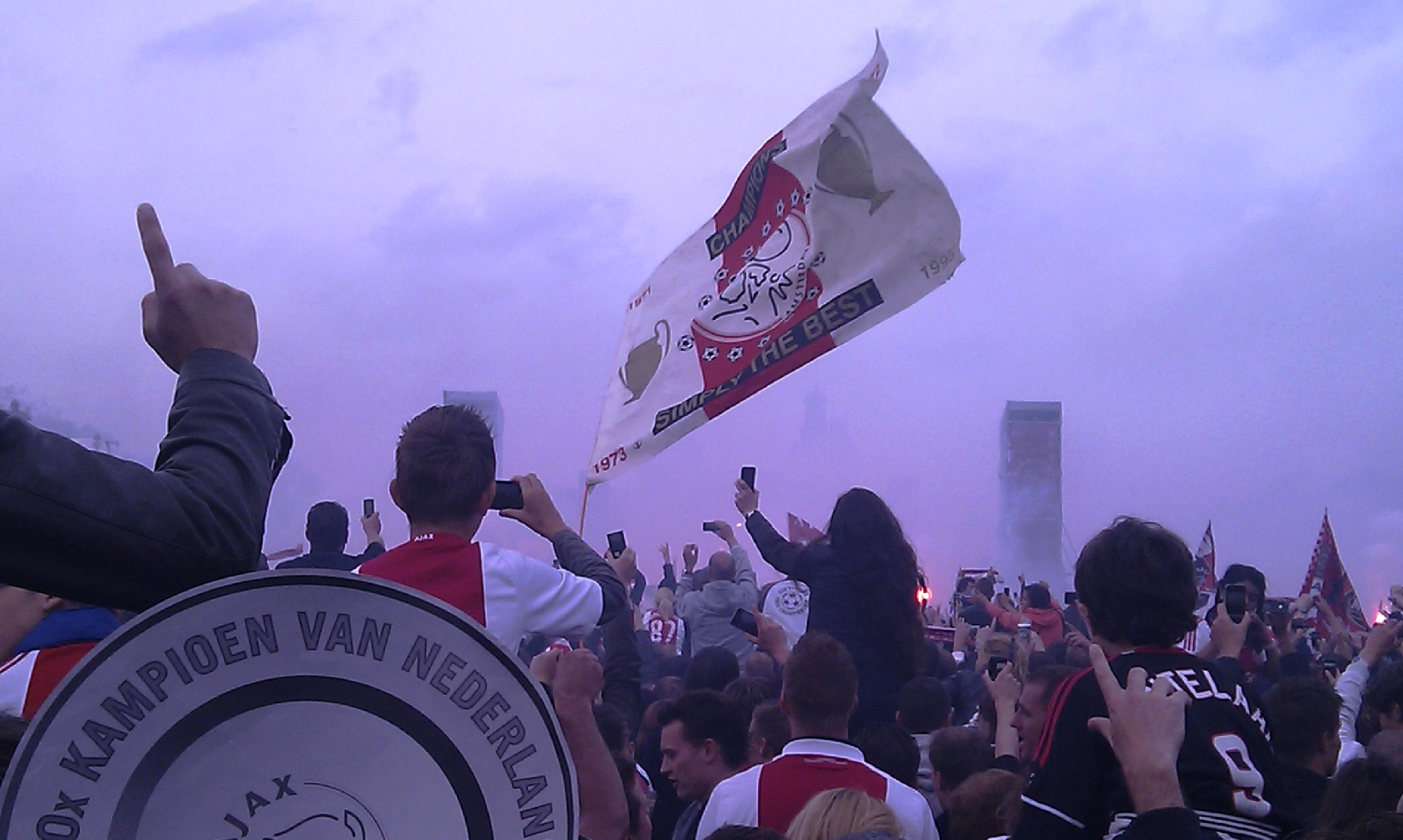
De 30e landstitel wordt gevierd.

Aan het begin van het seizoen 2010/11 bleek al snel dat Ajax de vorm van het voorgaande seizoen 2009/10 niet meer kon vasthouden. Clubicoon Johan Cruijff begon vanaf 20 september met zijn columns in De Telegraaf stevige kritiek te uiten op het spel en het bestuur van de Amsterdammers. Met de slechte resultaten groeide de kritiek ook onder de supporters. Cruijff kreeg van hen steeds meer steun. In zijn column van 15 november riep hij op tot actie onder de Ajacieden. Doel was om tijdens de algemene ledenvergadering van 14 december de acht vrijkomende plaatsen in de ledenraad te laten invullen door oud-voetballers. Tot groot ongenoegen van Cruijff bestond deze namelijk uit geen enkele oud-voetballer. Oud-Ajacieden gaven massaal gehoor aan de oproep. Onder aanvoering van Keje Molenaar stelden Molenaar zelf, Barry Hulshoff, Aron Winter, Dick Schoenaker, Peter Boeve, Edo Ophof, Co Meijer en oud-jeugdtrainer Dirk de Groot zich kandidaat. De actie van Cruijff werd in de media al snel bekend als de Fluwelen Revolutie. Reeds voor de ledenvergadering vertrok Martin Jol als hoofdtrainer bij Ajax. Hij werd opgevolgd door jeugdtrainer en ex-international Frank de Boer. De Boer stond bekend als aanhanger van de visie van Cruijff en begon voortvarend door zijn eerste wedstrijd als hoofdtrainer, uit tegen AC Milan met 0-2 te winnen. In de winterstop tekende de Boer een 3,5-jarig contract tot de zomer van 2014. Na de algemene ledenvergadering van 14 december werd bekend dat zeven van de acht ex-voetballers die zich beschikbaar hadden gesteld voor de ledenraad waren gekozen tot nieuwe leden. Voor Cruijff een grote overwinning, eind 2010. Edo Ophof trok zich op het laatste moment terug als kandidaat, omdat hij werkzaam was voor een bedrijf dat aandelen had in NEC Nijmegen. Volgens de KNVB is het belichamen van officiële rollen bij meerdere clubs verboden.

### Frank de Boer (2010-2016)

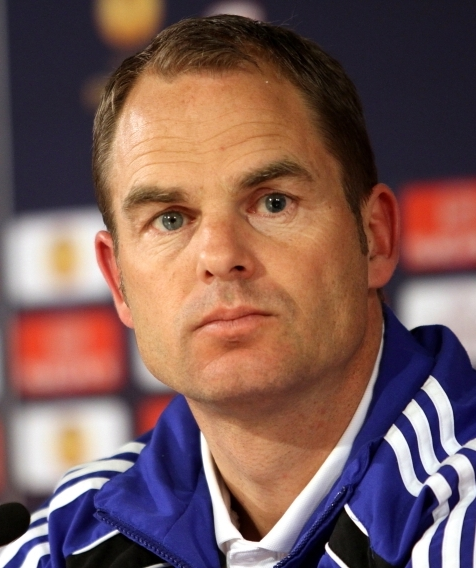
Ajax-trainer Frank de Boer in 2011.

Onder leiding van trainer Frank de Boer werden diverse nieuwe spelers gecontracteerd. Met ingang van juli 2011: Jasper Cillessen, Theo Janssen en Kolbein Sigborsson. Met ingang van juli 2012: Lasse Schöne, Christian Poulsen, Lucas Andersen, Danny Hoesen en Kenny Tete. In juli 2013: Mike van der Hoorn, Bojan Krkić, de teruggehaalde Eyong Enoh en Jaïro Riedewald. In juli 2014: Nick Viergever, André Onana, Daley Sinkgraven, Donny van de Beek en Abdelhak Nouri. In juli 2015: Kasper Dolberg, Nemanja Gudelj, Arek Milik en Amin Younes.
De nieuwe trainer van Ajax, Frank de Boer, behaalde sinds zijn aantreden 2010 grote successen voor zijn club. Op 15 mei 2011 wist Ajax, dat eerder al afgeschreven leek in de titelstrijd, in de laatste speelronde toch de dertigste landstitel binnen te halen. De felbegeerde 'derde ster' werd veroverd na een uniek competitieslot: koploper FC Twente werd thuis met 3-1 verslagen. Voor het verzamelen van de derde kampioensster, de kampioenschappen nummer 21 tot en met 30, had Ajax 29 jaar nodig, de 29 seizoenen 1982/83 tot en met 2010/11 (juli/augustus 1982 tot en met mei/juni 2011).
Het seizoen 2011-12 werd eveneens winnend afgesloten. Op 2 mei 2012 werd de 31e landstitel veroverd. Frank de Boer heeft nu tweemaal op rij als coach de competitie in de Eredivisie weten te winnen. Ajax maakte tijdens het seizoen een achterstand van dertien punten goed, had bijna heel het jaar met blessures van bepalende basisspelers te kampen en had met de nodige bestuurlijke chaos te maken. De laatste keer dat Ajax een titel prolongeerde was in 1996, onder Louis van Gaal. De Boer was de tweede Ajacied die als speler én als trainer de titel prolongeerde. De enige die hem voorging was Rinus Michels.
Onder leiding van De Boer werd Ajax ook voor de derde en vierde maal op rij landskampioen, in de seizoenen 2012/13 en 2013/14. In 2012/13 werd Ajax kampioen tijdens een thuiswedstrijd tegen Willem II, dat met 5-0 werd verslagen. Op 21 februari 2013 werd Ajax onverhoopt uitgeschakeld in de 1/32ste ronde van de Europa League 2012/13. Ajax won de heenwedstrijd tegen Steaua Boekarest met 2-0, maar verloor in de Arena Națională in Boekarest met 4-2 in de strafschoppenreeks (2-0 na reguliere speeltijd, 2-2 totale score over 2 duels). De uitschakeling was een grote domper voor Ajax, want op 15 mei 2013 werd de finale van de Europa League in de Amsterdam ArenA gespeeld. Op zondag 27 april 2014 speelde Ajax tegen Heracles in Almelo met 1-1 gelijk, waarmee de vierde titel op rij een feit werd. Met vier achtereenvolgende landskampioenschappen was De Boer de eerste die viermaal op rij kampioen van de Eredivisie werd als coach. Eerder werden Rinus Michels (Ajax, juli 1965-juni 1968), Louis van Gaal (Ajax, juli 1993-juni 1996) en Guus Hiddink (PSV, maart 1987-juni 1989) driemaal op rij kampioen. In het seizoen 2014/2015 werd Frank de Boer met Ajax tweede in de Eredivisie, zeventien punten achter PSV. Een seizoen later stond hij met Ajax voor aanvang van de laatste speelronde op gelijke hoogte met PSV, maar met een doelsaldo dat zes doelpunten gunstiger was. Ajax speelde vervolgens met 1-1 gelijk tegen De Graafschap, waardoor het wel winnende PSV alsnog de tweede titel op rij won. Ondanks zijn contract bij Ajax tot het einde van het seizoen 2016/17 deelde De Boer op 12 mei 2016 aan de directie van Ajax mee dat hij zijn verbintenis niet uit wilde dienen. Hij kreeg vervolgens toestemming voor een vertrek. Bij alle hierboven genoemde successen dienen wel enige kanttekeningen gemaakt te worden. Ten eerste waren de sommen van de doelsaldi van Ajax in de officiële duels in de eredivisie, KNVB Beker-toernooien en Europa Cup-toernooien in de seizoenen 2011-12 tot en met 2015-16 ieder seizoen lager dan de doelsaldi van PSV, met uitzondering van het voor PSV zwakke seizoen 2013-14 (Ajax-PSV, 2010-11 +55 versus +64, 2011-12 +60 versus +73, 2012-13 +53 versus +85, 2013-14 +40 versus +17, 2014-15 +51 versus +67, 2015-16 +61 versus +63), en ten tweede was het spel van Ajax toen meestal niet zo attractief. Wel speelde Ajax met vrij jonge selecties. Frank de Boer (december 2010-juni 2016) was sinds de oprichting van Ajax in maart 1900 (en de fusie eind mei 1908), na Aad de Mos (maart 1981-mei 1985), de trainer die de jeugd de meeste kansen bood.

### Peter Bosz (2016-2017)
Ajax maakte op 24 mei 2016 bekend dat Peter Bosz per 1 juli 2016 Frank de Boer op zou volgen als hoofdtrainer van de club. Bosz tekende voor drie seizoenen. Nieuwe spelers die gecontracteerd werden per 1 juli 2016 waren Davinson Sánchez, Bertrand Traoré, David Neres en topaankoop Hakim Ziyech. Ook Peter Bosz gaf de jeugd ruim baan, net als Aad de Mos (maart 1981-mei 1985) en Frank de Boer (december 2010-juni 2016). Peter Bosz maakte op 26 juli 2016 zijn debuut in de UEFA Champions League als hoofdcoach bij zijn eerste officiële wedstrijd. Bij dit optreden speelde Ajax thuis in de derde kwalificatieronde met 1-1 gelijk tegen PAOK Saloniki, waarna het door een 1-2 winst in Thessaloniki zich plaatste voor de Play-offs Champions League en daarmee Europees voetbal (groepsfase in de Europa League) veiligstelde. Een ronde verder, tijdens de play-offs, werd Ajax uitgeschakeld voor deelname aan de Champions League van dit seizoen. De Amsterdammers kwamen er in en tegen het Russische FK Rostov niet aan te pas en verloren uit met 4-1 van RK Rostov, na een 1-1 gelijkspel in de thuiswedstrijd (aggregate: 2-5). Ook in de competitie kende de ploeg, mede vanwege de grote wijzigingen in de manier van spelen, een stroeve start.
Na enige tijd ging Ajax echter beter draaien met een vast basiselftal. Later werd door Bosz de KNVB Bekerwedstrijd tegen Willem II (5-0), aangewezen als het omslagpunt waarbij de slechte resultaten omgezet werden in het spel en resultaat dat Bosz, volgens de Cruyff-filosofie, voor ogen had. Als gevolg hiervan belanden veel spelers die van vaste waarde waren in het voorgaande seizoen op een zijspoor. Op 15 december verloor Ajax van SC Cambuur met 2-1 in de achtste finale van de KNVB Beker, waardoor het hiervoor uitgeschakeld werd. Ondanks het slechte resultaat in de beker, liet Ajax wel van zich spreken in de UEFA Europa League. In de groepsfase vierde Ajax thuis zijn vijfde overwinning tegen Panathinaikos FC (2-0) met een opmerkelijk jonge ploeg, waardoor de Amsterdammers groepswinnaar werden. Verder Europees succes lonkte, doordat achtereenvolgend Legia Warschau (1-0) en FC Kopenhagen (3-2) door het equipe van Bosz verslagen werden, in tweeluiken gedurende de knock-out fase van de Europa League. Na veertien jaar plaatste Ajax zich hierdoor weer voor een kwartfinale van een Europees hoofdtoernooi. In de return van deze kwartfinale tegen Schalke 04 werd het verlies met tien man beperkt tot 3-2. Dat volstond na de 2-0 thuiszege van een week eerder. Na dit succes lootte Ajax thuis Olympique Lyon als tegenstander voor de halve finale; de eerste halve finale voor Ajax sinds twintig jaar.
Met Feyenoord vocht Ajax nationaal om het landskampioenschap. Drie dagen na het Europese avontuur ging Ajax met 1-0 onderuit bij PSV Eindhoven, terwijl Feyenoord eerder op die dag won bij Vitesse (0-2), die een week later in de (door hen gewonnen) bekerfinale speelden. Hierdoor liep de achterstand tussen Ajax en Feyenoord op tot vier punten, met nog twee competitiewedstrijden te spelen. Na een competitieloze voetbalweek verloor Feyenoord verrassend bij Excelsior (3-0). Door deze nederlaag van de Rotterdammers en de winst van Ajax in de ArenA tegen Go Ahead Eagles, hadden de Amsterdammers weer onverwachts hoop op de landstitel. Op 14 mei 2017 won Feyenoord met 3-1 tegen Heracles Almelo, waarmee in de laatste speelronde de titel veilig gesteld werd door de Rotterdammers. Ajax eindigde, ondanks een 1-3 overwinning op de slotdag bij Willem II, met één punt minder op de 2e plaats. Voor (met name) de prestaties op Europees gebied oogst Bosz na dit seizoen veel lof bij binnenlandse en buitenlandse pers, maar bovenal bij supporters, die naar eigen zeggen 'hun' Ajax weer zagen spelen. Hierdoor mag Bosz terugkijken op een geslaagd eerste seizoen in Amsterdam.
Door Olympique Lyon uit te schakelen in de halve finale van de Europa League (aggregate: 4-5), stond Ajax voor het eerst sinds 1996 weer in een Europese finale. In de week voor de finale tegen Manchester United in Solna, werd Bosz verkozen tot Trainer van het Jaar in de Eredivisie. Na het behalen van deze prestigieuze prijs, in zijn eerste jaar als hoofdtrainer van AFC Ajax, was het slotakkoord de Europa League-finale in Solna (Friends Arena). Een bijzondere wedstrijd, met echter een zwarte rand door een terroristische aanslag in Manchester op 22 mei (twee dagen voor de Europa League-finale). De wedstrijd eindigde in 0-2 voor Manchester United, waardoor Bosz met zijn ploeg naast de prijzen greep. Na de finale ontstond er veel interesse van clubs uit het buitenland. Borussia Dortmund toonde concrete belangstelling. Bosz gaf aan open te staan voor een overgang naar de Duitse club. Ondanks een doorlopend contract en het feit dat Ajax de trainer liever niet kwijt wil, gingen de clubs met elkaar in gesprek.Later maakte Borussia Dortmund bekend dat Peter Bosz met ingang van volgend seizoen coach zal zijn.

### Marcel Keizer en Erik ten Hag (2017-2022)
Op 17 juni 2017 werd bekendgemaakt dat Marcel Keizer de opvolger van Bosz als trainer van Ajax zou worden. Hij startte met enkele nieuwe spelers zoals Maximilian Wöber en Luis Orejuela en tevens keerden Klaas-Jan Huntelaar en Siem de Jong  terug bij Ajax. Gedurende de wedstrijd tegen Werder Bremen in de voorbereiding werd Abdelhak Nouri getroffen door een hartstilstand, waarna hij werd gereanimeerd. Enkele dagen later bleek dat hij ernstige en blijvende hersenschade had opgelopen, waardoor hij niet meer kon voetballen. In de derde kwalificatieronde van de Champions League werd Ajax op uitdoelpunten uitgeschakeld door OGC Nice. Vervolgens werd Ajax door Rosenborg BK uitgeschakeld in de play-offronde van de Europa League, waardoor Ajax voor het eerst sinds 1990 niet deelnam aan een Europees hoofdtoernooi. In de eerste zes speelronden van de Eredivisie leed Ajax al puntverlies. Nog voor de winterstop bezat Ajax de tweede plaats in de Eredivisie, na zeges tegen onder andere Feyenoord en PSV. Echter werd Keizer, samen met zijn assistenten Hennie Spijkerman en Dennis Bergkamp, op 21 december 2017, een dag na de uitschakeling op strafschoppen in de achtste finales van de KNVB Beker tegen FC Twente, op non-actief gesteld. Keizer werd opgevolgd door Michael Reiziger als interim-manager. Gedurende de winterstop werd bekend dat Erik ten Hag de nieuwe trainer van Ajax werd. In diezelfde winterstop werden Nicolás Tagliafico, Perr Schuurs en Rasmus Kristensen gehaald als aanwinsten. Ten Hag debuteerde met een zege in De Klassieker. Op 15 april 2018 werd er met 3–0 verloren van PSV, waardoor PSV zich tot kampioen kroonde. Uiteindelijk eindigde Ajax vier punten achter PSV.

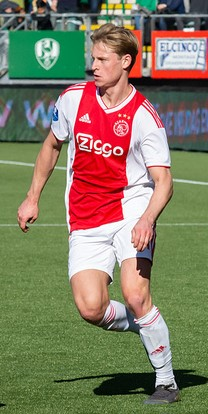
Frenkie de Jong

In de zomer van 2018 werden Dušan Tadić en Daley Blind gehaald uit de Premier League. Ook Zakaria Labyad en Hassane Bandé werden gehaald. Onder anderen Justin Kluivert, Nick Viergever en Amin Younes vertrokken. In de kwalificatiefase van de Champions League werd achtereenvolgend afgerekend met Sturm Graz, Standard Luik en Dynamo Kiev, waardoor Ajax voor het eerst sinds 2014 deelnam aan het hoofdtoernooi van de Champions League. Ajax bleef ongeslagen in een groep met Bayern München, SL Benfica en AEK Athene en plaatste zich als de nummer 2 van haar groep voor het eerst sinds het seizoen 2005/06 voor de knock-outfase van de Champions League. In de eerste seizoenshelft van de Eredivisie werd amper puntverlies geleden. In de achtste finales van de Champions League nam Ajax het op tegen Real Madrid, dat de voorgaande drie seizoenen de Champions League won. In eigen huis werd er met 1–2 verloren, maar Ajax verraste in de uitwedstrijd door met 1–4 te winnen, dankzij goals van Ziyech, Neres, Tadić en Schöne. In de kwartfinales was het Italiaanse Juventus FC, met ster Cristiano Ronaldo, de tegenstander. De wedstrijd in Amsterdam eindigde onbeslist, de wedstrijd in Turijn werd door Ajax met 1–2 gewonnen, dankzij doelpunten van Donny van de Beek en aanvoerder Matthijs de Ligt. Hierdoor belandde Ajax voor het eerst sinds 1997 in de halve finales van de Champions League, waarin het Engelse Tottenham Hotspur de opponent was. In de uitwedstrijd was Van de Beek verantwoordelijk voor de enige treffer. In de terugwedstrijd zetten De Ligt en Ziyech Ajax op een 2–0 voorsprong, waardoor Ajax over twee wedstrijden een 3–0 voorsprong had. In de tweede helft maakte Lucas Moura een hattrick voor Tottenham Hotspur, waaronder een doelpunt in de blessuretijd, waardoor Tottenham Hotspur zich op uitdoelpunten plaatste voor de finale. Ajax werd uitgeschakeld, maar had veel indruk gemaakt in binnen- en buitenland. Op 5 mei 2019 won Ajax de KNVB Beker en daarmee haar eerste prijs sinds het kampioenschap in 2014. Nadat er in de halve finales werd afgerekend met aartsrivaal Feyenoord, won Ajax in de finale met 0–4 van Willem II. De doelpuntenmakers waren Blind, Huntelaar (x2) en Kristensen. Ajax werd ook landskampioen en won dus de dubbel. In de laatste dertien speelronden werd enkel AZ niet verslagen. Met een 1–4 zege op het degraderende De Graafschap op de laatste speeldag was de 34ste titel een feit voor de Amsterdammers.
Na het Europese succes vertrokken sterspelers Frenkie de Jong en De Ligt voor grote bedragen naar respectievelijk FC Barcelona en Juventus. Ook verlieten onder anderen Kasper Dolberg en Lasse Schöne club. Daartegenover stond de komst van onder andere Quincy Promes, Lisandro Martínez en Răzvan Marin. De Johan Cruijff Schaal werd voor de negende maal werd gewonnen door Ajax, na een 2–0 overwinning op PSV. Ajax plaatste zich opnieuw voor de groepsfase van de Champions League. Ditmaal werden PAOK Saloniki en APOEL Nicosia verslagen in de kwalificatiefase. In een groep met Chelsea FC, Valencia CF en Lille OSC werden tien punten behaald, maar dit was voor Ajax niet genoeg om zich te plaatsen voor de knock-outfase. Hierdoor werd het Europees avontuur voortgezet in de Europa League. In de Eredivisie duurde het tot 6 december voordat een wedstrijd verloren werd. Echter, doordat een week later een nederlaag werd geleden tegen AZ, moest Ajax halverwege de competitie de koppositie delen met AZ. In de Europa League werd Ajax uitgeschakeld door Getafe CF in de zestiende finales. De 2–1 thuisoverwinning was niet genoeg na de 2–0 nederlaag in Spanje. In de KNVB Beker was het FC Utrecht dat Ajax in de halve finales uitschakelde (2–0). Nadat Mark Rutte op 21 april 2020 bekendmaakte dat er in verband met de coronapandemie geen voetbalwedstrijden gespeeld mochten worden tot minstens 1 september, werd besloten de competitie vroegtijdig te stoppen. De KNVB besloot op 24 april 2020 om geen kampioen uit te roepen. Wel werd Ajax uitgeroepen als de nummer 1, waardoor Ajax zou deelnemen aan het hoofdtoernooi van de Champions League. Op het moment dat de competitie gestopt werd, hadden zowel Ajax als AZ 56 punten behaald in 25 wedstrijden, maar Ajax had een beter doelsaldo dan AZ (+45 tegen +37).
In de zomer van 2020 keerden Davy Klaassen en Maarten Stekelenburg terug bij Ajax, en waren Antony, Mohammed Kudus en Sean Klaiber nieuwkomers. Hakim Ziyech, Donny van de Beek, Sergiño Dest en Joël Veltman vertrokken. In de Champions League belandde Ajax in een groep met Liverpool FC, Atalanta Bergamo en FC Midtjylland. Hierin werden zeven punten behaald, waarmee Ajax derde werd en instroomde in de Europa League. In de Eredivisie ging Ajax aan kop sinds speelronde 6, toen Ajax met 0–13 won van VVV-Venlo. Lassina Traoré (x5), Jurgen Ekkelenkamp (x2), Huntelaar (x2), Tadić, Antony, Blind en Martínez scoorden allemaal bij wat de grootste overwinning ooit in de Eredivisie was. Met Sébastien Haller als aanwinst en na het vertrek van Promes sloeg Ajax een gat met de concurrentie in Super January. In de knock-outfase van de Europa League versloeg Ajax Lille en Young Boys, maar AS Roma bleek in de kwartfinales te sterk. In de KNVB Beker werd de finale bereikt na zeges op FC Utrecht, AZ, PSV en sc Heerenveen. In de finale tegen Vitesse verzorgde Neres in de blessuretijd de winnende treffer, nadat Ryan Gravenberch in de eerste helft trefzeker was. Hierdoor won Ajax voor de twintigste maal de bekercompetitie. In de Eredivisie werd de gehele tweede seizoenshelft niet verloren. Op 2 mei 2021 werd Ajax officieel kampioen, na een 4–0 winst op FC Emmen. Dit was de 35ste titel uit de clubhistorie. Bijna het gehele seizoen 2020/21 werd gespeeld zonder publiek, als gevolg van de coronapandemie.
In midden 2021 werden Steven Berghuis, Jay Gorter en Remko Pasveer gehaald als versterkingen, Traoré en Scherpen verlieten de club. In de Johan Cruijff Schaal ging Ajax met 0–4 onderuit tegen PSV. In het seizoen 2021/22 werd Ajax voor het tweede jaar op rij kampioen, en voor het vierde jaar op rij eerste. Edwin van der Sar had als doel gesteld, dat Ajax vijfmaal op rij als eerste zou eindigen in de eredivisie. Ajax behaalde ook de finale van de KNVB Beker, die met 2–1 verloren ging tegen PSV. Het bleek het laatste seizoen te zijn van trainer Ten Hag, die naar Manchester United vertrok.

### Alfred Schreuder en John Heitinga (2022-2023)
Medio 2022 werd Alfred Schreuder aangesteld als de nieuwe hoofdtrainer van de club. Op 30 juli werd er met 3–5 verloren van PSV om de Johan Cruijff Schaal 2022. De club werd in de transferwindow ook de club met de meeste transferinkomsten van Europa. Antony verbrak het record van duurste uitgaande speler van Ajax en de eredivisie met circa 95 tot 100 miljoen euro (vorige record was Frenkie de Jong met ca. 86 miljoen euro). Ook pakte ze het record van duurste inkomende speler: Steven Bergwijn werd voor meer dan dertig miljoen euro gekocht van Tottenham Hotspur. Op 28 oktober 2022 stond Ajax op kop in de eredivisie, met 4 punten voorsprong op nummer 2, PSV, Feyenoord en AZ volgden kort daarachter op plaats 3 en 4. Wel leed Ajax Europees gezien zijn grootste nederlaag in 2022/23, met 5 goals verschil. Ajax-SSC Napoli eindigde op 4 oktober 2022 in 1-6. Tot dan toe, waren de grootste nederlagen met 4 goals verschil: 26-2-1958 Vasas Budapest-Ajax 4-0, 22-10-1980 Bayern München-Ajax 5-1, 28-9-2004 Bayern München-Ajax 4-0, 23-11-2010 Ajax-Real Madrid 0-4 en 18-9-2013 Barcelona-Ajax 4-0.
Op 26 januari 2023 werd Schreuder door Ajax ontslagen, na tegenvallende resultaten in de Eredivisie, 7 duels op rij bleef Ajax zonder zege, na de 1-2 thuisnederlaag tegen PSV op 6 november 2022, volgden tot en met 26 januari 2023 6 gelijke spelen op rij. Het laatste gelijke spel, 1-1 thuis tegen de nummer 17 en voorlaatste in de eredivisie, FC Volendam, op 26 januari, waardoor Ajax naar de vijfde plaats zakte, was de druppel die de emmer deed overlopen.  Oud Jong Ajax-trainer, oud-Ajax-speler en 87-voudig ex-international John Heitinga werd interim-trainer tot het einde van seizoen 2022/2023, tot en met eind juni 2023. Als ervaren assistent werd Dwight Lodeweges aangesteld tot en met medio 2023. Ajax eindigde als derde in de Eredivisie, waardoor de doelstelling van Edwin van der Sar net niet werd gehaald, vijfmaal achtereen als eerste finishen. Ajax bleef steken op vier eerste plaatsen op rij (2018/19, 2019/20, 2020/21, 2021/22), waarmee de doelstelling voor 4/5 deel, voor 80 %, werd gerealiseerd. Wel haalde Ajax voor de derde maal op rij de KNVB Bekerfinale. Ajax-PSV eindigde in 1-1 na verlenging. PSV nam de strafschoppen iets beter: 2-3.

### Sven Mislintat, Maurice Steijn en John van 't Schip (2023-2024)
Op 19 mei 2023 werd Sven Mislintat opvolger van de in februari 2022 vertrokken sportdirecteur (technisch directeur) Marc Overmars, op voorspraak van Chief Sports Officer Maurits Hendriks, die op zijn beurt al in oktober 2022 was aangesteld door algemeen directeur Edwin van der Sar. Er werd 110 miljoen euro aan inkomende transfers gespendeerd, er werd 157 miljoen euro aan uitgaande transfers ontvangen, dus er was een positieve transferbalans van 47 miljoen euro. Desondanks zou Ajax in 2023/24 een verlies van 10 miljoen euro lijden, door het mislopen van Champions League-voetbal, en door extreem hoge spelerssalarissen.
Ook sportief, zou 2023/24 een van de slechtste seizoenen van Ajax in de Eredivisie worden, in 68 jaar Eredivisievoetbal sinds het seizoen 1956/57.  
Ajax beleefde de slechtste seizoenstart in 59 jaar Eredivisievoetbal, sinds het sportief desastreuze seizoen 1964/65 (plaats 13 eindrangschikking, doelsaldo +1 in 1964/65). In ronde 6, op 24 september 2023, hikte Ajax thuis in Amsterdam na 37 minuten al tegen een 0-3 achterstand tegen Feyenoord aan. Na 55 minuten werd de wedstrijd gestaakt na ongeregeldheden (vuurwerk, rellen). Technisch directeur Sven Mislintat werd die avond ontslagen na slechte resultaten, vermeende dubieuze transfers en vermeende belangenverstrengeling. Ajax-Feyenoord werd op 27 september 2023 bij een tussenstand van 0-3 uitgespeeld in een leeg stadion, Feyenoord scoorde nog 0-4. Ajax was op ranglijst inmiddels verder gezakt tot maar net boven de degradatiestreep, plaats 14 en 15, met slechts 4 a 3 clubs onder zich. Na 4 nederlagen op rij sinds 17 september 2023, werd trainer Maurice Steijn op 23 oktober 2023 ontslagen. Ajax had op 22 oktober, in ronde 9, met 4-3 in en van Utrecht verloren, dat vlak voor het duel als achttiende, als laatste, als hekkensluiter van de eredivisie, geklasseerd stond. Hierdoor zakte Ajax voor het eerst in de geschiedenis naar plek 17, de op 1 na laatste plaats in de eredivisie.
Assistent Hedwiges Maduro werd voor 1 week interim-trainer. Op 29 oktober 2023 bereikte Ajax een historisch dieptepunt. Na in Eindhoven met 5-2 van koploper PSV verloren te hebben, belandde Ajax op de laatste plaats, plek 18, in de eredivisie.
Op 30 oktober 2023 werd John van 't Schip tot het einde van het seizoen aangesteld als hoofdtrainer. Hedwiges Maduro en Said Bakkati bleven assistenten, Michael Valkanis werd als extra assistent toegevoegd. De eerste twee competitieduels onder trainer Van 't Schip werden gewonnen (inhaalduel Ajax-Volendam 2-0; Ajax-Heerenveen 4-1). Ajax klom in anderhalve maand tijd snel op tot plaats 5 in de eredivisie, half december 2023. In de Europa League poule finishte Ajax als derde; dit leverde een vervolg in de Conference League op. In het eerste bekerduel van het seizoen 2023/24 leed Ajax in Utrecht een ontluisterende 3-2 nederlaag tegen de derde divisie amateurs van USV Hercules, op 21 december 2023, halverwege de competitie, vlak voor de winterstop, hetgeen uitschakeling betekende.
In januari 2024 werd de toen 33-jarige Jordan Henderson gecontracteerd, als leider, ondanks al aanwezige ernstige financiële problemen bij Ajax (Ajax moest enkele tientallen miljoenen euro's lenen, om de salarissen van de spelers voor een half jaar te kunnen betalen). Hendersons torenhoge jaarsalaris werd geschat tussen 4,8 miljoen euro (48 ton) en 7,2 miljoen euro (72 ton). In de tweede competitiehelft schakelde trainer Van 't Schip over van offensief voetbal (november en december 2023) naar een zeer defensief systeem met 7 verdedigers (5 verdedigers en 2 defensieve middenvelders). Succesvol was dit niet, Ajax zakte zelfs even terug naar positie 6. In het catastrofale seizoen 2023/24 verloor Ajax tweemaal met ongekend grote verschillen van Feyenoord in de Eredivisie (24 en 27 september 2023 Ajax-Feyenoord 0-4, de grootste thuisnederlaag van Ajax tegen Feyenoord ooit in de Eredivisie, 4 goals verschil; 7 april 2024 Feyenoord-Ajax 6-0, de grootste nederlaag en de grootste uitnederlaag van Ajax tegen Feyenoord ooit in de eredivisie, 6 goals verschil). Nooit eerder verloor Ajax in de 2 Eredivisieduels tegen Feyenoord in een seizoen, met een doelsaldo van −10 (0-10). Ajax eindigde als vijfde, met een doelsaldo van +13, het op 1 na slechtste doelsaldo van Ajax in de Eredivisie sinds 1956 (alleen 1964/65, met een doelsaldo van slechts +1, was nog slechter). Zelfs nummer 6 in 2023/24, NEC, haalde nog een hoger doelsaldo dan +13: +17.

### Nieuwe start met Farioli (2024-heden)
Voor het nieuwe seizoen 2024/2025 werd de Italiaan Francesco Farioli, in het voorgaande seizoen trainer van OGC Nice, de nieuwe hoofdtrainer van de Amsterdammers. Met nog altijd financiële problemen, werden wel de spelers Wout Weghorst, Daniele Rugani (gehuurd) toegevoegd aan de selectie en keerden ook Davy Klaassen en Bertrand Traoré terug bij Ajax. Technisch directeur Alex Kroes liet elf spelers vertrekken, waaronder recordaankoop Steven Bergwijn (voor € 21,5 miljoen aan Al-Ittihad).
Ajax haalde de eerste ronde van de UEFA Europa League, nadat het door drie voorrondes heen kwam. Ze eindigde, bij het eerste seizoen met een nieuwe opzet zonder groepsfase, twaalfde met vier overwinningen uit de acht wedstrijden. In de daaropvolgende tussenronde schakelde ze het Belgische Union St.Gillis uit (0-2 uitoverwinning en 2-1 thuiswinst). In de achtste finales stuit het op Eintracht Frankfurt.
In de KNVB Beker startte Ajax in de tweede ronde met een 2-0 overwinning op Telstar. In de achtste finales werd het in Alkmaar uitgeschakeld door een 2-0 verlies tegen AZ.
In de Eredivisie startte Ajax sterk met een 5-0 overwinning op Fortuna Sittard, waar het de week erna echter weer gelijkspeelde tegen Go Ahead Eagles. Vooral de manier van spelen zorgde ervoor dat Farioli alsnog kritiek kreeg vanuit de media. Op 30 oktober en 2 november 2024 won Ajax zowel van Feyenoord als van PSV, wat de fans na lange tijd weer eens liet juichen door van de rivalen te winnen. Op 9 februari 2025 won het van Fortuna Sittard, waarna het door het nieuwe puntenverlies van PSV (na speelronde 15 nog negen punten achter), en mocht het zich na maar liefst 827 dagen (sinds 5 november 2022) weer de koploper van de Eredivisie noemen.